# Église Saint-Aignan d'Arthies
L'église Saint-Aignan est une église catholique paroissiale située à Arthies, en France. C'est l'une des églises romanes les plus anciennes du Vexin français. Son clocher en bâtière date de la seconde moitié du XIe siècle, et n'a pas son pareil dans la région. Sa base comporte, à l'ouest et à l'est, deux arcades en plein cintre retombant sur de lourds chapiteaux d'une sculpture archaïque, qui dénotent de l'influence normande. Son étage de beffroi est ajouré de deux très étroites baies en plein cintre par face, qui sont flanquées de deux colonnes monolithiques munies de chapiteaux semblables, criblés de petits trous circulaires, et possèdent des linteaux monolithiques échancrés. La nef est également romane, et conserve notamment ses fenêtres d'origine. Sinon, aucun élément roman n'est plus visible en élévation. Les voûtes de la Renaissance cachent une charpente en carène renversée du XVe siècle, conçue pour être lambrissée. Le petit chœur rectangulaire n'est plus celui d'origine, mais comporte notamment deux formerets avec leurs colonnettes à chapiteaux du second quart du XIIe siècle. Il y a, en outre, deux grandes chapelles latérales de longueur inégale, qui forment avec le chœur un chevet plat sur une seule ligne. Elles remontent au premier tiers du XVIe siècle, mais la chapelle du nord a été remaniée à la fin du XVIe siècle dans le style de la Renaissance, à la suite de désordres de structure, et la chapelle du sud a été remaniée ou agrandie en 1605. La première communique par un arc-doubleau avec la troisième travée de la nef ; la deuxième s'ouvre depuis la nef par un passage berrichon. L'église Saint-Aignan est inscrite aux monuments historiques par arrêté du 4 juin 1926, et a été restaurée depuis les années 1980. Elle est aujourd'hui affiliée à la paroisse de Magny-en-Vexin, et les messes dominicales n'y sont plus célébrées qu'irrégulièrement.

## Localisation
L'église est située en France, en région Île-de-France et dans le département du Val-d'Oise, dans le Parc naturel régional du Vexin français, sur la commune d'Arthies, au centre du village, dans l'angle entre la rue de la Mairie (au nord) et la rue de l'Église (à l'est), près de la route Nationale (RD 983). L'église n'est pas alignée sur l'une des rues du village. Ainsi, son angle nord-est touche à la rue de la Mairie, qui dévie ensuite vers le nord-ouest, de sorte qu'il faut se faufiler entre la nef et une maison particulière pour accéder au petit parvis devant la façade occidentale, qui contient l'unique portail. Le parvis s'apparente à une petite cour privée. Au sud de la nef, les maisons approchent de l'église de très près, mais on peut faire le tour de l'édifice. L'élévation méridionale du chœur (chapelle latérale sud) et le chevet sont bien dégagés, et donnent sur une grande pelouse bordée d'arbres, qui correspond à l'ancien cimetière, transféré  vers son emplacement actuel en 1879.

## Historique
Sous l'Ancien Régime, Arthies relève du doyenné de Magny-en-Vexin, de l'archidiaconé du Vexin français avec siège à Pontoise, et de l'archidiocèse de Rouen. Le collateur de la cure est l'archevêque de Rouen. L'église est placée sous le vocable de saint Aignan d'Orléans. Elle s'élève près d'un cimetière mérovingien, attesté par sept sarcophages en pierre tendre et un anneau retrouvés au sud-est de l'église. D'autres sarcophages mis au jour en 1886 près du chevet de l'église abritaient des urnes funéraires carolingiens. Il semble donc que l'église actuelle ne soit pas le premier lieu de culte chrétien à cet endroit. Ses parties les plus anciennes sont le clocher et la nef, mais une datation précise reste à établir : Bernard Duhamel indique le XIe siècle en se basant sur Léon Plancouard, et Anne Prache et Louis Régnier esquivent la question. La configuration du clocher indique la configuration de l'église romane primitive. Sa base est munie de fenêtres au nord et au sud, qui sont très rapprochées des arcades ouvrant sur les chapelles latérales, et montrent que la travée n'était initialement pas accompagnée de croisillons. Le premier étage, dissimulé par les toitures, ne comportait pas de fenêtre à l'ouest, mais une porte. La nef primitive avait donc la hauteur de la construction actuelle.
En revanche, le niveau de la baie orientale du premier étage du clocher indique que l'abside d'origine devait être beaucoup plus basse que le chœur actuel, que Louis Régnier date de la seconde moitié du XIIe siècle, sauf la voûte. Les chapiteaux apparemment cachés à son époque obligent de réviser cette datation. Beaucoup plus jeune est la chapelle latérale nord, qui remonte au XVIe siècle. Bernard Duhamel affirme qu'elle date de 1587, mais il s'agit là d'une interprétation un peu hâtive d'une observation de Louis Régnier, qui signale une inscription obituaire de 1587 sur la voûte. L'on ne voit actuellement que la plaque de fondation de Jacques Falaize et Guillemette Binet mentionnant cette date, mais elle est signée Guillaume Letellier, 1627. Cependant, le profil aigu des voûtes, adopté pour la majeure partie des églises flamboyantes du Vexin, renvoie au premier tiers du XVIe siècle, et il est manifeste que les clés de voûte Renaissance ont été incrustées après coup. À ce titre, Léon Plancouard rapporte que par la suite de l'avancement d'un contrefort au nord de la chapelle, vers la fin du XVIe siècle, la fabrique fit appliquer la tourelle d'escalier contre son mur occidental. Le contrefort n'avait donc pas opposé assez de résistance à la poussée de la voûte, dont les claveaux ont dû se désolidariser lors du mouvement du contrefort. Le remaniement des voûtes peut s'expliquer ainsi. Quant aux voûtes de la nef et du chœur, elles ont été bâties sous une même campagne au milieu ou pendant la seconde moitié du XVIe siècle. Plus exactement datable semble la chapelle latérale sud, dont la clé de voûte de la première travée affiche la date de 1605 accompagnée de la devise « Potius mori quam foedari » (plutôt mourir que se déshonorer). Des travaux sont effectivement attestés pour cette période (voir ci-dessous), mais l'architecture de la chapelle donne à penser qu'il s'agissait plutôt d'une réparation,,.

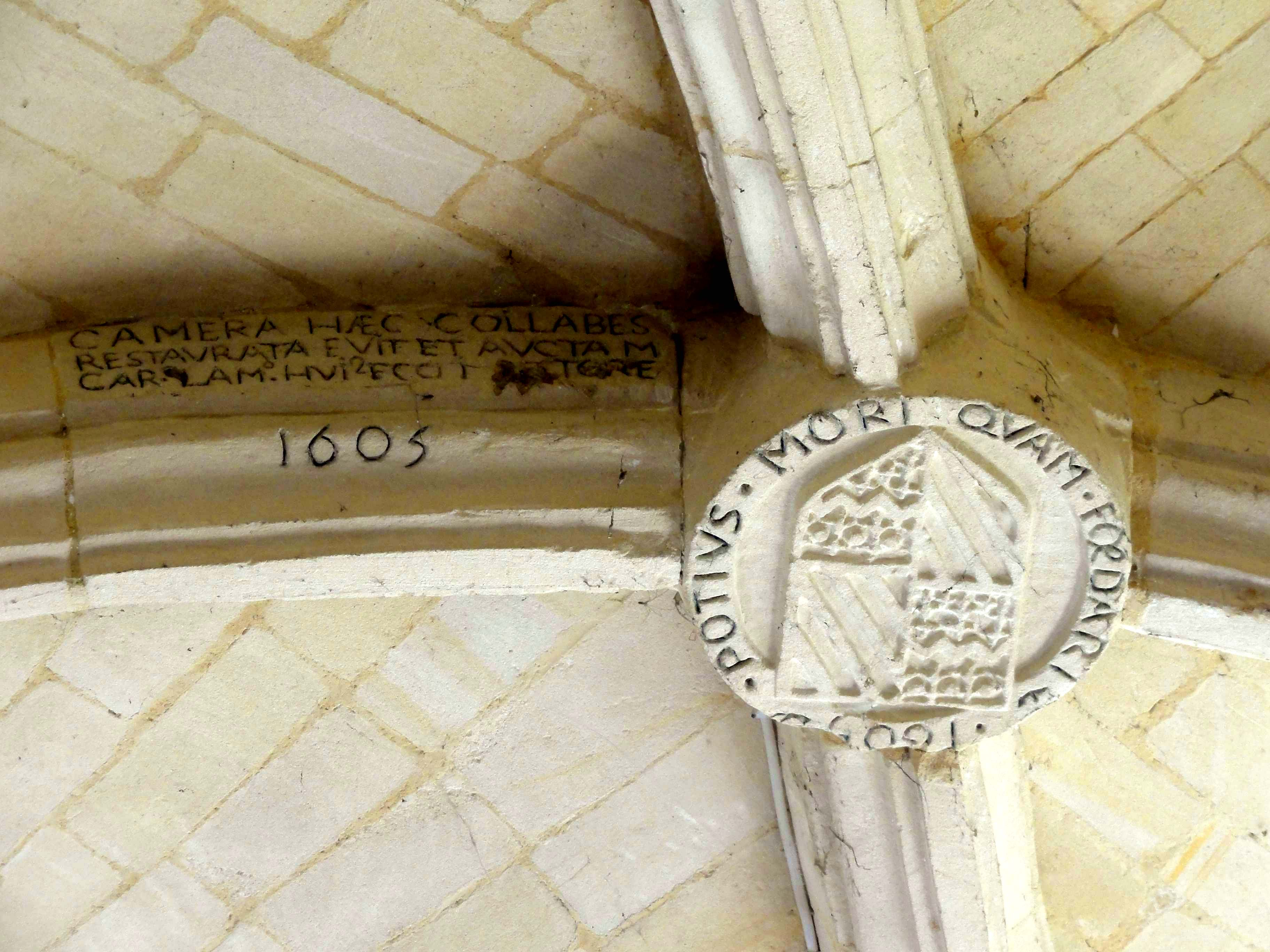
Chapelle Saint-Aignan (collatéral sud), clé de voûte avec la date de 1605.

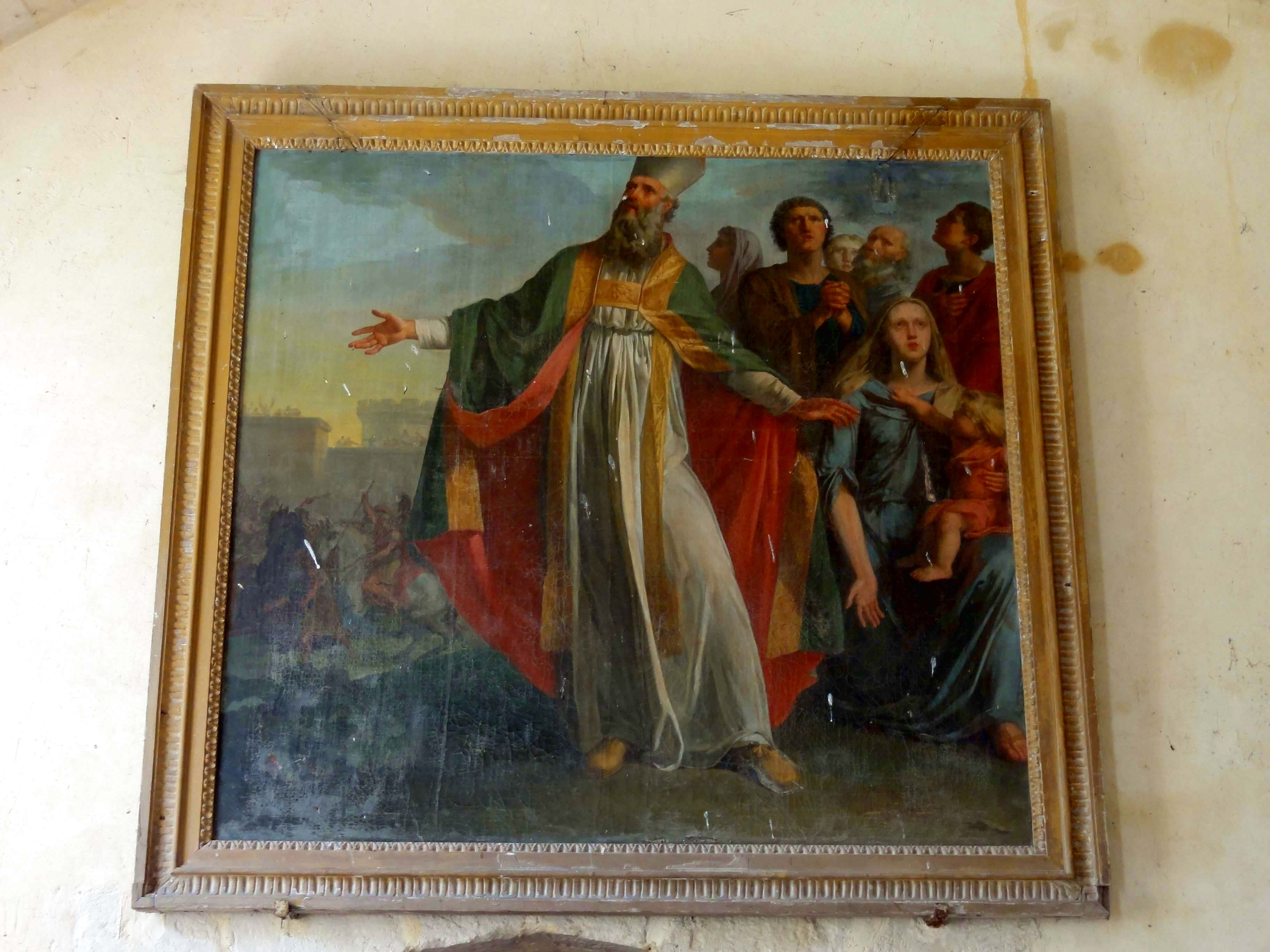
Tableau de 1787 - saint Aignan.

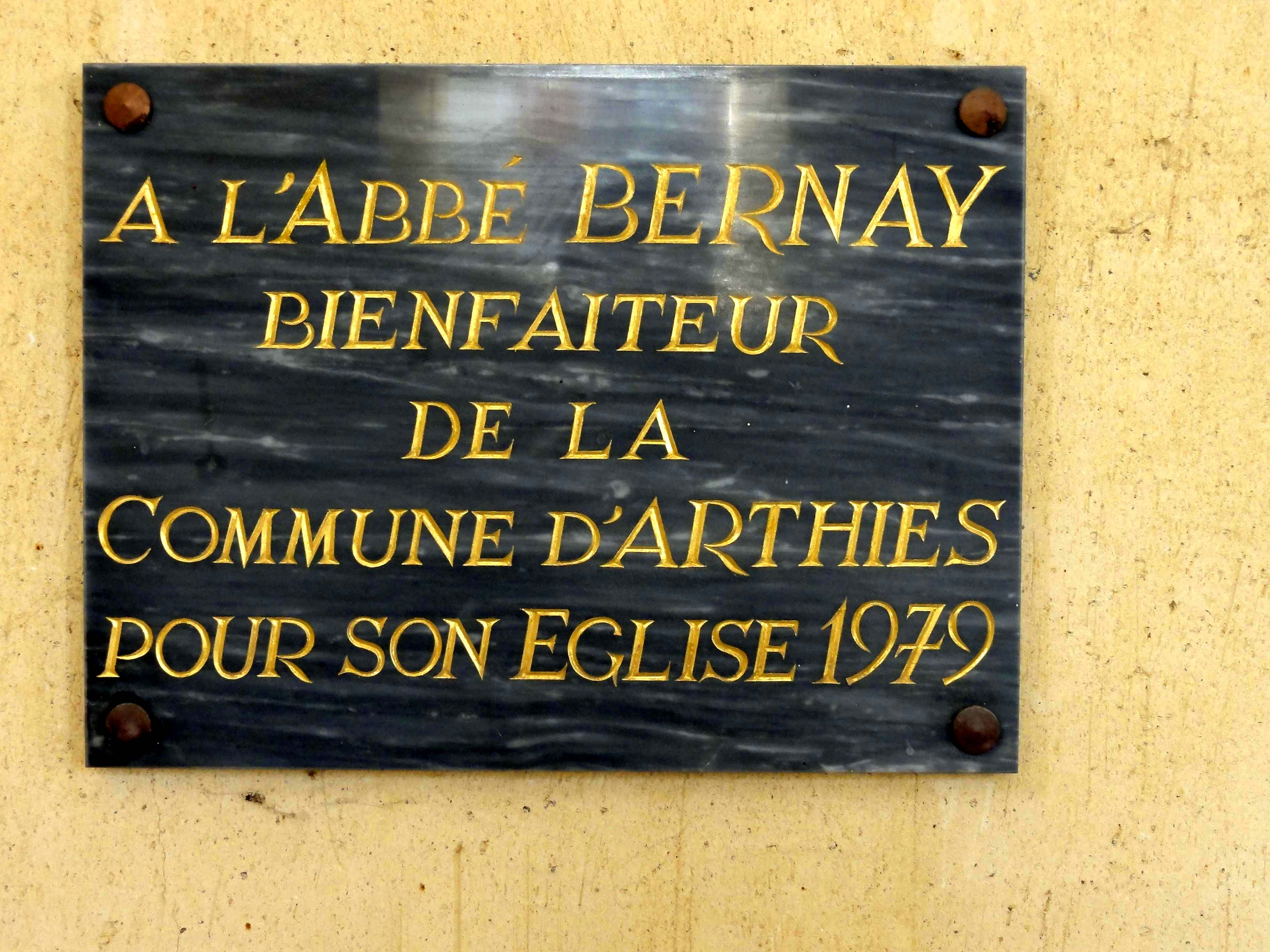
Plaque commémorative pour l'abbé Bernay, 1979.

Léon Plancouard a retrouvé quelques documents concernant l'histoire de la paroisse et des travaux entrepris dans l'église. Au XIIIe siècle, les revenus de la cure se montent à douze livres, et le village compte une soixantaine de foyers. Au XIVe siècle, les habitants font refaire les fenêtres. Selon un marché conclu par la fabrique avec un artisan local, « le dernier jour de septembre 1510, le maréchal reforge les tourillons de la grosse cloche, qui ont rompu sur l'église ». En 1515, Jean Damesme, marguillier, s'acquitte des dettes de la fabrique. Plancouard en tire la conclusion que les voûtes de la nef et du chœur furent donc refaites entre 1510 et 1515, avis qui n'est pas partagé par les autres auteurs, et démenti par le profil méplat des nervures et les clés de voûte pendantes de style Renaissance. En revanche, la chapelle latérale nord semble bien correspondre à la période envisagée (voir ci-dessus). — En 1600, le curé, Guillaume Bolez, entreprend une quête à domicile afin réunir les fonds nécessaires à la construction de la chapelle Saint-Aignan, celle du sud. Les travaux sont payés en plusieurs fois par Jacques Sivri, puis par Jacques Bray et Nicolas Brandin, marguilliers, jusqu'en 1612. En 1654, la fabrique règle la facture du maçon Raffignon, pour avoir remonté les cloches, bâti les murs du cimetière et rattaché le crucifix. L'année suivante, la fabrique achète la croix et le coq du clocher chez Bodan, à Magny-en-Vexin. En 1667, les deux petits autels sont démolis. L'année suivante, un retable est acheté à Paris pour trente livres, plus quarante livres de frais de transport. Le retable du maître-autel est fourni par maître Nicolas Nudicus, de Gisors, pour la somme de dix livres. Il est assisté par André Damesme, maçon à Magny-en-Vexin, qui touche sept livres. En juillet 1693, le curé, Louis Chefdeville, passe un marché pour la reconstruction de l'autel de saint Nicolas, au chevet du collatéral nord (il fut démoli à la Révolution française). D'importantes réparations qui se montent à 1 602 livres sont effectués en 1694 ; leur nature n'est malheureusement pas précisée. En 1722, avec la permission du grand vicaire de Pontoise, la chapelle Saint-Thomas est transférée en la chapelle Saint-Nicolas de l'église d'Arthies, qui est remaniée à cette occasion. En 1724, les piliers engagés sont restaurés, la sacristie est agrandie, et ses fenêtres sont munies de barres de fer.
Beaucoup de mobilier, dont la chaire, deux stalles et le tabernacle, des habits sacerdotaux et des ornements liturgiques sont offerts à l'église par le curé Gaston Le Bas, doyen rural de Magny de 1686 à 1731. Il fait également agrandir ou repercer les fenêtres, construire deux porches et installer de nouvelles portes. L'on peut ainsi préciser l'époque des fenêtres et de la porte actuelle, qui sont dénuées de caractère. Les porches n'existent plus. Des travaux de couverture sont effectués par Louis Morice en 1735 et par Jean Drocourt, de Gargenville, en 1738. Ce dernier touche cent cinquante-huit livres. En 1743, l'église est endommagée par la foudre, qui touche en particulier la chapelle de la Vierge (dont la position reste à préciser). Après l'inspection des dégâts par l'archidiacre, Papavoine de Canappeville, le maître-maçon Guillaume Trognon, de Maudétour-en-Vexin, est mandaté pour refaire le gros-œuvre et fournir les matériaux nécessaires. Ces travaux et l'installation de six consoles pour soutenir les statues des saints, dépassent les moyens de la fabrique, qui s'endette pour vingt-neuf ans. En 1778, elle acquiert le confessionnal actuel auprès de Robert Dupré, menuisier à Villers-en-Arthies. Avec l'ensemble des boiseries, il est verni par Jean-Baptiste Boileau. Le cadran de l'horloge est installé en 1781, et des réparations sont effectuées aux vitrages. En 1787, les contreforts au nord de la nef, le pignon occidental et les deux entrées sont refaits par les frères David, Guillaume et Jean Hébert. Ils travaillent avec le tailleur de pierre François Souhard père, d'Aincourt, auquel le curé règle la somme de cent-quatorze livres pour cinquante-sept journées de travail. Le tableau représentant saint Aignan est livré le 22 novembre 1787 par Duchemin du Coudray, de Paris, pour un prix de trois cent cinquante livres. Malgré ces quelques acquisitions et les donations de Gaston Le Bas, le mobilier de l'église paraît bien pauvre dans l'inventaire dressé sous la Révolution française. En 1857, le carrelage de l'église est partiellement remplacé, et les trente-quatre pierres tombales jusque-là scellées dans le sol disparaissent. La sacristie est démolie en 1891. L'actuelle sacristie est sans doute édifiée à cette époque. Le portail latéral sud date de 1893. L'église est inscrite aux monuments historiques par arrêté du 4 juin 1926. Grâce au legs de l'abbé Bernay, « bienfaiteur de la commune d'Arthies pour son église », elle bénéficie d'une restauration complète au cours des années 1880. L'église Saint-Aignan est aujourd'hui affiliée à la paroisse de Magny-en-Vexin, et les messes dominicales n'y sont plus célébrées qu'irrégulièrement, deux ou trois fois par an.

## Description

### Aperçu général

Plan de l'église.

Orientée un peu irrégulièrement, avec une nette déviation de l'axe vers le sud-est du côté du chevet, l'église répond à un plan dissymétrique. Elle se compose d'une large nef unique de trois travées ; de la base du clocher ; d'un petit chœur rectangulaire ; d'une chapelle latérale nord de trois travées qui flanque la dernière travée de la nef, la base du clocher et le chœur ; et d'une chapelle latérale sud de deux travées, qui flanque la base du clocher et le chœur. Les trois travées se terminent par un chevet plat. La longueur totale dans-œuvre est de 31 m, dont 17,80 m incombent à la nef, 6,10 m à la base du clocher, et 7,10 m au chœur. La chapelle latérale nord mesure 19,50 m de longueur, et la chapelle latérale sud, 12,20 m. Une tourelle d'escalier occupe l'angle entre la deuxième travée de la nef et la chapelle latérale nord, et la sacristie se situe dans l'angle entre la troisième travée de la nef et de la chapelle latérale sud. La base du clocher est voûtée d'arêtes. Toutes les autres travées de l'église sont voûtées d'ogives. L'on accède à l'église par le portail occidental de la nef, ou par une petite porte sous la première fenêtre de la chapelle latérale sud. Le vaisseau central et la chapelle latérale nord sont couverts ensemble par une toiture à deux rampants, avec des pignons en façade et au chevet. La chapelle latérale sud est munie d'un toit perpendiculaire à l'axe de l'édifice, avec un large pignon au sud. Le clocher est coiffé en bâtière.

### Intérieur

#### Nef

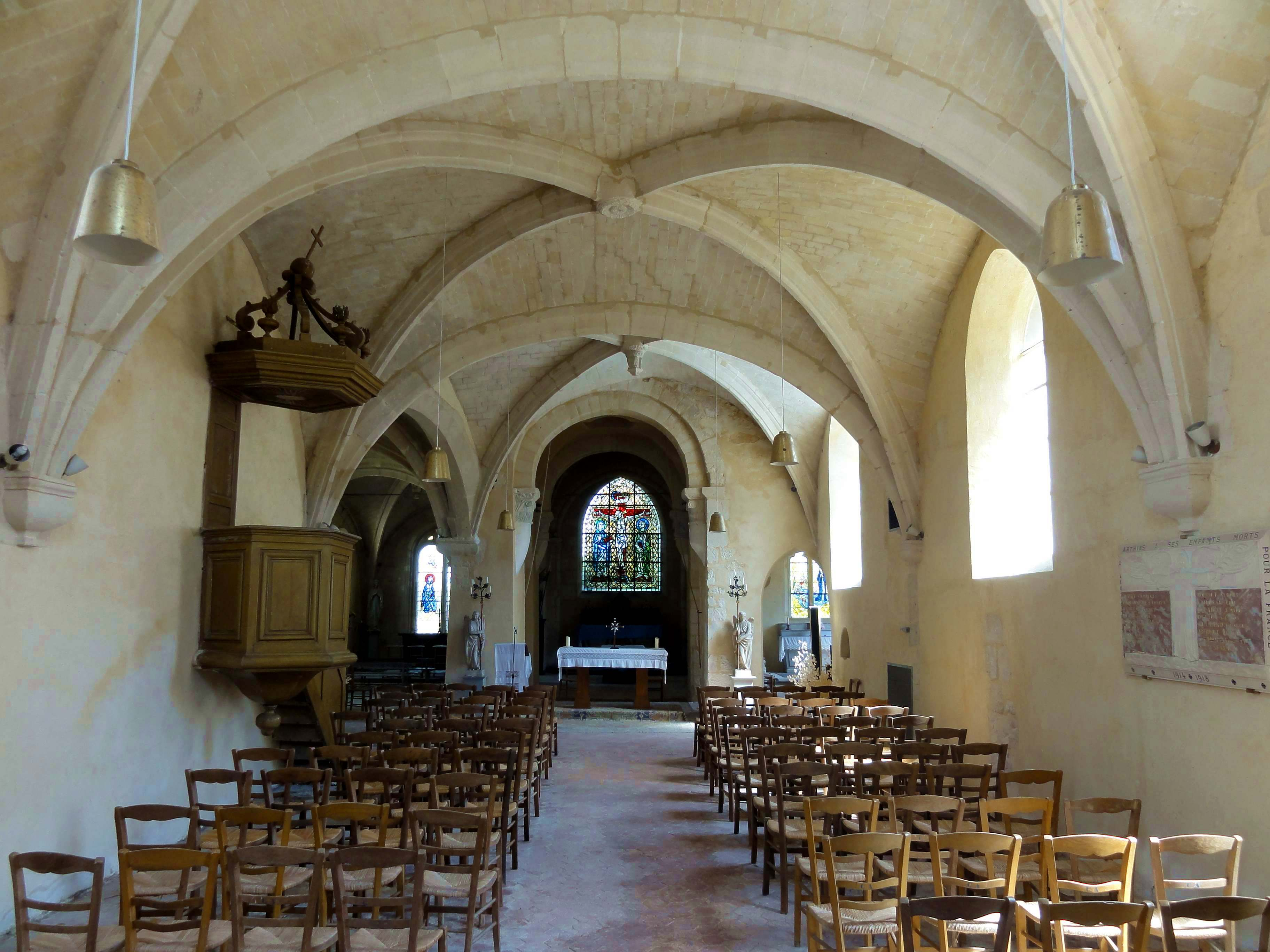
Vue vers l'est.

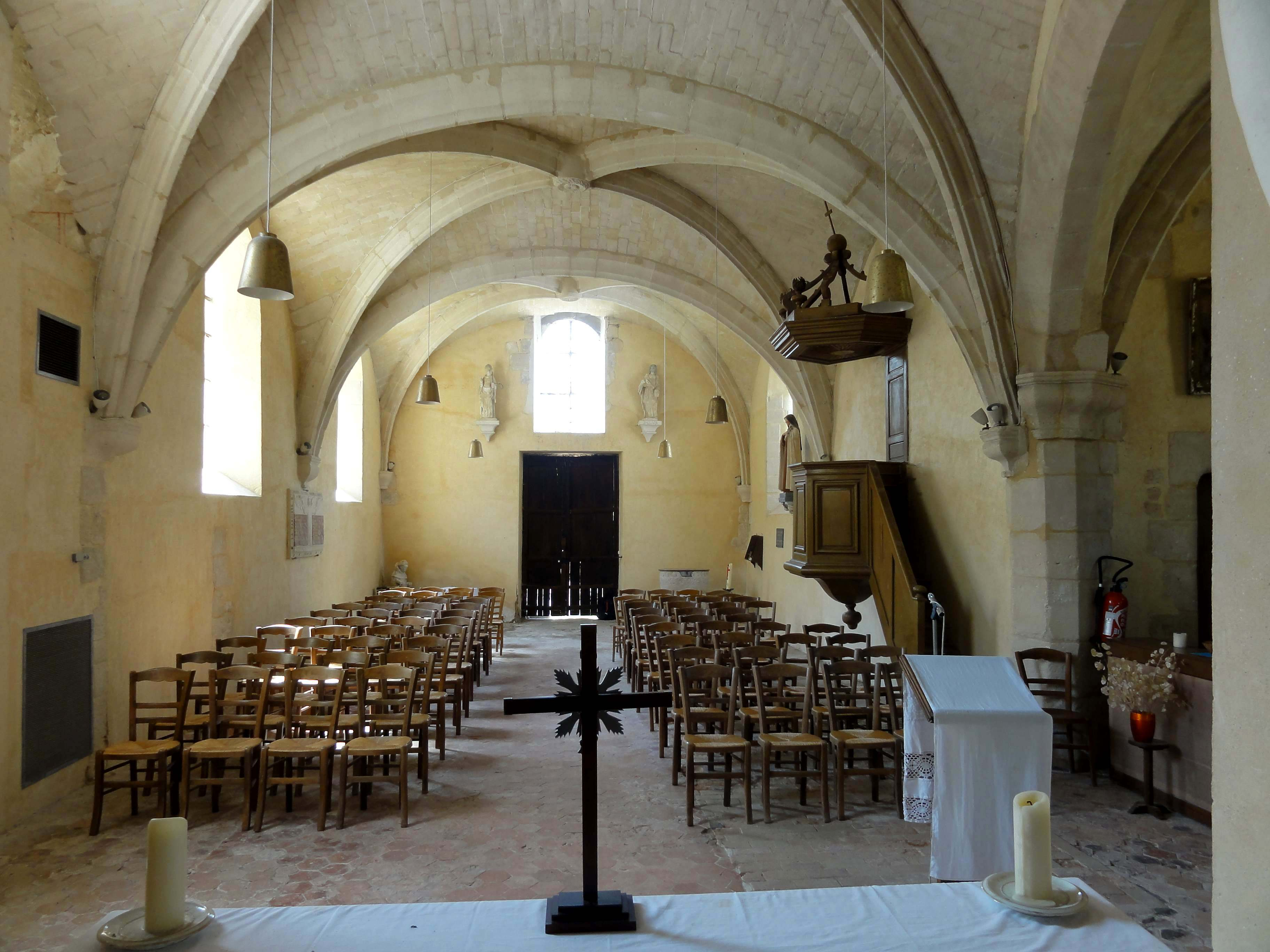
Vue vers l'ouest.

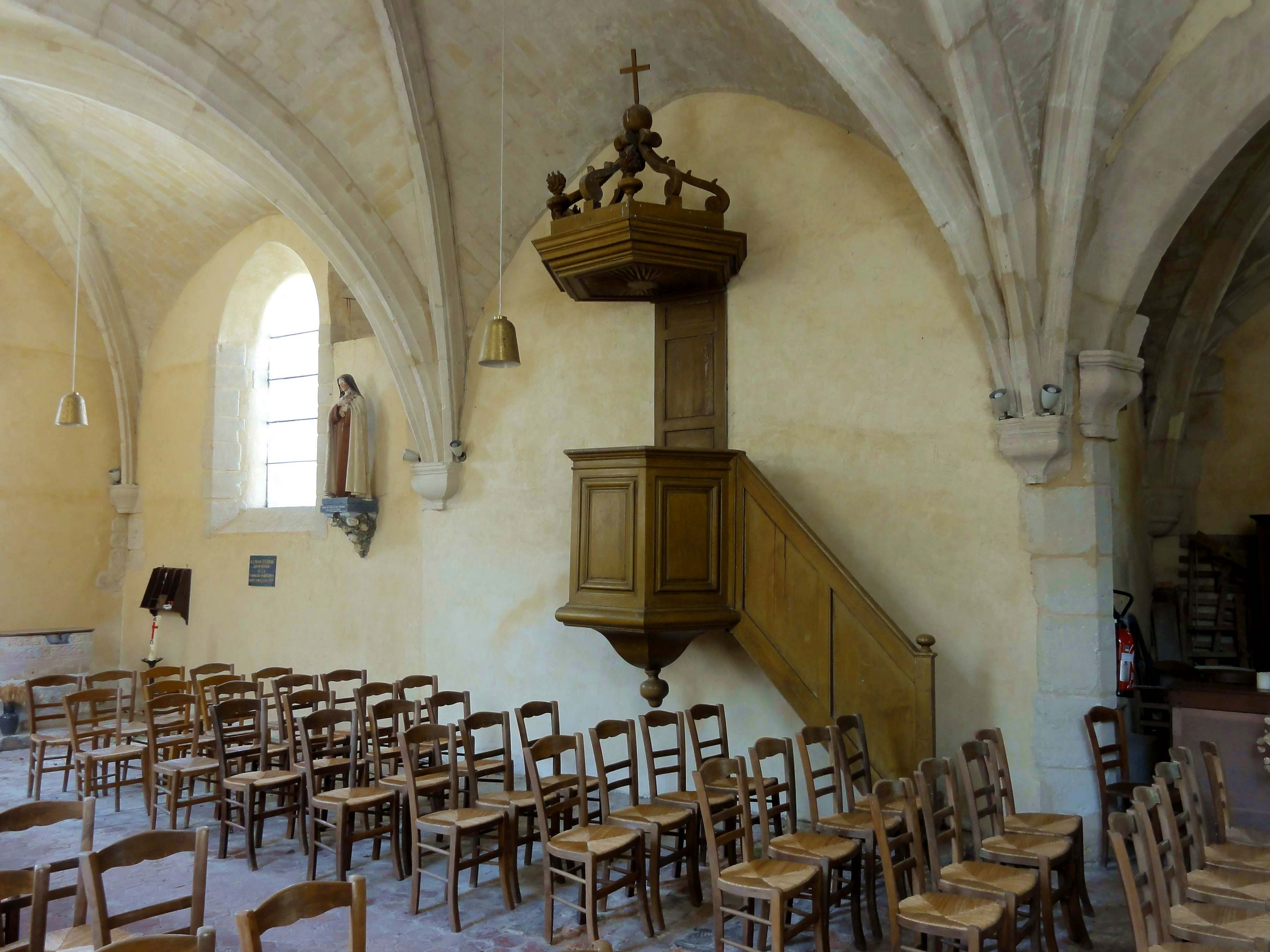
Élévation nord.

Grâce à la configuration du clocher, il est toujours aisément possible de reconstituer le plan primitif de l'église, qui est le plan le plus simple, et le plus largement répandu dans le Vexin et dans le Beauvaisis : une nef unique non voûtée, une base du clocher et une abside en cul-de-four : les églises du Bellay-en-Vexin, Brignancourt, Chérence, Gadancourt, Gouzangrez, Lierville, Marquemont, Seraincourt et Wy-dit-Joli-Village en offrent quelques exemples dans les environs. Sauf à Gadancourt et Auvillers (commune de Neuilly-sous-Clermont), les plans des églises de ce type dans la région ont été augmentés d'un ou deux bas-côtés. À Omerville, l'agrandissement se fit uniquement vers l'est et vers l'ouest. Il est à noter que Léon Plancouard ne reconnaît pas encore que le plan primitif ne comporte pas de transept. Cette observation est due à Louis Régnier. Avec 17,80 m, la longueur de la nef est considérable. Sa dernière travée est aujourd'hui intégré dans le chœur liturgique, et abrite l'ambon, alors que l'autel est placée sous l'arcade ouvrant dans la base du clocher. Sa largeur entre les piliers est de 3,30 m, moins que la moitié de la largeur de la nef, qui avoisine les 8,30 m. Ces proportions sont caractéristiques des nefs uniques. Au nord de la dernière travée, la largeur diminue successivement d'ouest en est, car le doubleau vers la chapelle Saint-Nicolas est oblique. À droite de l'arcade du clocher, une petite arcade en arc brisé établit l'intercommunication avec la chapelle Saint-Aignan,. Cette configuration évoque l'église de Villers-sous-Saint-Leu, également romane mais un peu plus jeune, dont la nef fut également voûtée après-coup. L'arcade vers la chapelle du sud ressemble à un passage berrichon, disposition pas fréquente dans la région : l'on peut citer Ableiges, Belle-Église, Brignancourt, Heilles, Marquemont, Moussy, Nogent-sur-Oise, Villers-sous-Saint-Leu et Saint-Martin-des-Champs, à Paris.
La nef est toujours celle de la seconde moitié du XIe siècle, mais elle a été profondément modifiée par son voûtement d'ogives au milieu ou pendant la seconde moitié du XVIe siècle ; par l'adjonction de la chapelle au nord de la dernière travée à la même époque ; et par le percement de nouvelles fenêtres. Trois fenêtres anciennes subsistent toutefois, dont deux étaient bouchées jusqu'aux travaux de restauration des années 1980 (une au nord et une au sud). Avant, seulement la partie supérieure de leur profond ébrasement était visible, au-dessus des voûtes, depuis les combles. L'ouverture n'est que de dix-huit centimètres à l'extérieur. Les ébrasements sont enduits, et conservent la polychromie architecturale du Moyen Âge. Elle consiste d'un appareil simulé par des lignes horizontales simples et des lignes verticales doubles, tracées à l'ocre rouge, et d'un semis de fleurettes cruciformes peintes à l'ocre marron, comme à Boury-en-Vexin. La deuxième fenêtre du nord devait se situer à l'emplacement de l'arc-doubleau vers la chapelle latérale nord. Les fenêtres actuelles sont assez grandes, en arc brisé, sans décoration et sans caractère. En admettant que les fenêtres des chapelles étaient d'emblée aussi grandes qu'aujourd'hui, il doit s'agir de celles que Gaston Le Bas fit percer, bien que l'arc brisé était depuis longtemps tombé en désuétude à son époque (fin XVe / premier tiers XVIIIe siècle). Il y a trois fenêtres dans la première travée, soit une au nord, une à l'ouest, au-dessus du portail, et une au sud ; et une fenêtre dans chacune des deux travées suivantes, au sud.
Les voûtes s'insèrent entre les murs gouttereaux romans, ce qui explique leur faible hauteur : elle n'atteint que 4,60 m, ce qui semble plus propre à un bas-côté. Afin de ne pas faire retomber les nervures trop près du sol, les doubleaux adoptent un profil en plein cintre surbaissé. Les travées étant barlongues, les arcs d'inscription sont en arc brisé le long des murs gouttereaux. L'absence de formerets est fréquente pour les voûtes secondaires, de même que la retombée sur des culs-de-lampe. Ceux-ci possèdent un tailloir mouluré d'une plate-bande, d'une baguette et d'un cavet, et une corbeille aplatie, mais galbée, avec des arêtes vives. Dans l'angle sud-est, l'ogive se fond simplement dans les murs. Le profil des ogives et doubleaux se compose d'un large filet entre trois ressauts de chaque côté, dont le deuxième est adouci par un quart-de-rond. Léon Plancouard qualifie le style des deux premières clés de voûte d'assez lourd. Elles prennent la forme de disques. La première affiche une rosace simple, qui semble être en stuc ; et la deuxième est une rosace à deux rangs de pétales, de formes diverses et souvent percées de petits trous, le tout étant entouré d'une couronne d'épines. La troisième clé est pendante. Elle est sculptée d'un rang de dards, d'un rang d'oves, de quatre volutes ou consoles, et d'un carré garni de feuillages. L'église de Villers-en-Arthies possède une clé semblable. Quelques années avant la construction des voûtes, l'on avait muni la nef d'une charpente en carène renversée, qui devait être lambrissée pour former un berceau en plein cintre. Les bardeaux n'ont jamais été posés : les arbalétriers ne montrent pas de traces de clous, de chevilles ou d'arrachements. L'on est donc confronté à un changement de parti, comme à Broglie. Léon Plancouard a examiné de près la charpente. Les entraits sont soigneusement équarris, et ont les angles biseautés. Elles supportent des poinçons ornés de chapiteaux et de bases moulurées, comme à Gouzangrez. Les poinçons mesurent près de quatre mètres de hauteur, ce qui donne une idée quel bel volume la nef aurait pu offrir si l'on avait mené à terme le projet de plafond lambrissé, et renoncé au voûtement,.

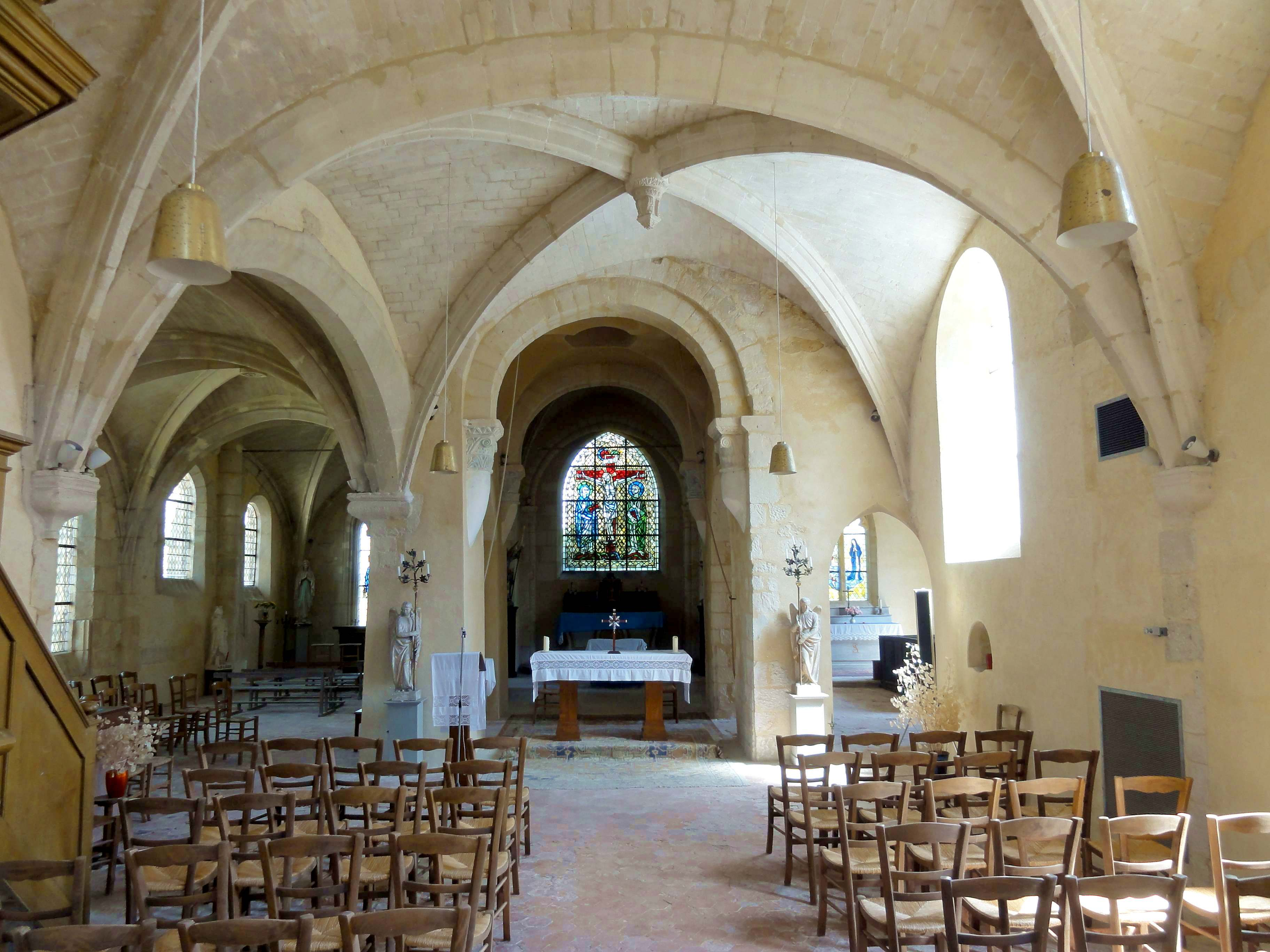
Vue vers l'est.
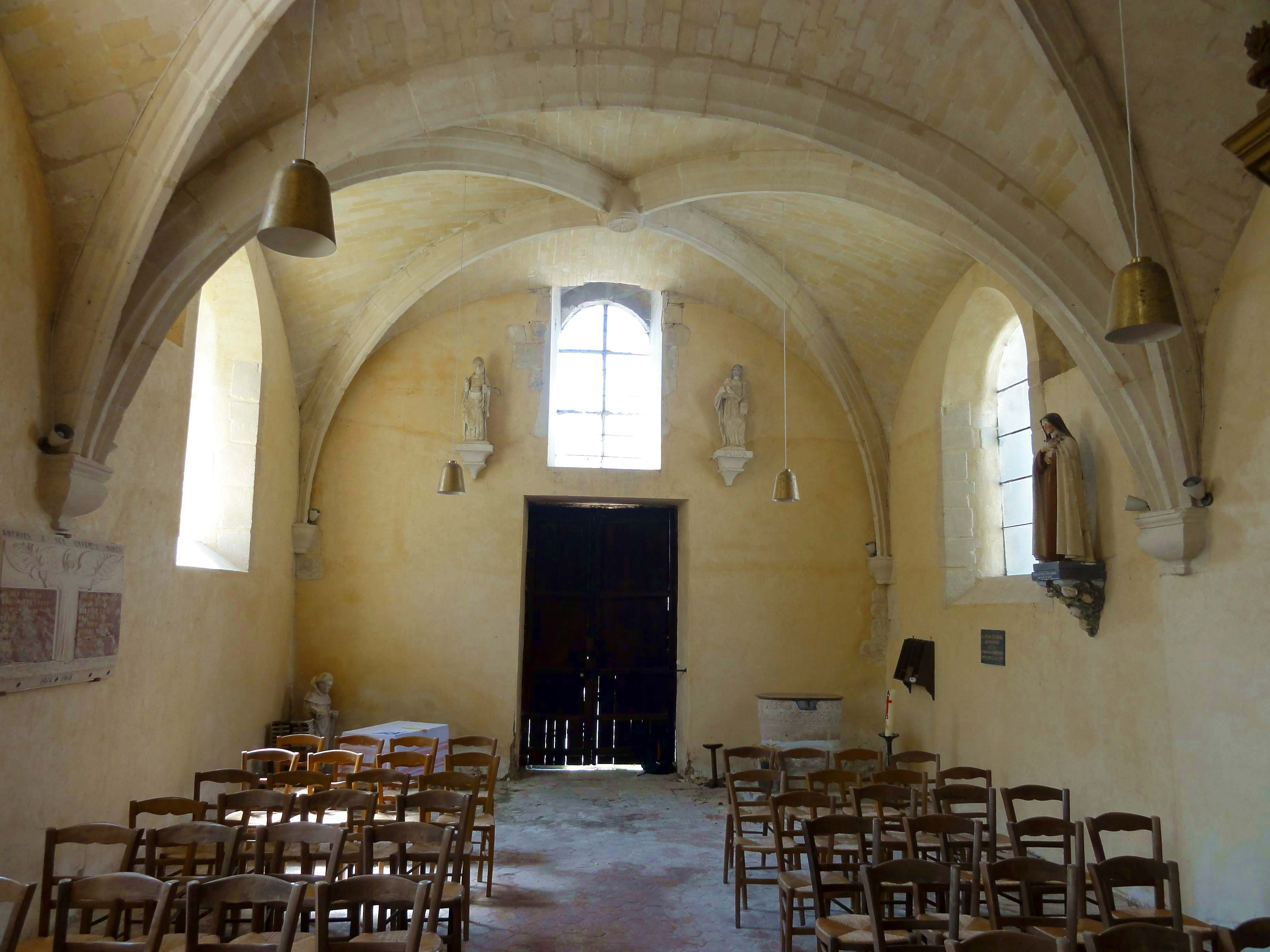
Vue vers l'ouest.
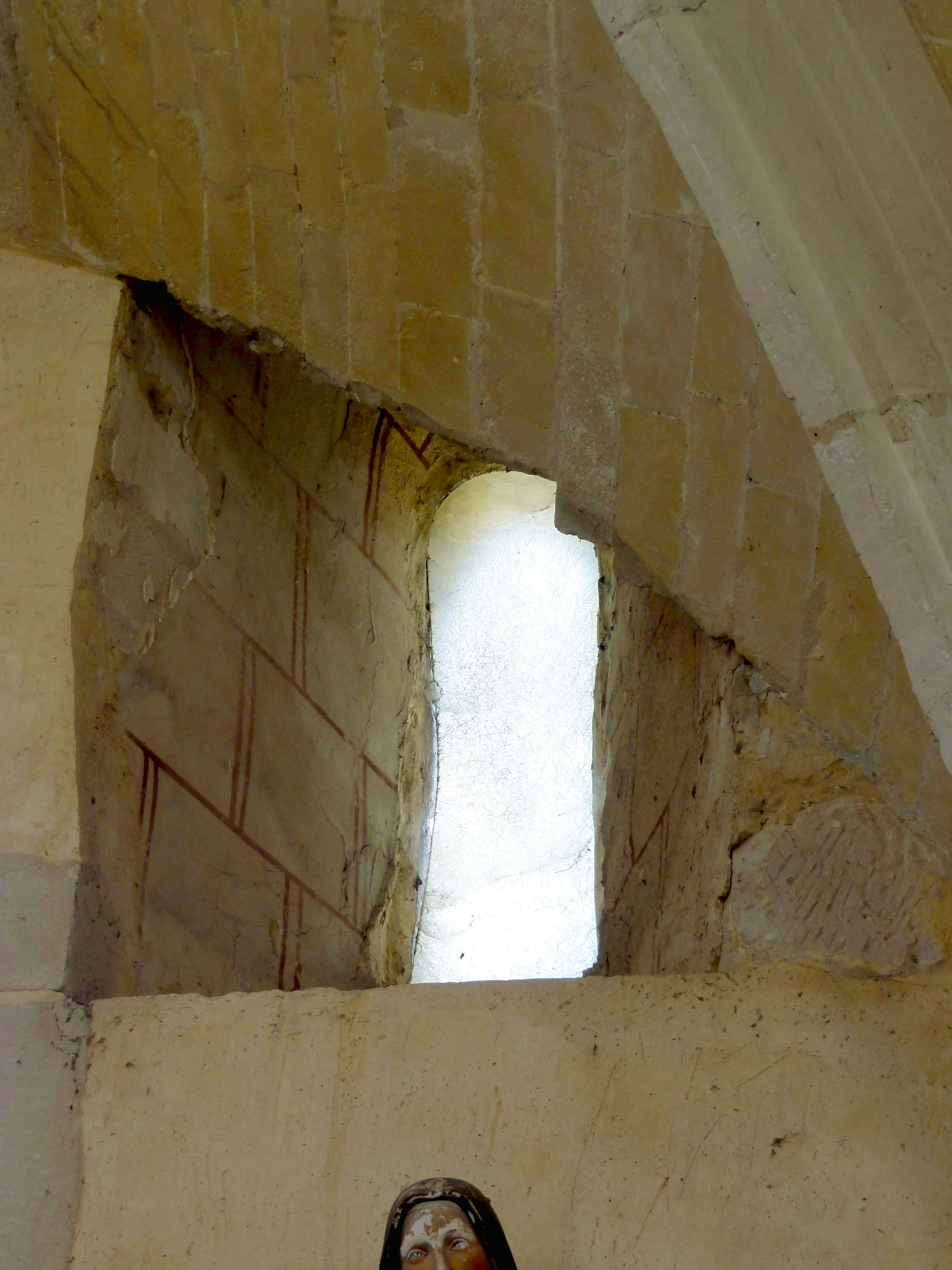
Fenêtre romane au nord.
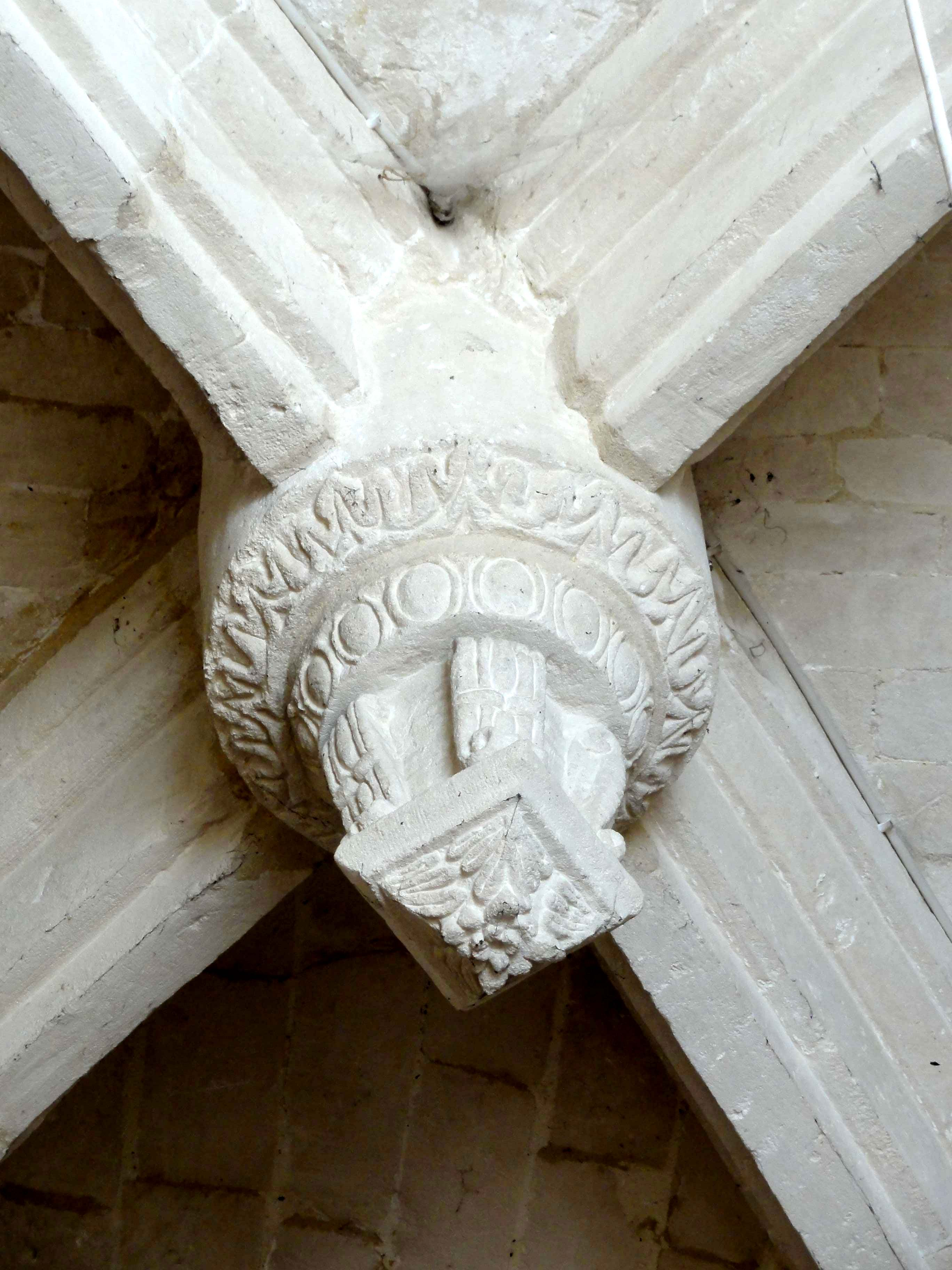
3e clé de voûte.
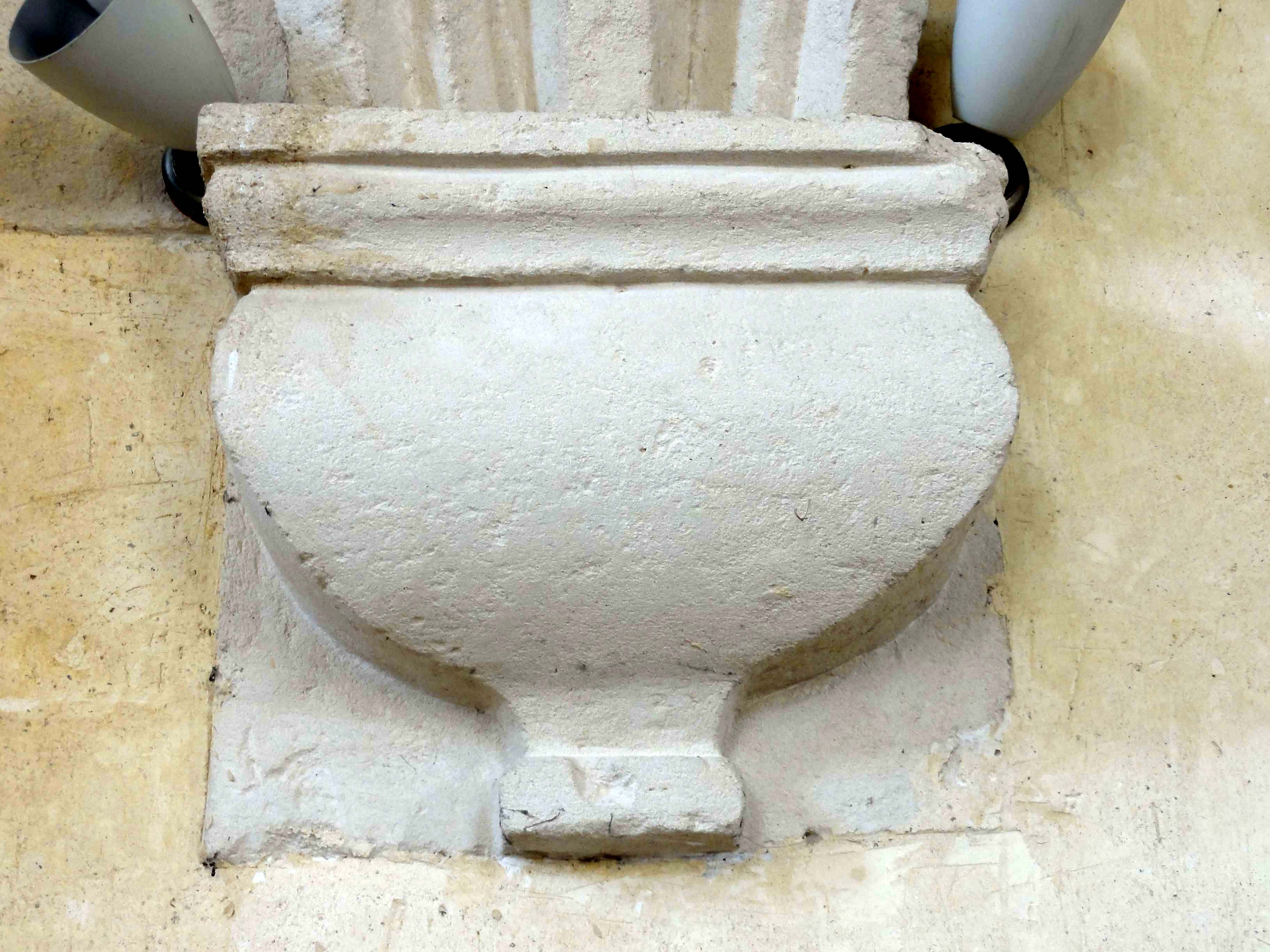
Cul-de-lampe.

#### Base du clocher

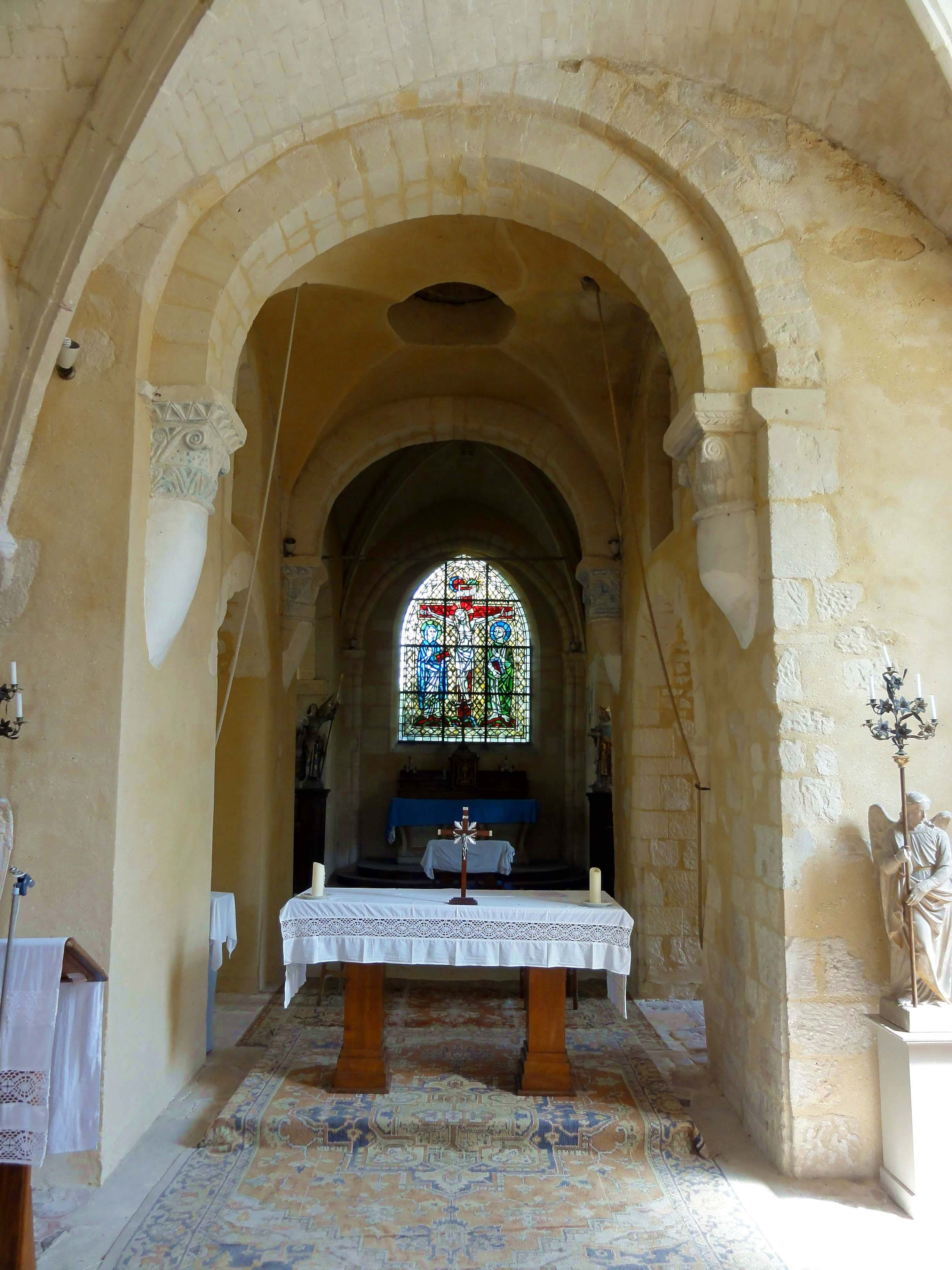
Vue depuis la nef.

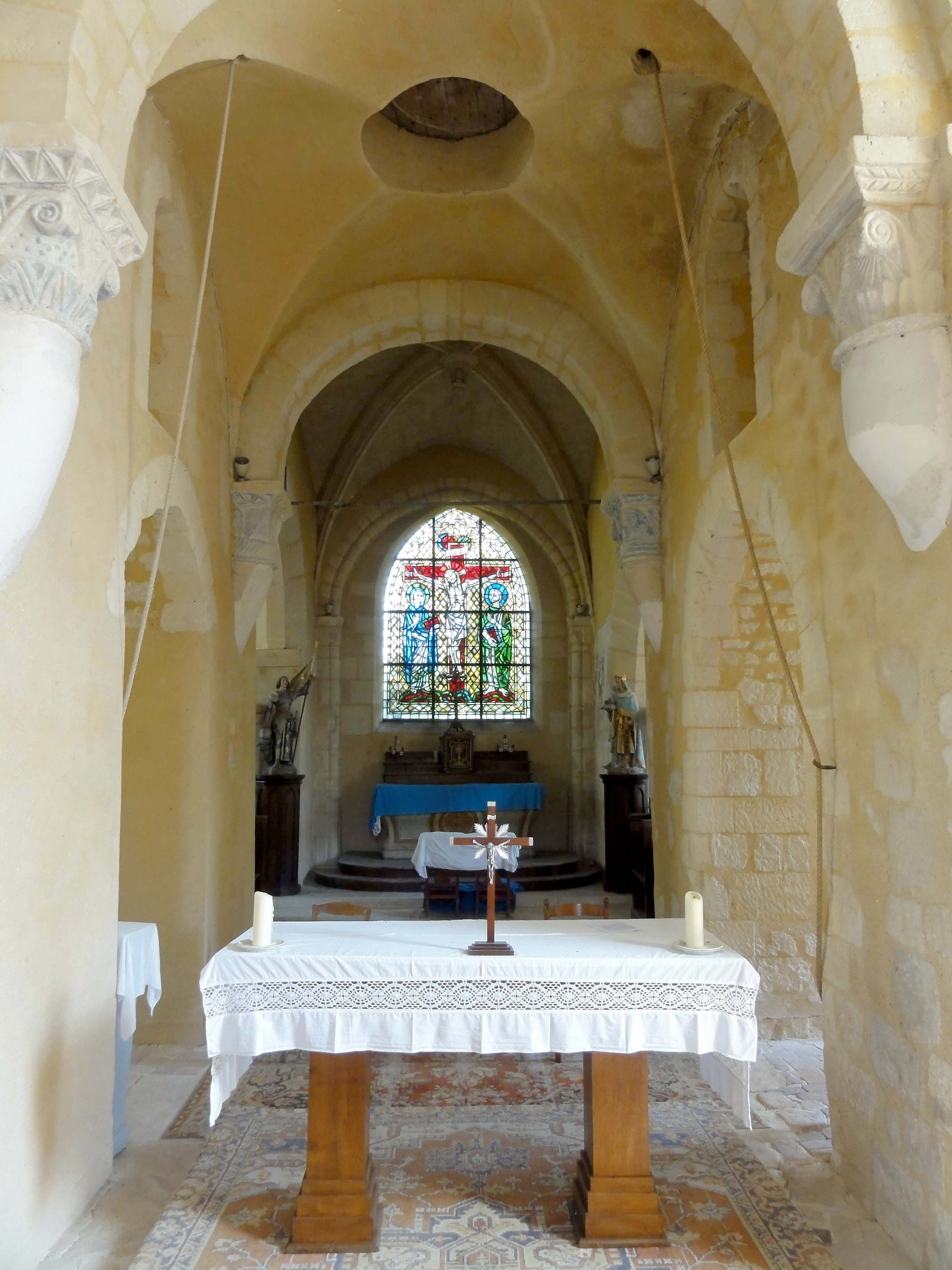
Vue vers l'est.

Pierre Coquelle classe le clocher d'Arthies parmi les clochers de style roman primitif dans le Vexin, dont Banthelu, Boubiers, Brueil-en-Vexin, Omerville, Reilly, et quelques autres. Cette classification se base, bien sûr, aussi sur l'analyse de l'extérieur. Comme à Boubiers, Condécourt, Cormeilles-en-Vexin, Feucherolles, Follainville, Limetz, Orgeval, Reilly, Saint-Gervais, Seraincourt et Tessancourt, la base conserve une voûte d'arêtes. Selon Louis Régnier, ce ne serait toutefois plus la voûte d'origine. Son centre est percé d'un trou de cloches. Elle est dépourvue de formerets, et repose, au nord et au sud, sur des murs de 1,10 m d'épaisseur, reliés l'un à l'autre par deux arcades en plein cintre à arêtes vives. Vers la nef, l'arcade est à double rouleau. Le rang de claveaux supérieur est reçu sur un imposte au profil d'une plate-bande et d'un biseau, au sud seulement. C'est sans doute la disposition primitive, qui devait également exister au nord. Comme à Cormeilles-en-Vexin, Courcelles-sur-Viosne, Fleury, Feucherolles, Orgeval, Tessancourt, le rouleau inférieur retombe sur les tailloirs de deux lourds chapiteaux, qui sont ici portés par deux colonnes engagées. Tous les tailloirs sont au profil d'une plate-bande et d'un biseau, qui est décoré de trois manières différentes : lignes brisées aux intervalles excavées (au nord) ; quatre rangs de petites billettes formant damier (au sud-est) ; et trois ressauts adoucis par des quarts-de-rond, ce qui préfigure curieusement les nervures des voûtes au milieu du XVIe siècle.
Les corbeilles des chapiteaux sont larges et peu évasées. Du fait des tailloirs carrés, la partie supérieure est assez plate, tandis que la partie inférieure est arrondie pour mieux s'accommoder avec les astragales. Le chapiteau au nord-est se distingue par sa corbeille simplement épannelée à deux pans obliques triangulaires aux angles, gravée de chevrons et de deux croix au milieu de la face frontale. Seulement la collerette d'étroits godrons obliques, qui enveloppe la partie basse de la corbeille, est réellement sculptée, et adopte un plan rond. Les trois autres chapiteaux sont à volutes d'angle. Au sud-ouest, elles sont portées par des crossettes striées, et le reste de la corbeille est recouvert de palmettes rudimentaires et de godrons. Au sud-est, de petites têtes humaines et une corde repliée en bas de la corbeille complètent le décor. Au nord-ouest enfin, la face frontale affiche un écusson gravée d'un crucifix, motif rare à la période romane, et le reste de la partie supérieure est percé de petits trous, comme à Banthelu et Fontenay-Saint-Père. En bas, des lignes brisées alternent avec des tiges et des petites crossettes. Dans tous les cas, la rigueur des formes est nettement accusée ; les divers éléments de la corbeille sont strictement délimités ; et le relief est peu accentué. Selon Anne Prache, ces chapiteaux « indiquent des contacts avec la Normandie voisine ou avec des œuvres qui en dérivent plus ou moins, comme les chapiteaux de Cormeilles-en-Vexin » (et Saint-Gervais). On ne peut plus se prononcer sur les bases, car les fûts ont été coupés à deux mètres du sol, afin d'améliorer la visibilité de l'espace liturgique depuis la nef des fidèles. Restent à évoquer les élévations latérales, qui montrent en haut des petites fenêtres d'origine profondément ébrasées, qui ne donnent plus que sur les collatéraux depuis la construction de ceux-ci. Complètement hors de propos est la réflexion de Léon Plancouard, qui veut voir en ces baies des précurseurs du triforium. En dessous, s'ouvrent des arcades de deux mètres de largeur, légèrement désaxées vers l'est. Elles sont à arc brisé, à simple rouleau, et à arêtes vives,,.

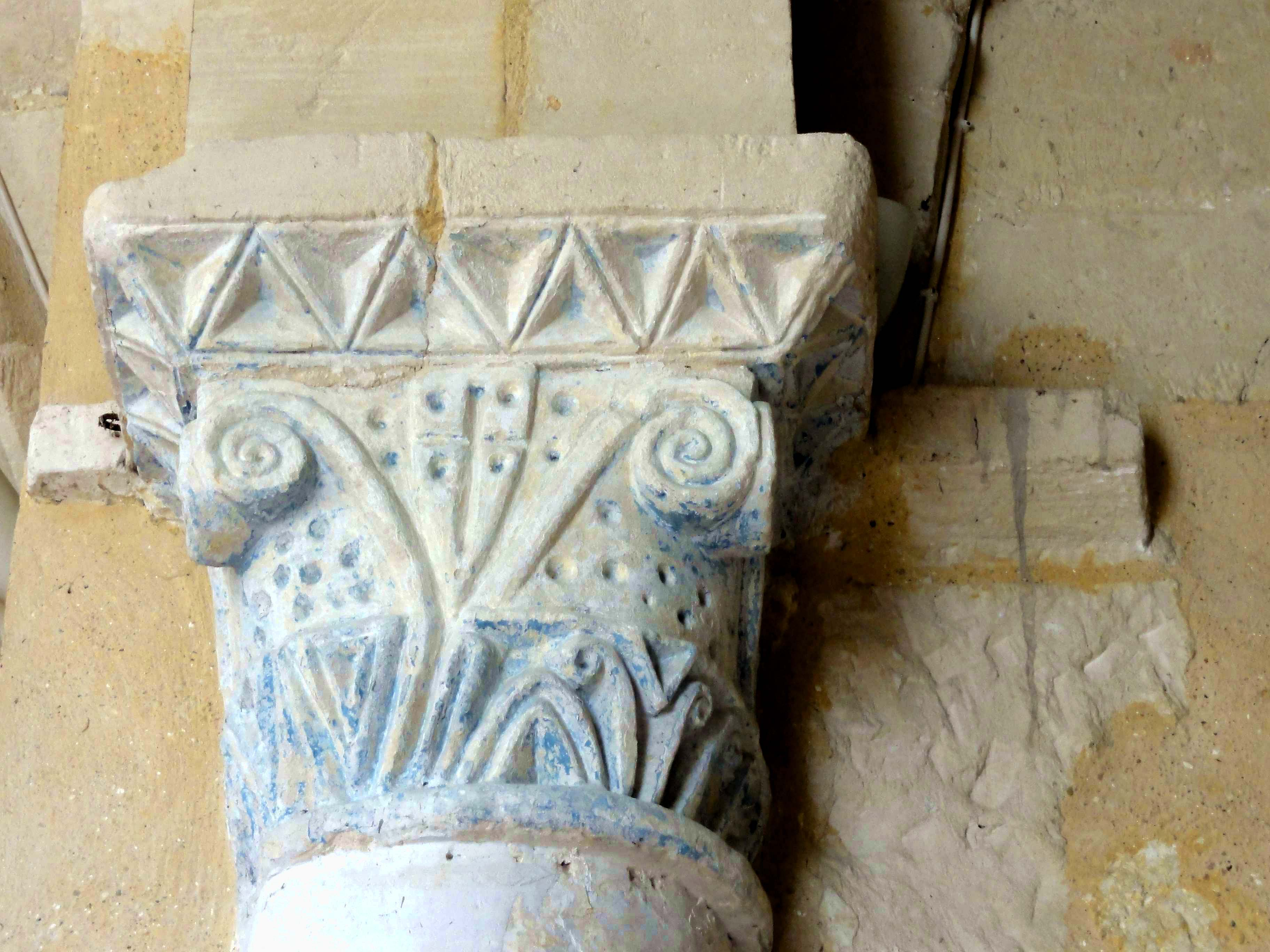
Chapiteau nord-ouest.
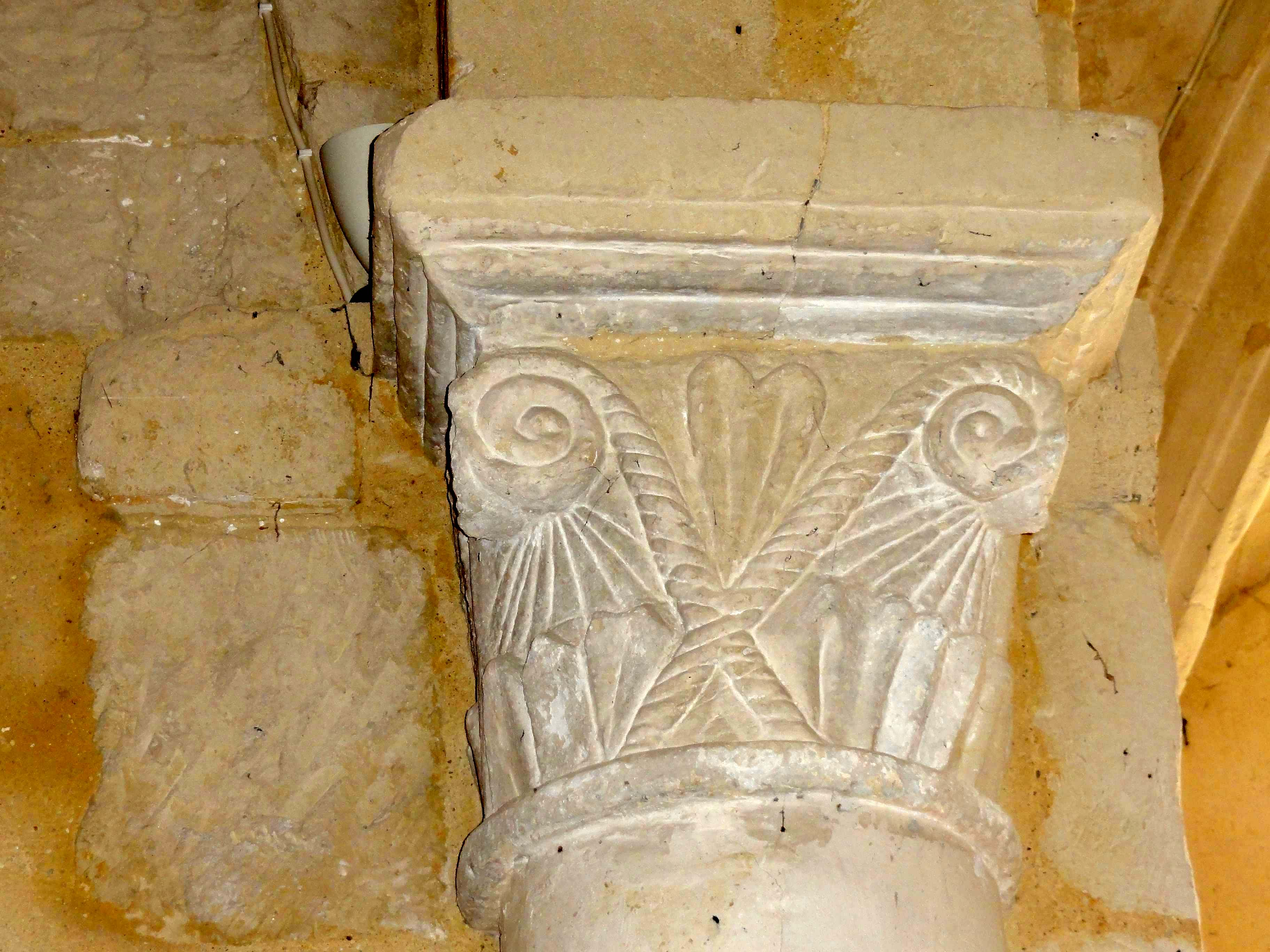
Chapiteau sud-ouest.
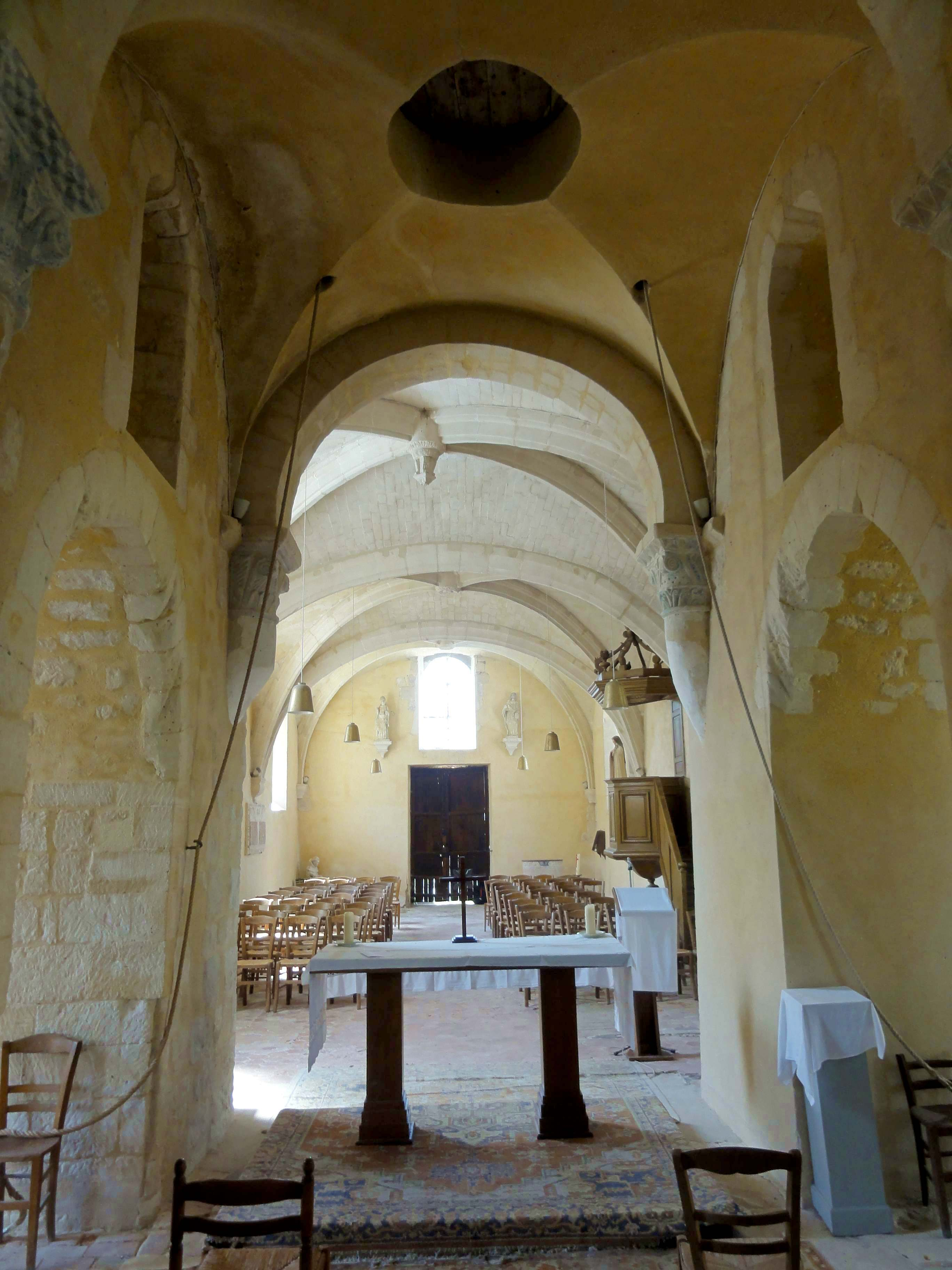
Vue vers l'ouest.
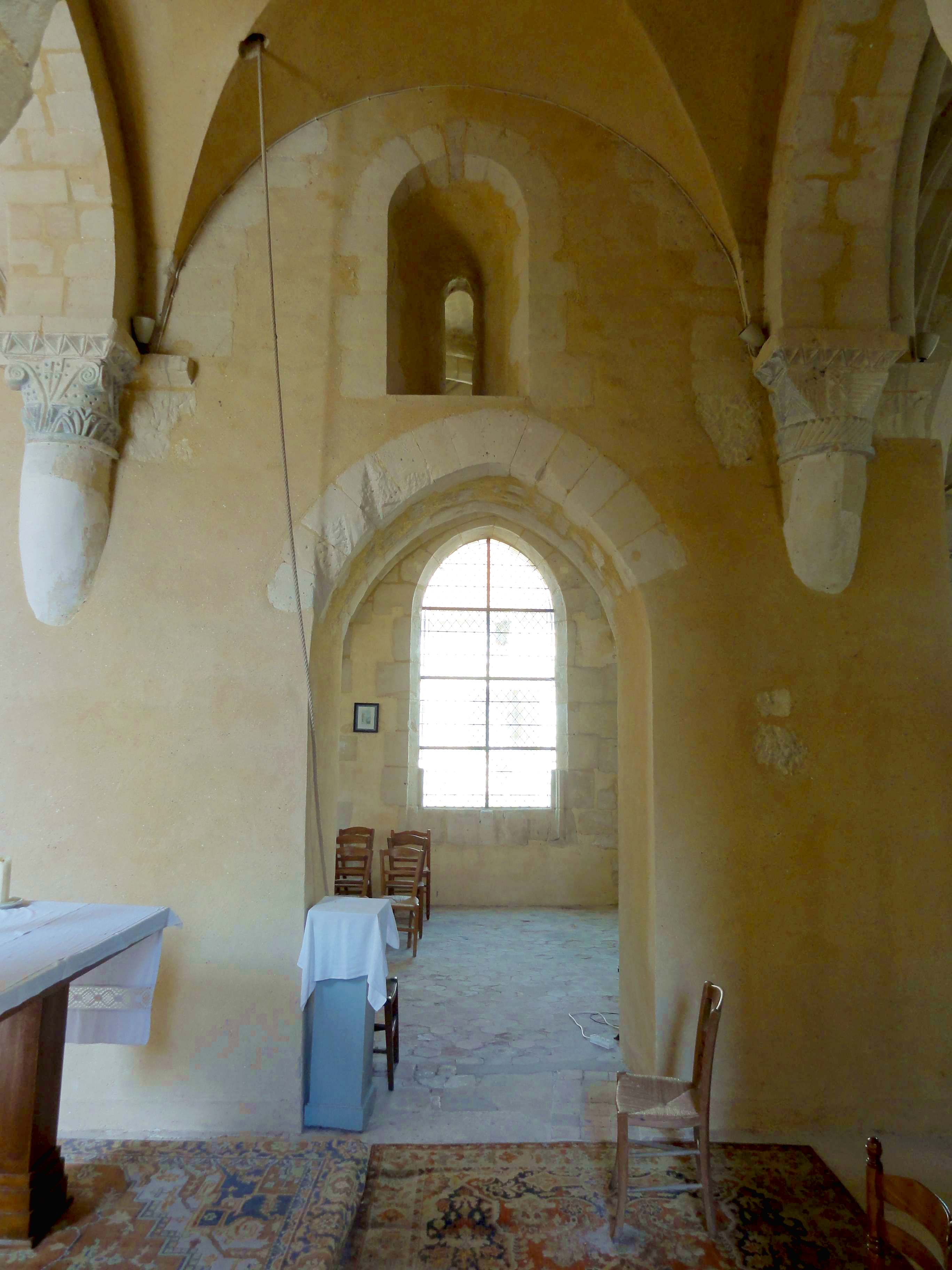
Vue vers le nord.
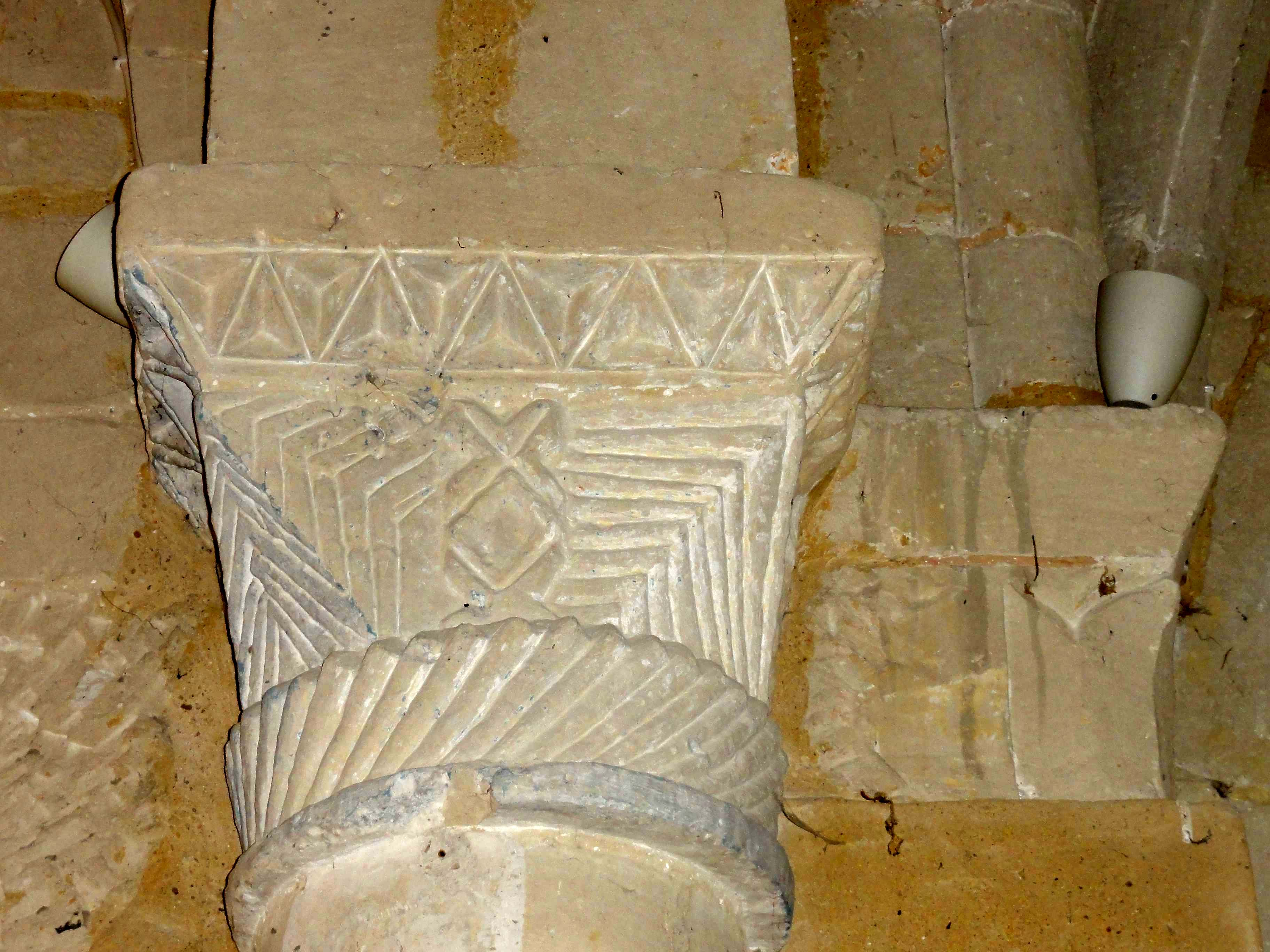
Chapiteau nord-est.
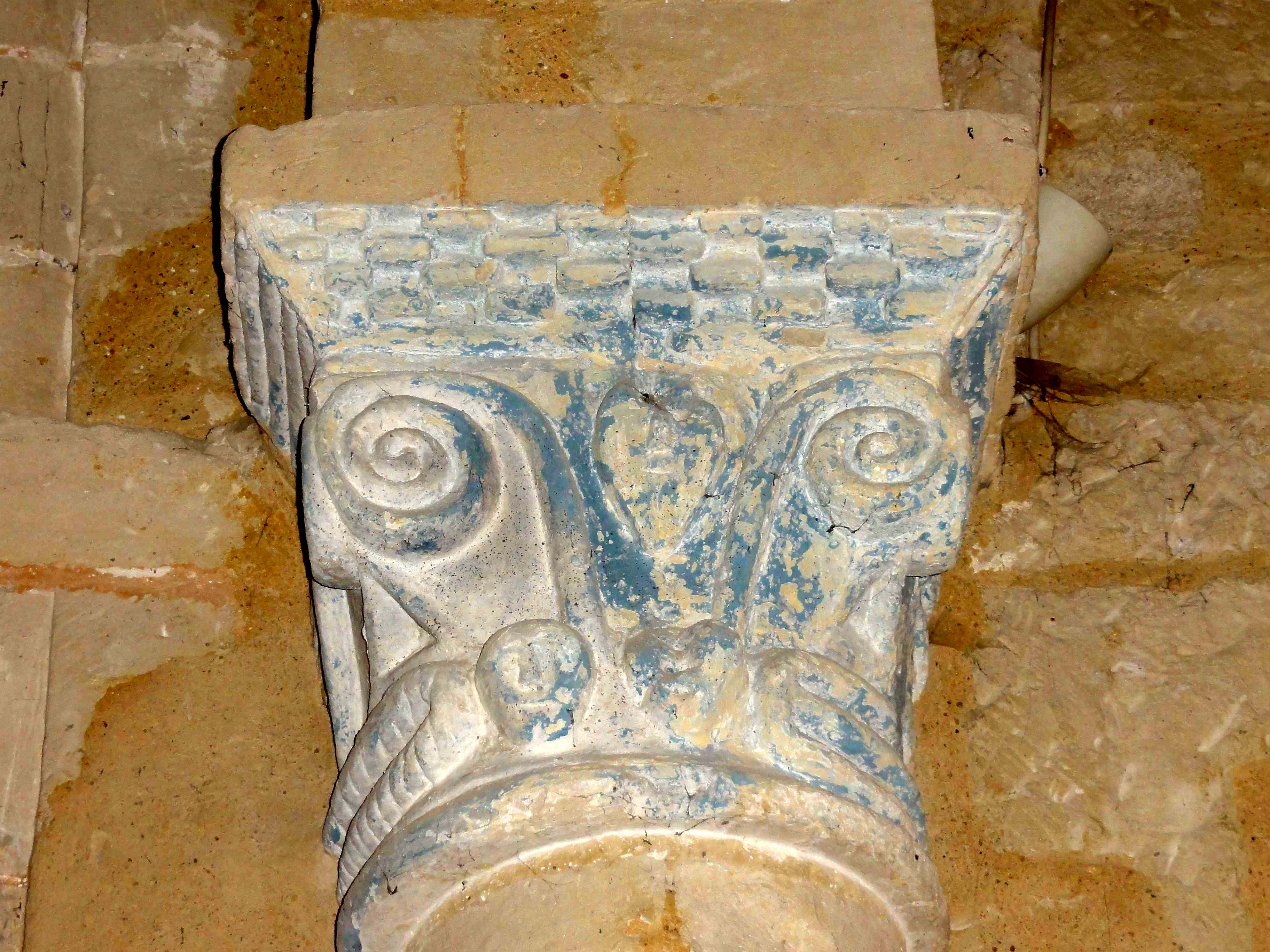
Chapiteau sud-est.

#### Chœur

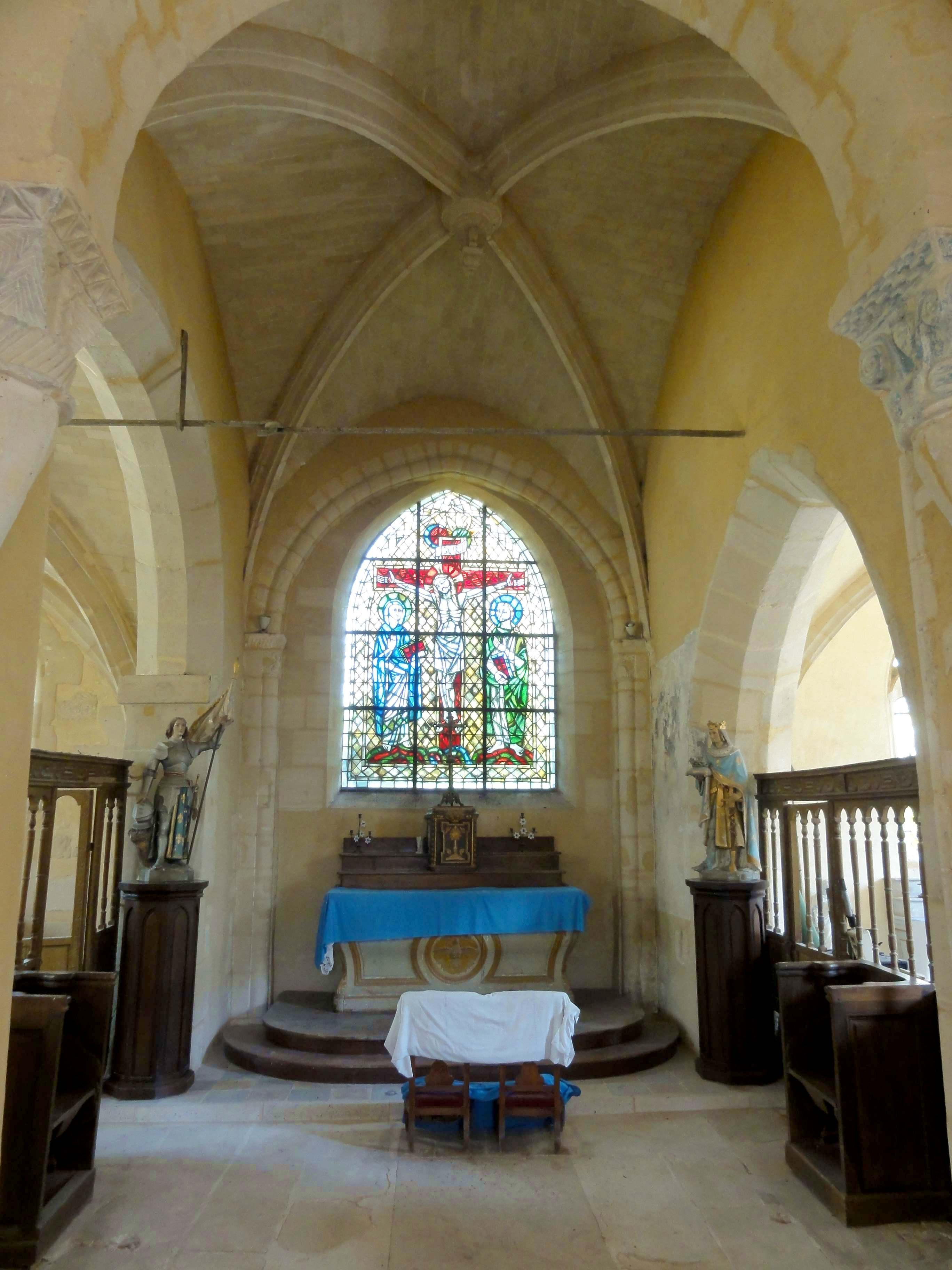
Vue vers l'est.

Le chœur est sans doute la travée la plus hétérogène de l'église. Pour 7,10 m de profondeur, elle mesure 4,90 m de largeur en moyenne, car le mur du nord est légèrement oblique, et la hauteur sous la voûte est de 5,60 m. Les différentes élévations rassemblent des éléments de cinq ou six campagnes de construction différentes. À l'ouest, la vue s'ouvre sur la base du clocher de la seconde moitié du XIe siècle. Le chœur est plaquée contre celle-ci, et constitue une construction entièrement indépendante. Le gros-œuvre, sans la voûte, serait de la seconde moitié du XIIe siècle selon Louis Régnier. La voûte fut refaite pendant la seconde moitié du XVIe siècle, et est identique à celles de la nef. La clé est presque analogue à celle de la troisième travée. Deux arcades furent percées dans les murs latéraux, d'abord celle du nord, qui retombe sur des impostes non moulurés, puis celle du sud, moins élevée. Leurs arêtes sont largement taillées en biseau, tandis que l'intrados reste méplat. Enfin, la fenêtre du chevet fut agrandie. C'est maintenant une vaste baie en tiers-point sans caractère. Les seuls éléments à étudier sont donc les formerets de la voûte primitive du XIIe siècle et ses supports.
Les formerets n'existent que devant l'arcade vers la base du clocher, et au chevet. Ils sont en arc brisé, mais le formeret au chevet se rapproche assez d'un tracé en plein cintre. Les deux sont moulurés d'un tore, et retombent sur des tailloirs chanfreinés. Celui au nord-est est sculpté de godrons. Les tailloirs sont portés par un petit pilier carré engagé dans les murs, et une fine colonnette appareillée, munie d'un petit chapiteau (elle a disparu dans l'angle nord-ouest). Les corbeilles des chapiteaux sont sculptés de godrons, de deux rangs de feuilles d'eau, et d'une figure d'angle d'une facture naïve. Il s'agit d'une femme aux longs cheveux, les mains rejointes pour la prière, en position agenouillée. Dans tous les cas, la sculpture est d'une facture archaïque, et typiquement romane. Ni Léon Plancouard, ni Louis Régnier, ni Anne Prache ne mentionnent les chapiteaux. Bernard Duhamel ne décrit même pas le chœur. L'on peut penser que les chapiteaux étaient cachés par une couche de plâtre avant la restauration des années 1980, ce qui expliquerait la datation erronée du chœur de la seconde moitié du XIIe siècle, soit la première période gothique. Au second quart du XIIe siècle, la sculpture romane et l'arc brisé cohabitent dans l'architecture religieuse de la Normandie, du Vexin, du Beauvaisis et de l'Île-de-France.

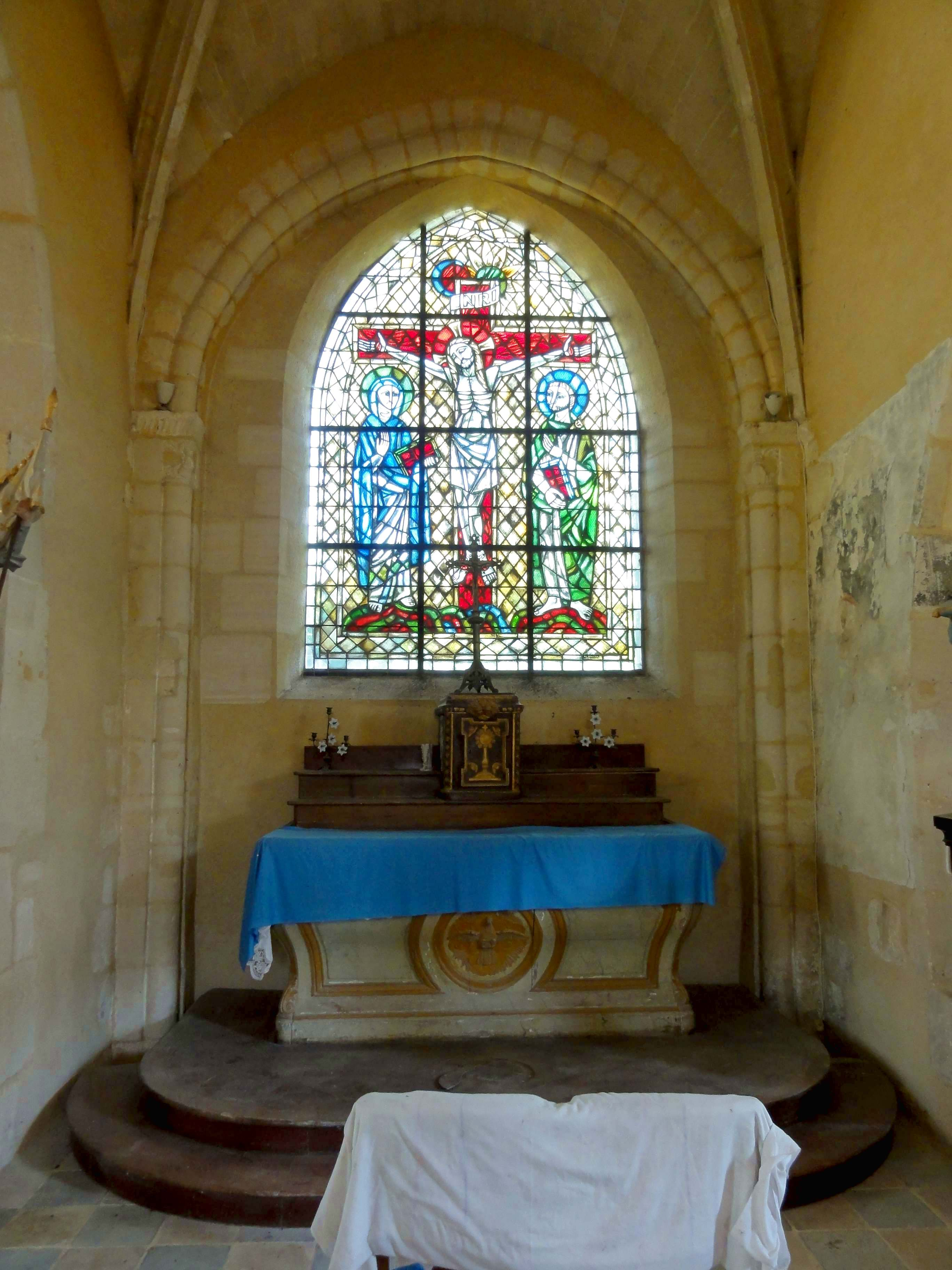
Chevet.
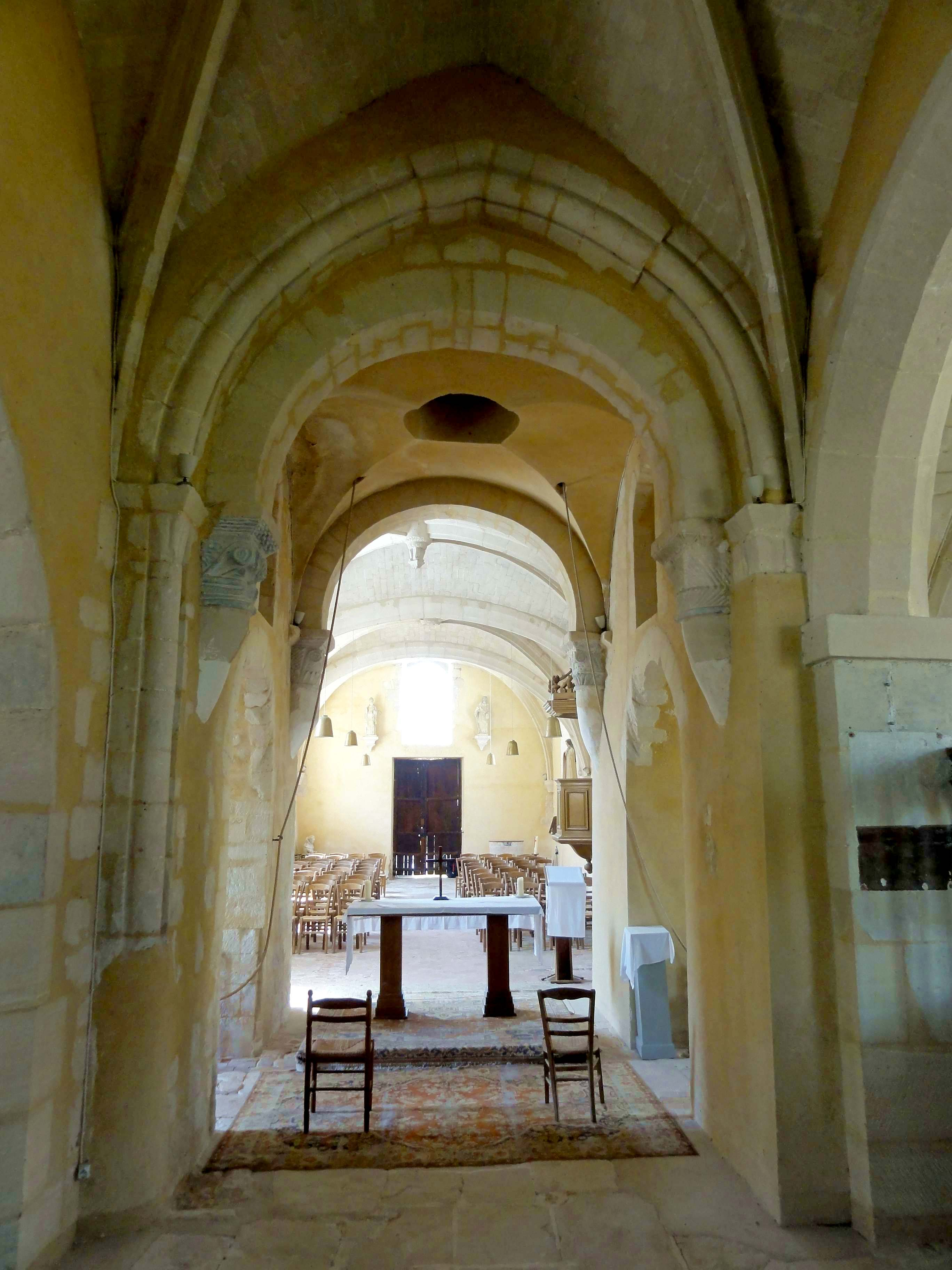
Vue vers l'ouest.
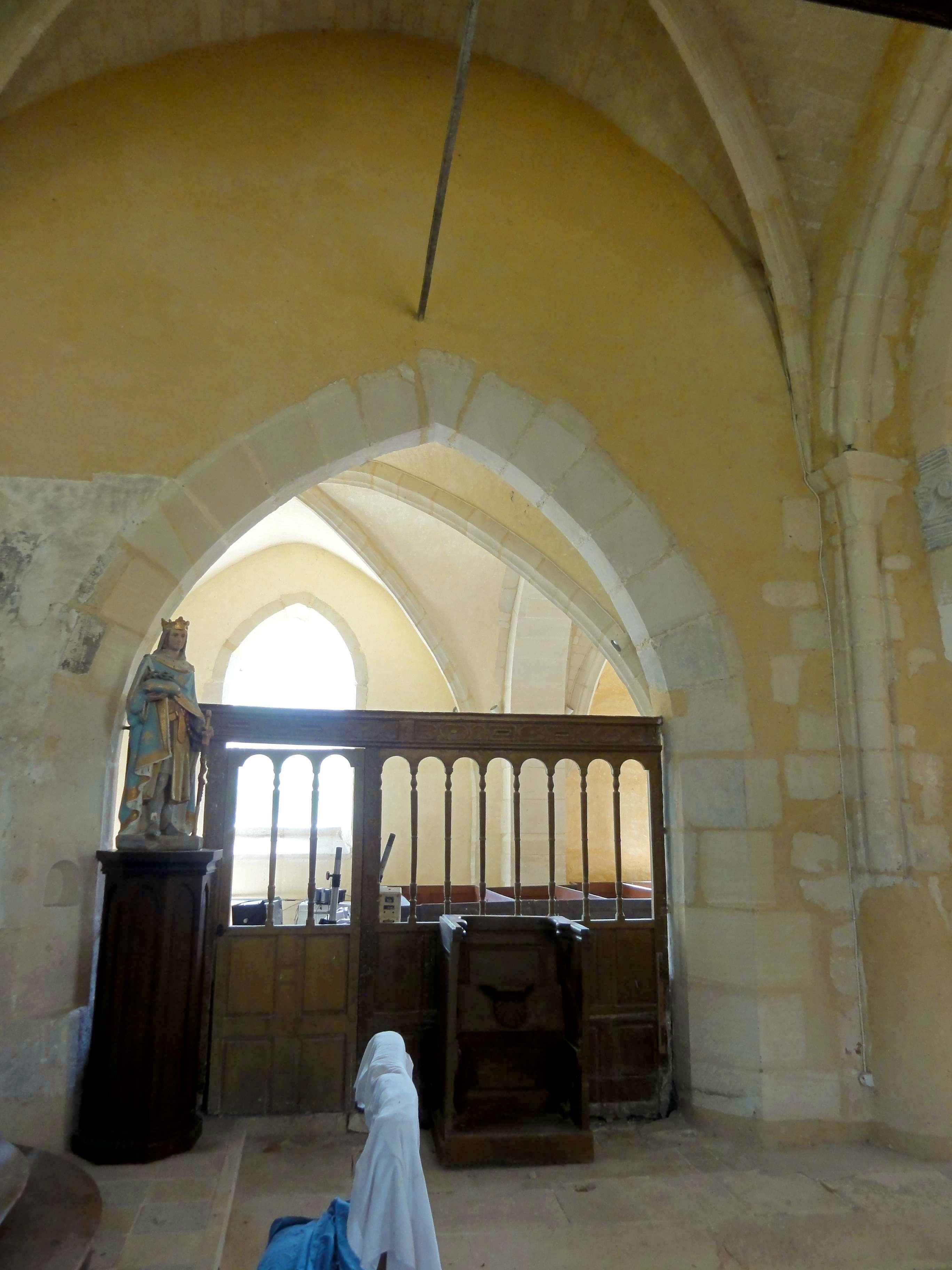
Vue vers le sud.
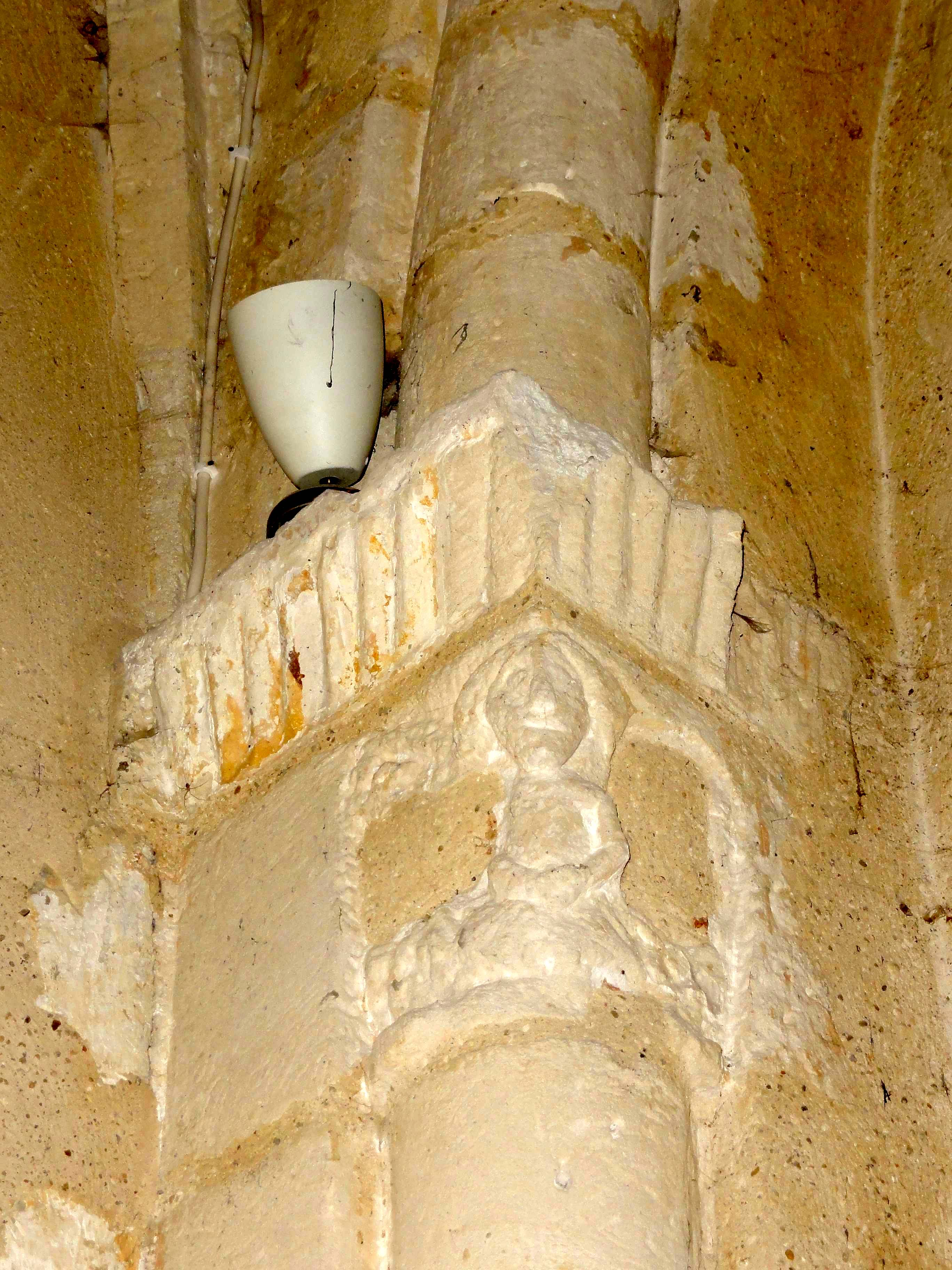
Chapiteau à figure d'angle.
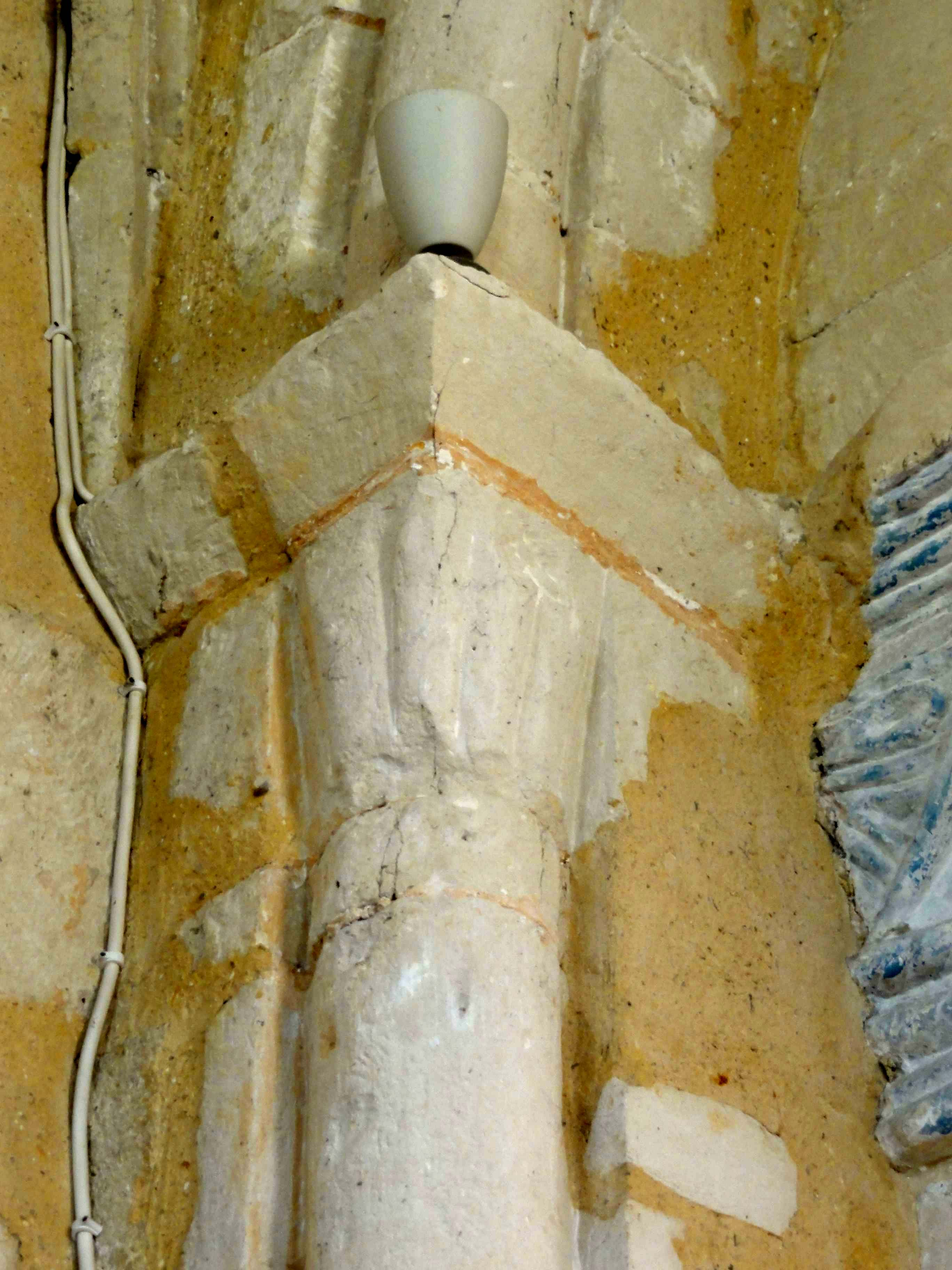
Chapiteau à godrons.
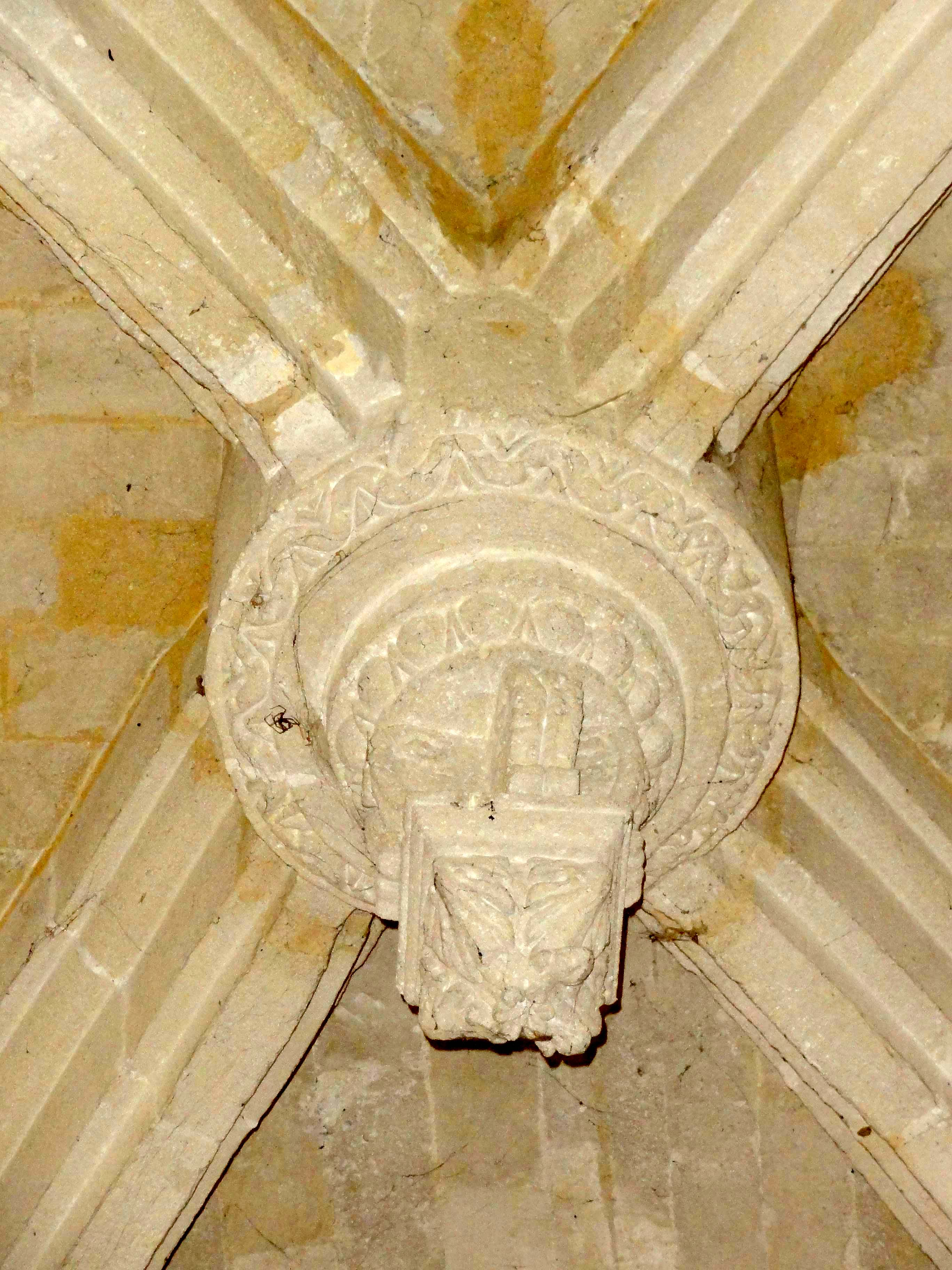
Clé de voûte.

#### Chapelle Saint-Nicolas

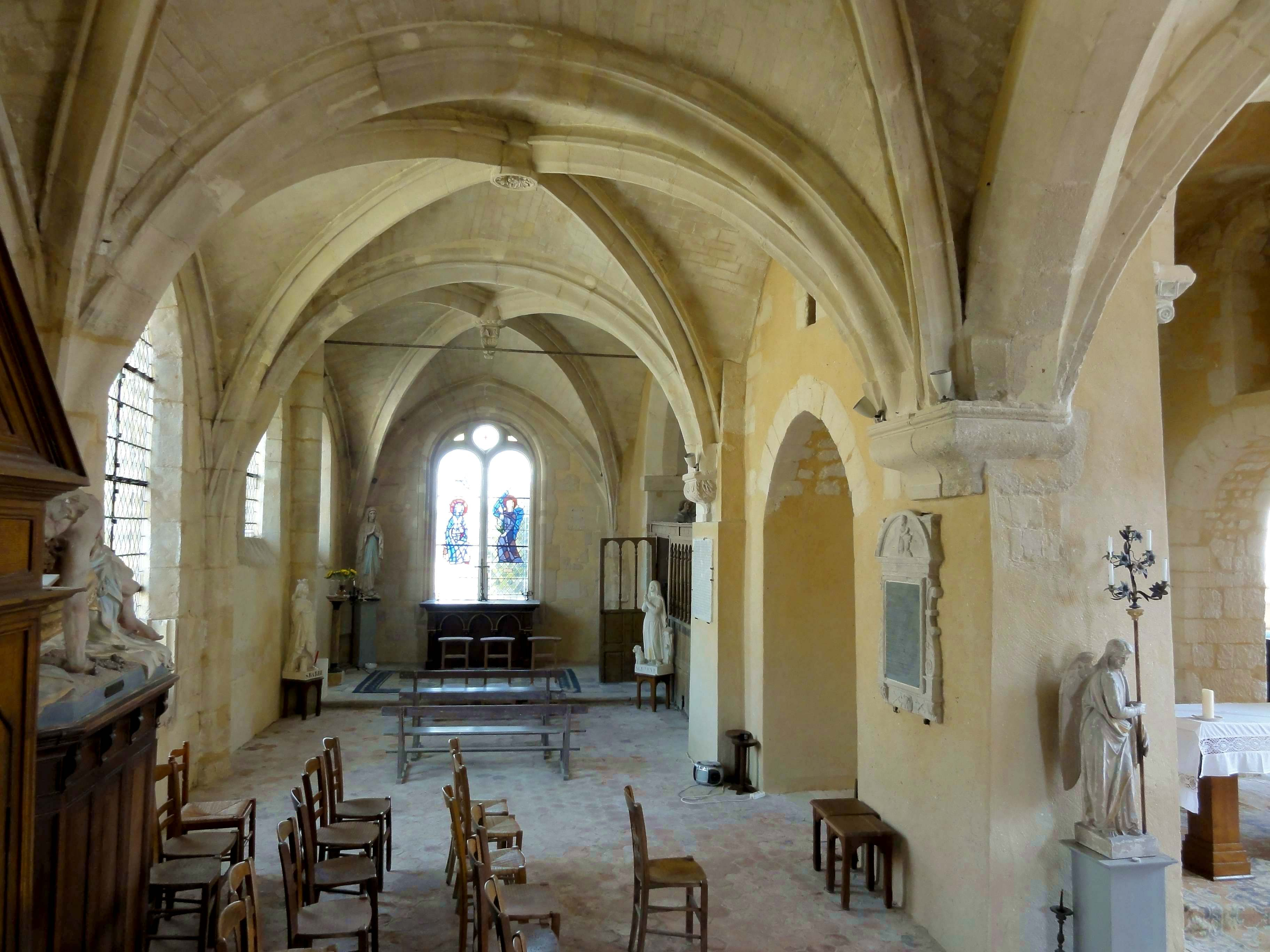
Vue vers l'est.

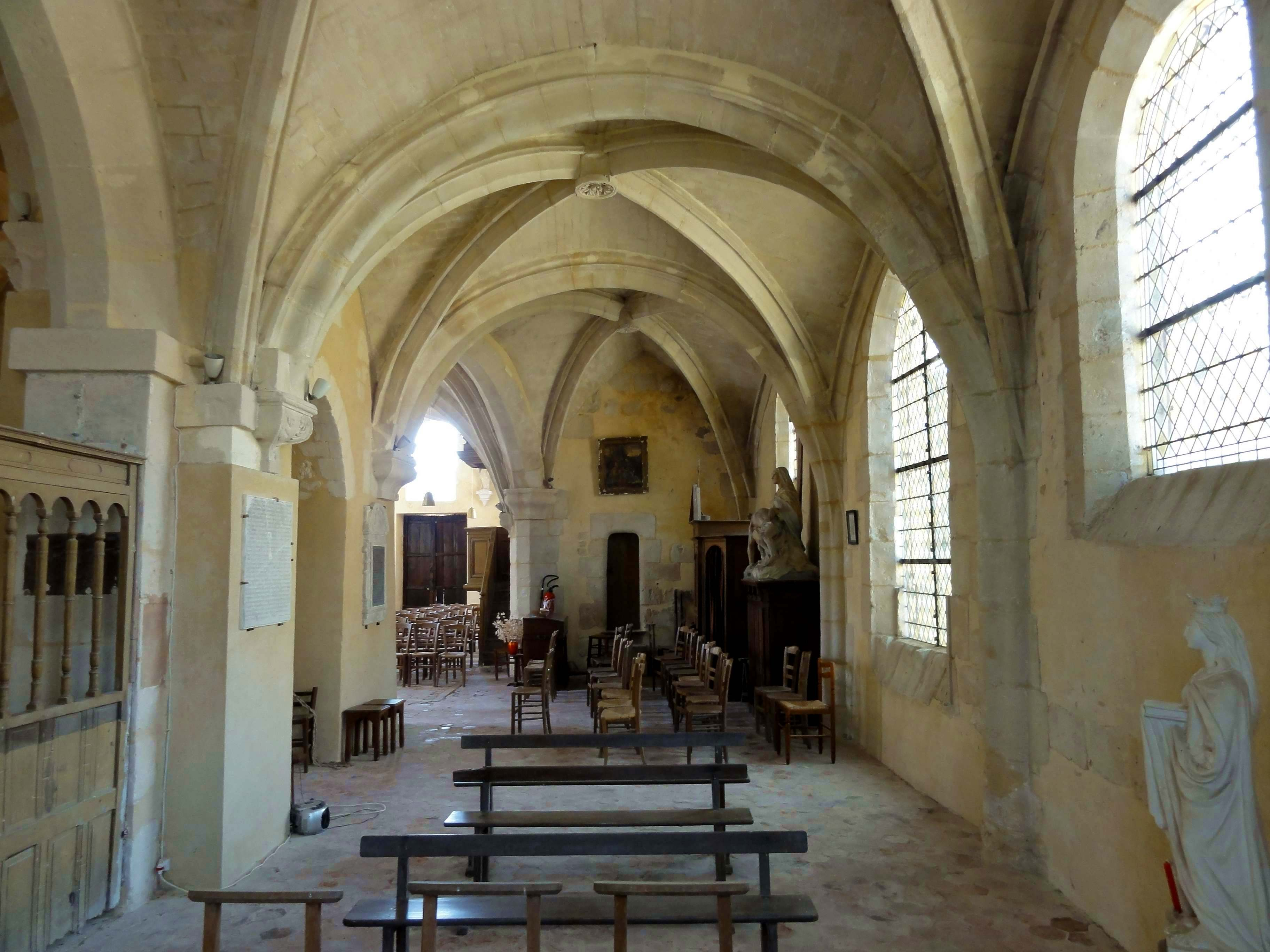
Vue vers l'ouest.

La chapelle latérale nord ou collatéral nord, dédiée à saint Nicolas et apparemment aussi à Saint-Thomas, est plus longue que la nef. Avec environ 5,90 m de largeur en moyenne, elle recouvre toutefois une superficie moins importante que cette dernière. La hauteur sous le sommet des voûtes est de 4,80 m, et dépasse de peu celle de la nef. Léon Plancouard donne une description confuse et fantaisiste de la chapelle, beaucoup trop brève, mais il dit vrai en soulignant le caractère irrégulier et inégal des trois travées. La première travée est partiellement prise sur le périmètre de la nef primitive, qu'elle accompagne au nord. Le positionnement oblique du doubleau séparant les deux travées fut le seul moyen de réaliser ce plan sans avoir recours à un pilier intermédiaire pour le premier doubleau intermédiaire de la chapelle. Le même procédé fut utilisé lors de la reconstruction gothique du chœur de Rully, et à Villers-sous-Saint-Leu. Le doubleau oblique adopte le même profil sommaire que les deux arcades au nord et au sud du chœur, également ouvertes après-coup. Il est reçu sur des culs-de-lampe appartenant à la campagne du voûtement de la nef. Puisque les voûtes de la chapelle Saint-Nicolas sont antérieures à celles de la nef, le doubleau actuel doit remplacer une autre arcade, qui devait déjà occuper le même emplacement.
Le profil des nervures des voûtes justifie leur datation des années 1510-1515, de même que l'arc brisé de la plupart des formerets. Si les doubleaux sont en cintre surbaissé, c'est la conséquence de la faible hauteur du vaisseau, plutôt qu'une marque de l'influence de la Renaissance. En effet, le profil des ogives est prismatique et aigu, et se compose d'une arête saillante entre deux listels se détachant devant les voûtains. Léon Plancouard dit que les ogives sont « identiques à celles du chœur, mais d'un style beaucoup plus lourd », ce qui montre déjà qu'elles ne peuvent être réellement identiques. Le profil des formerets est calqué sur celui des ogives. Les doubleaux, nettement plus forts que les ogives, comportent au centre un large boudin en forme de deux doucines affrontées, et à côté, des listels à l'instar des ogives. Le profil des doubleaux commande celui des deux piliers ondulés engagés dans le mur gouttereau, dans lesquels ils se fondent. Les formerets et ogives pénètrent dans ces mêmes piliers, et leurs listels se croisent avec ceux des doubleaux. Ce parti est typiquement flamboyant. Dans les angles du chevet, les ogives et formerets se fondent dans des fûts cylindriques engagés. La phrase de Léon Plancouard, « les arcs en tiers point reposent sur des colonnes avec des chapiteaux ornés de petits pendentifs décorant les clefs, une de ces clefs supporte l'écusson des La Rochefoucauld, barons d'Arthies », est inexacte.
Au sud et à l'ouest enfin, ils sont reçus sur des culs-de-lampe analogues à ceux de la nef, qui sont susceptibles de résulter d'une reprise en sous-œuvre à la fin du XVIe siècle. Le deuxième au sud est sculpté de feuillages. Dans l'angle sud-ouest, le cul-de-lampe est partagé avec le doubleau vers la troisième travée de la nef. La réfection partielle des supports va apparemment de pair avec l'incrustation des clés de voûte Renaissance, qui évoquent celles de la nef. Comme déjà évoqué, le motif de ce remaniement est l'insuffisance du contrebutement des voûtes, dont l'on sait qu'il entraîna la construction de la tourelle d'escalier, à l'ouest. L'on peut situer dans le même contexte la construction d'un pilier cylindrique engagé dans le milieu du mur septentrional de la dernière travée, qui est particulièrement profonde. Ce pilier a vocation de contrefort interne. L'on observe une consolidation analogue à Villaines-sous-Bois. Du fait de la subdivision du mur de la dernière travée, l'élévation septentrionale totalise quatre fenêtres. Elles sont dépourvues de mouluration et de dimensions variées. Seule la baie de la seconde travée est en arc brisé. La grande fenêtre du chevet est en plein cintre, et ses pourtours sont moulurés d'un tore et d'une arête saillante. Le remplage de deux formes en plein cintre surmontées d'un soufflet simplifié correspond au remplage standard à la Renaissance.

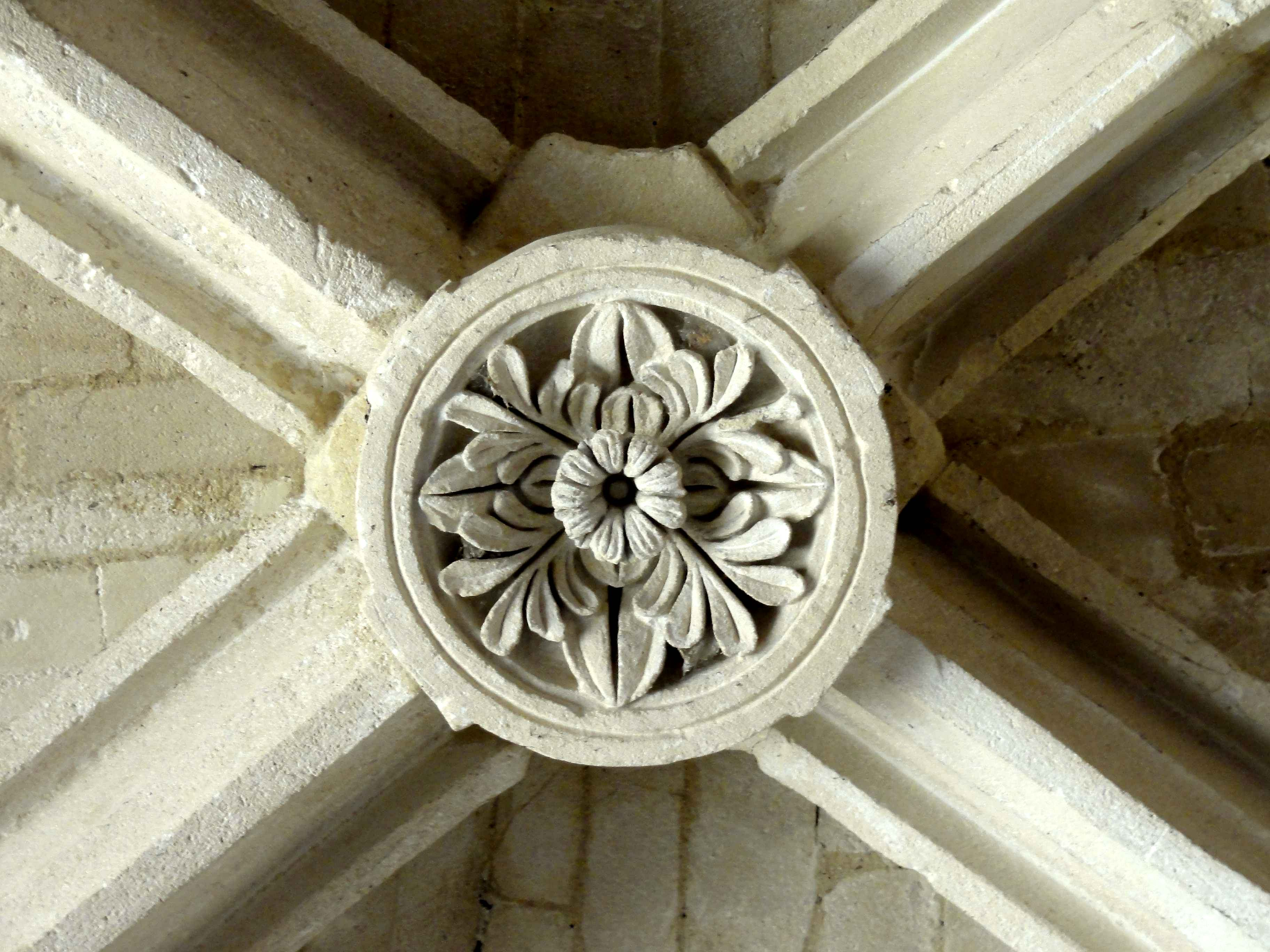
Clé de voûte de la 2e travée, incrustée après-coup.
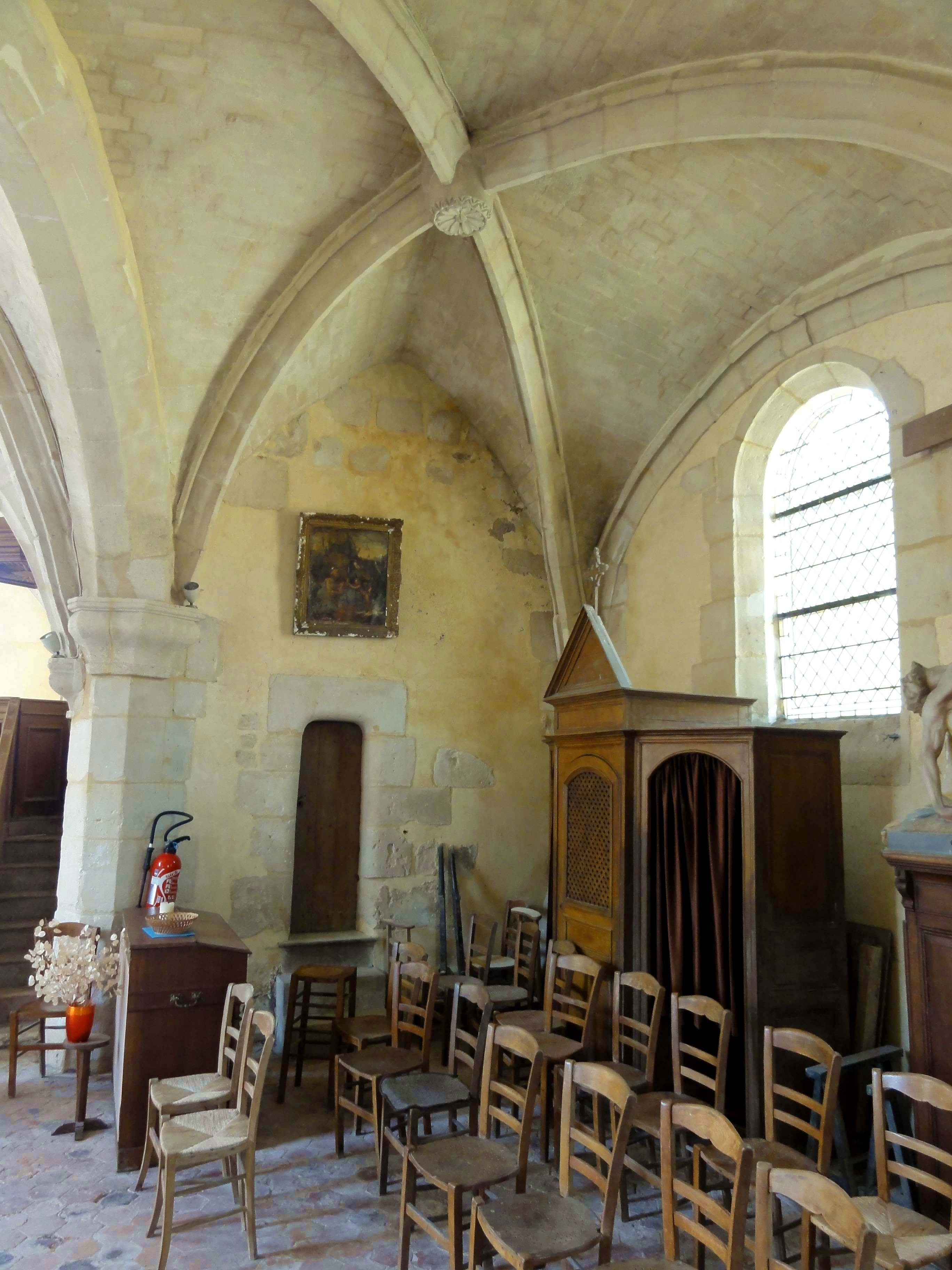
1re travée, extrémité occidentale ; la porte dessert la cage d'escalier.
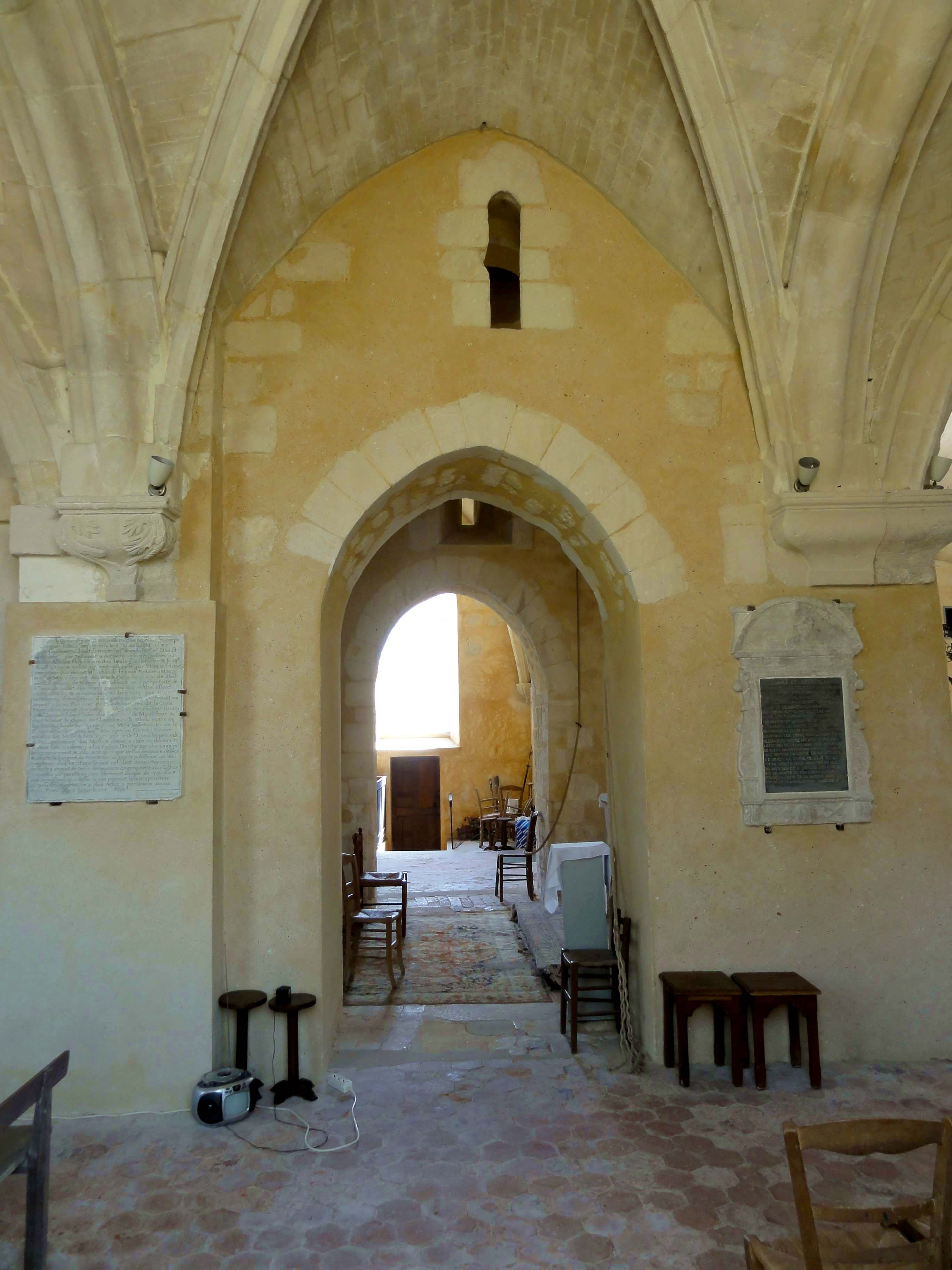
2e travée, vue vers le sud sur la base du clocher.
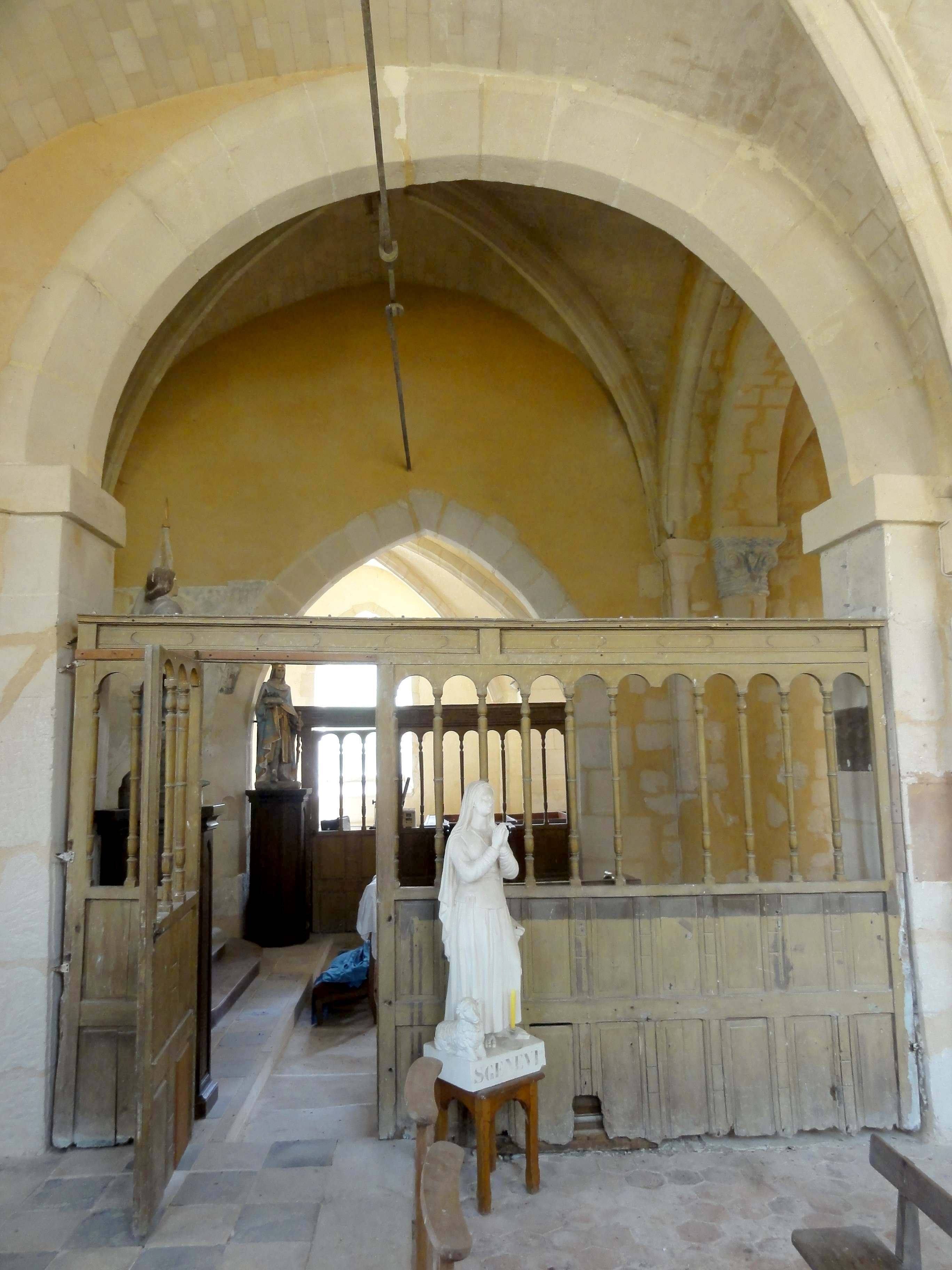
3e travée, vue vers le sud dans le chœur.
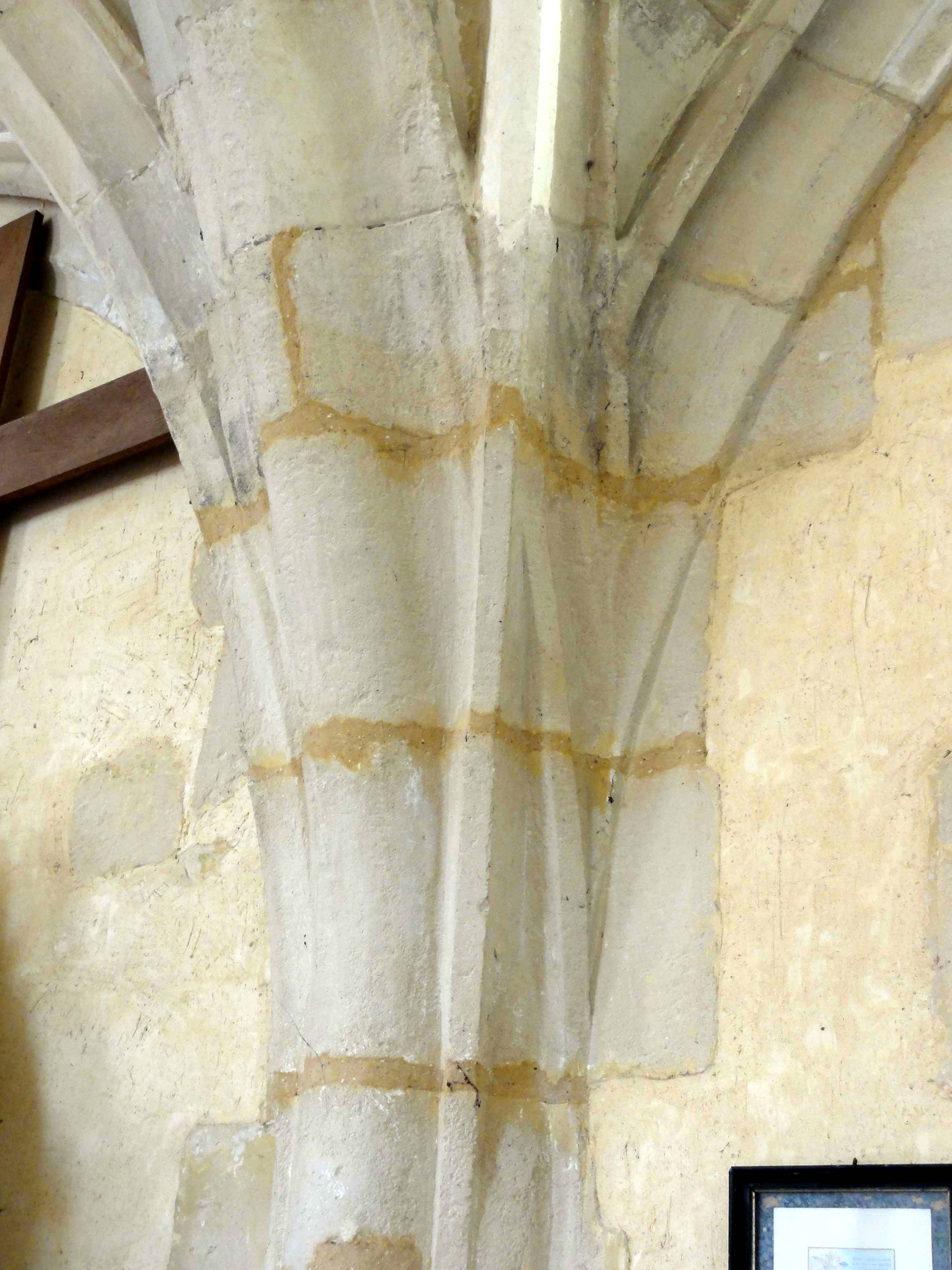
Pénétration des nervures dans un pilier ondulé engagé, au nord.
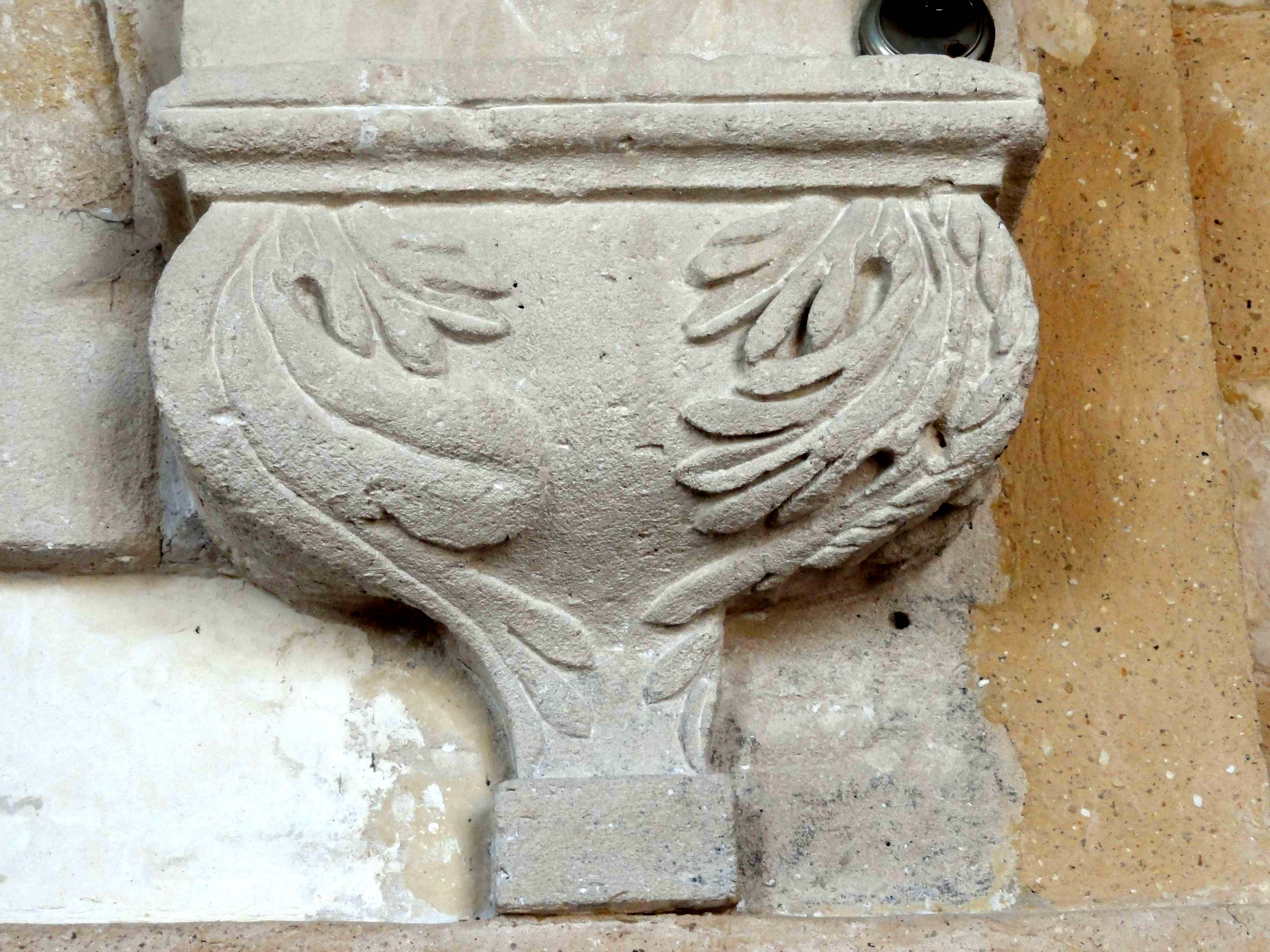
Cul-de-lampe Renaissance du 2e doubleau, côté sud.

#### Chapelle Saint-Aignan

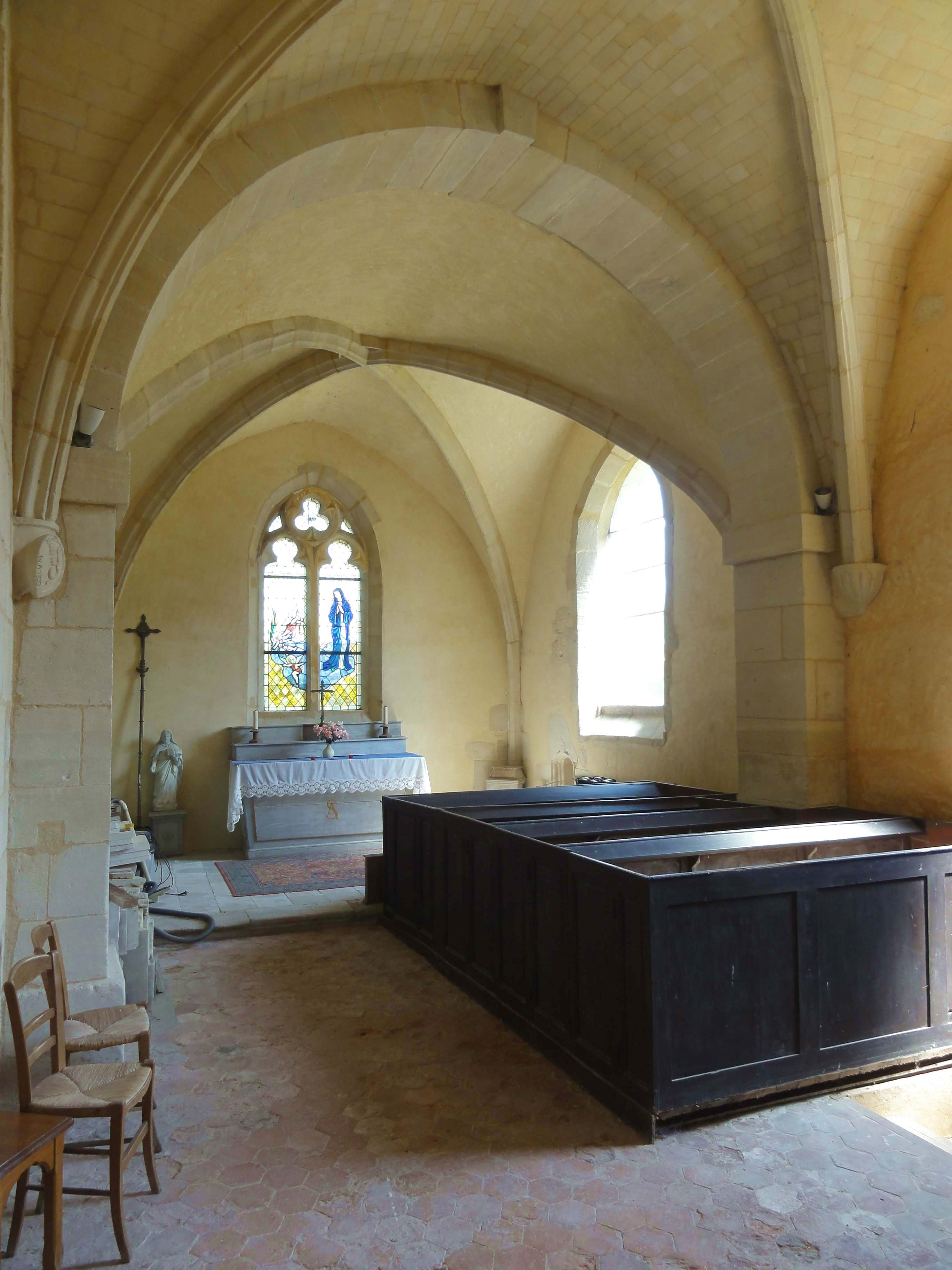
Vue vers l'est.

La chapelle latérale sud ou collatéral sud, dédiée à saint Aignan, est moins longue que son homologue au nord, et communique avec la nef uniquement par un passage berrichon. Elle mesure 6,10 m de largeur en moyenne, et sa hauteur est de 4,90 m, soit un peu plus que dans la nef, et un peu moins que dans le chœur. Ses deux travées sont séparées par une large arcade en plein cintre, qui est à simple rouleau, et retombe sur deux impostes non moulurés, à l'instar de l'arcade reliant le chœur au collatéral nord. De même, la clé d'arc affiche un claveau proéminent, mais non sculpté. L'arcade devrait résulter des travaux effectués après l'endommagement de la chapelle de la Vierge par la foudre, en 1743. Les voûtes sont manifestement plus anciennes. Elles sont dépourvues de formerets. Les arcs d'inscription sont en arc brisé, mais les ogives adoptent un tracé en plein cintre. La voûte de la première travée est d'une belle régularité, tandis que la deuxième voûte est irrégulière et presque disgracieuse. Le profil des ogives est proche de celui de la nef et du chœur, et se compose d'un large filet devant un méplat, dégagé par des moulures en forme de doucines d'un bandeau en arrière-plan.
Dans trois angles de la deuxième travée, les ogives retombent directement jusqu'au sol. Dans l'angle nord-ouest, l'ogive est reçue sur un petit cul-de-lampe sculpté d'une tête humaine. Dans la première travée, toutes les ogives sont reçues sur des culs-de-lampe. Ceux du sud affichent des godrons, traités dans le goût de la Renaissance, et ceux du nord, des écussons. Dans l'angle nord-ouest, l'écusson est vierge ; dans l'angle nord-est, il est sculpté d'un croissant porté par deux ailes, et entouré de la devise en latin « Cœlum non soli » (le ciel n'est pas seul), qui, selon Léon Plancouard, un curé du XVIIe siècle aurait fait la sienne. La clé de voûte de la première travée a déjà été signalée ; elle arbore une écusson entouré d'une autre devise et la date de 1605. La clé de voûte de la deuxième travée n'est plus décorée, et les ogives s'y croisent simplement, mais deux quarts-de-cercle pourraient être les vestiges d'un décor sculpté détruit. En contradiction avec la datation de la chapelle du début du XVIIe siècle est la baie du chevet, qui est muni d'un remplage flamboyant. Il se compose de deux lancettes à têtes trilobées, qui sont surmontées d'un trilobe entre deux écoinçons ajourés. Une fois de plus, les commentaires de Léon Plancouard laissent perplexes : la chapelle serait « divisée en deux travées dont les retombées sont dissimulées par des pendentifs romans » (s'agit-il des culs-de-lampe signalés) ; « les piliers de forme cylindrique sont cantonnés d'autres colonnes » ; elle « reçoit la lumière par deux fenêtres dont l'une dans le style du XIIIe siècle ne doit cependant dater que du XVIe ; elle a été à ce moment ouverte pour les besoins de la cause, mais, comme la chapelle elle-même, elle n'est pas de la bonne époque ». Aujourd'hui, il y a trois fenêtres, toutes en arc brisé, dont celles du sud sont dépourvues de remplage.

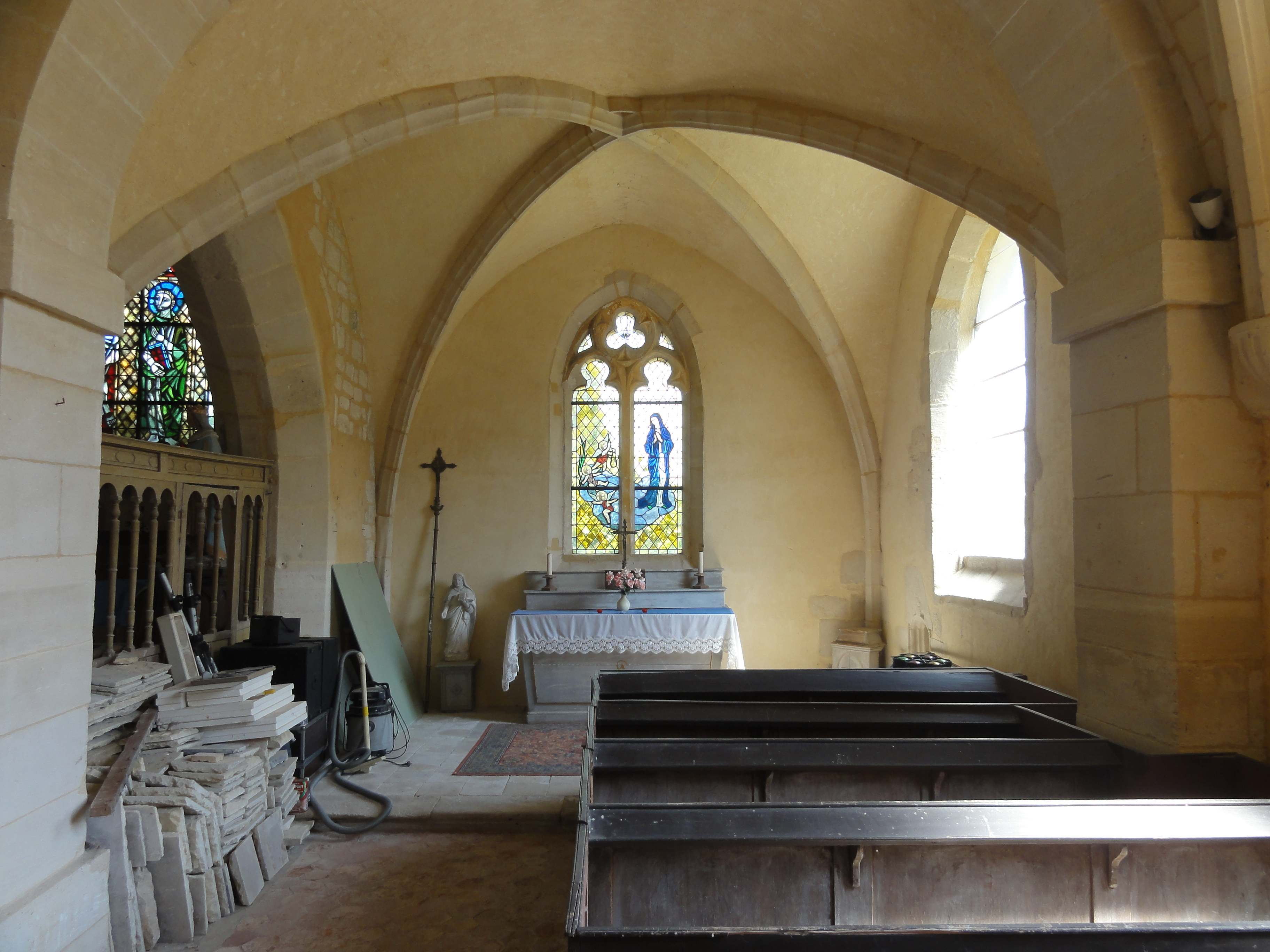
Vue vers l'est.
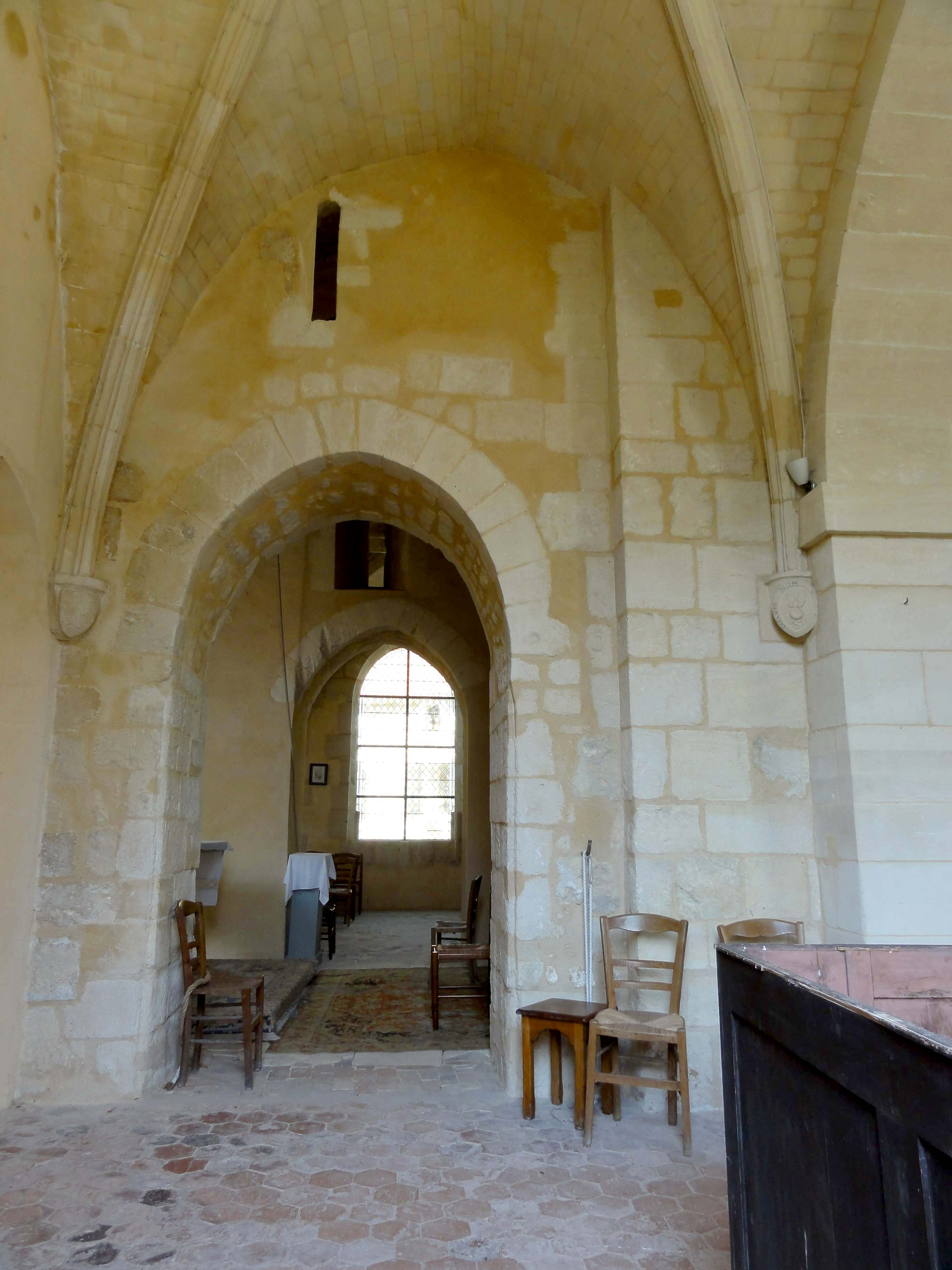
Vue sur le clocher.
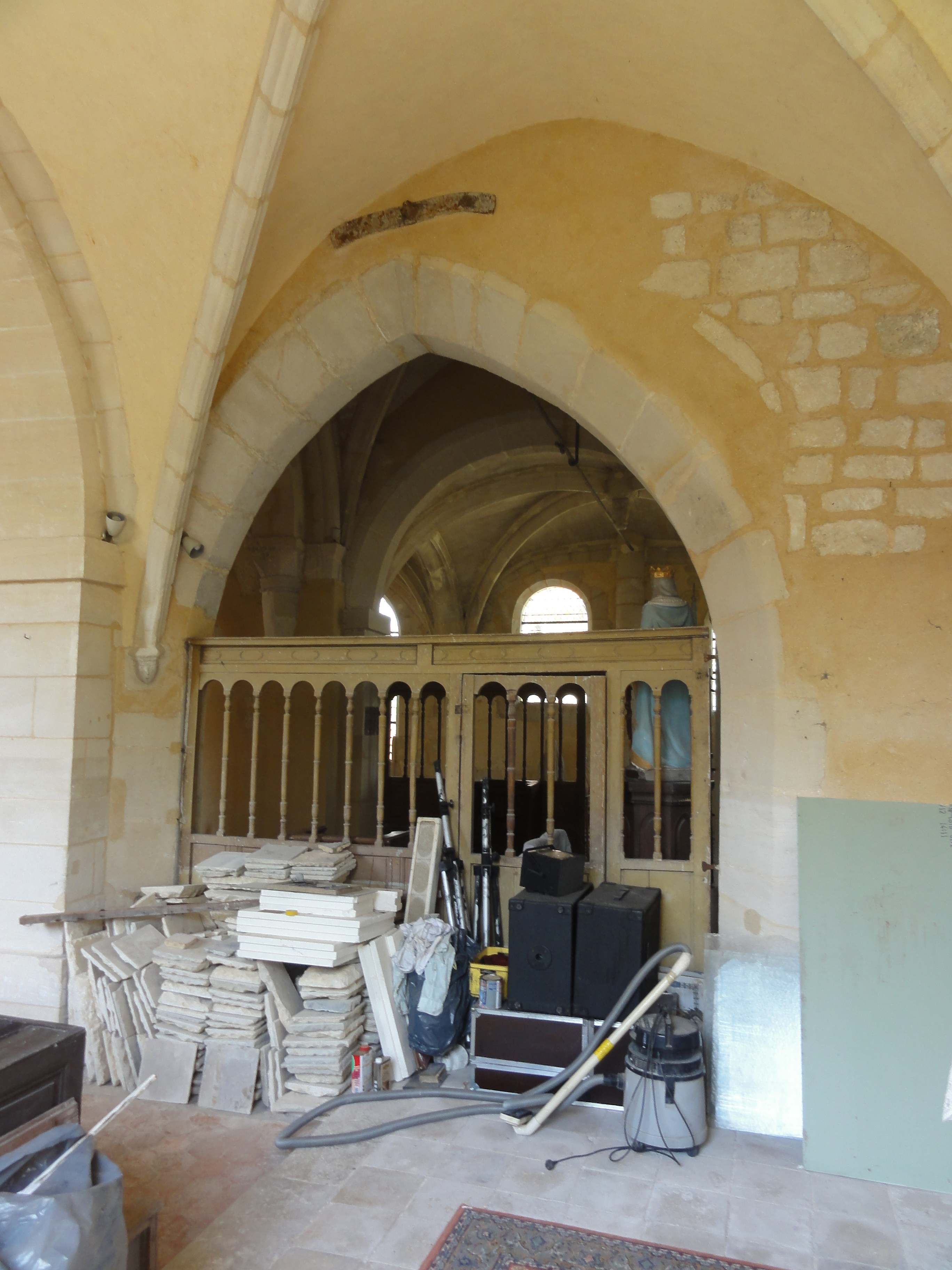
Vue sur le chœur.
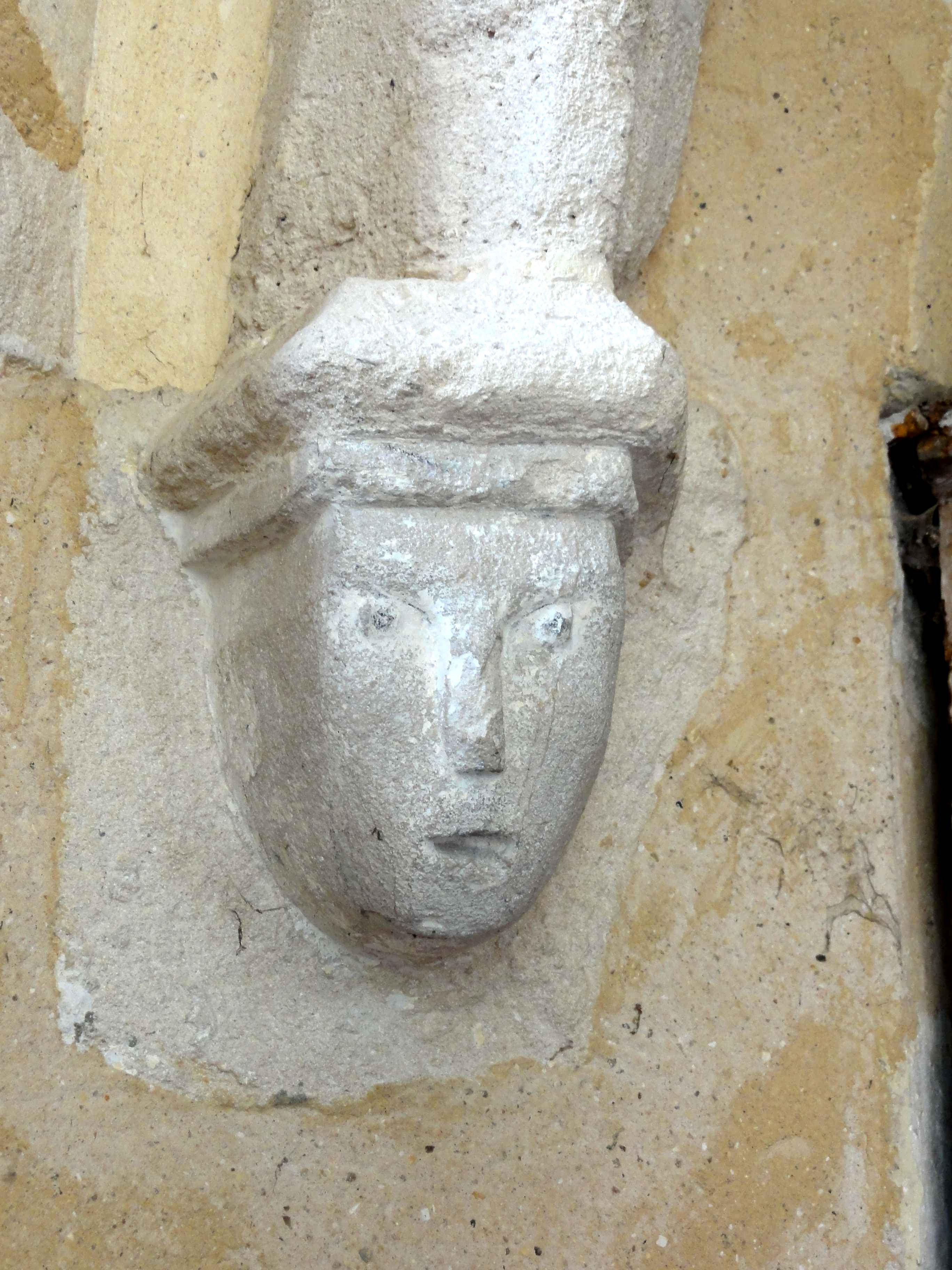
Cul-de-lampe (2e travée).
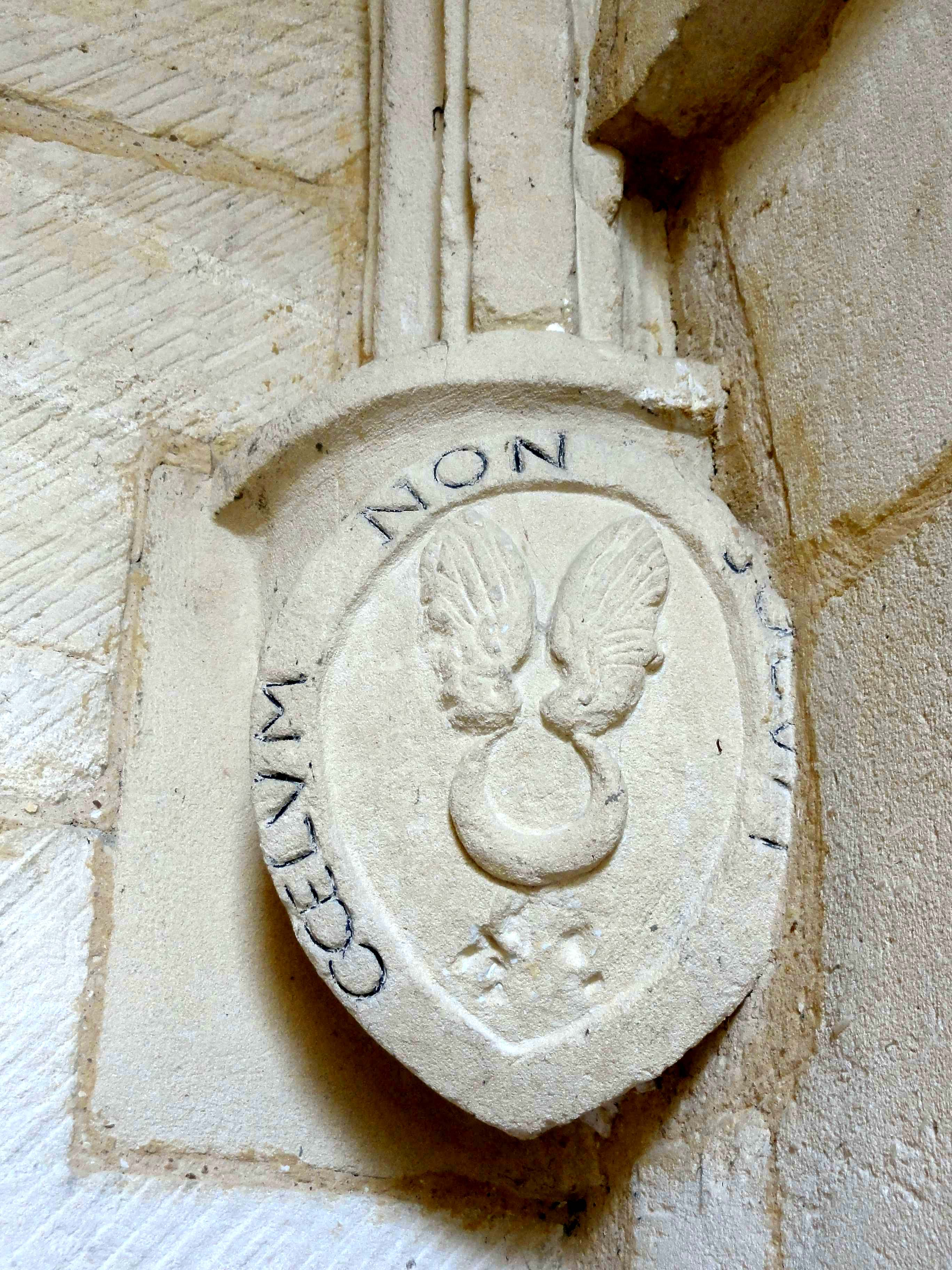
Cul-de-lampe (1re travée).
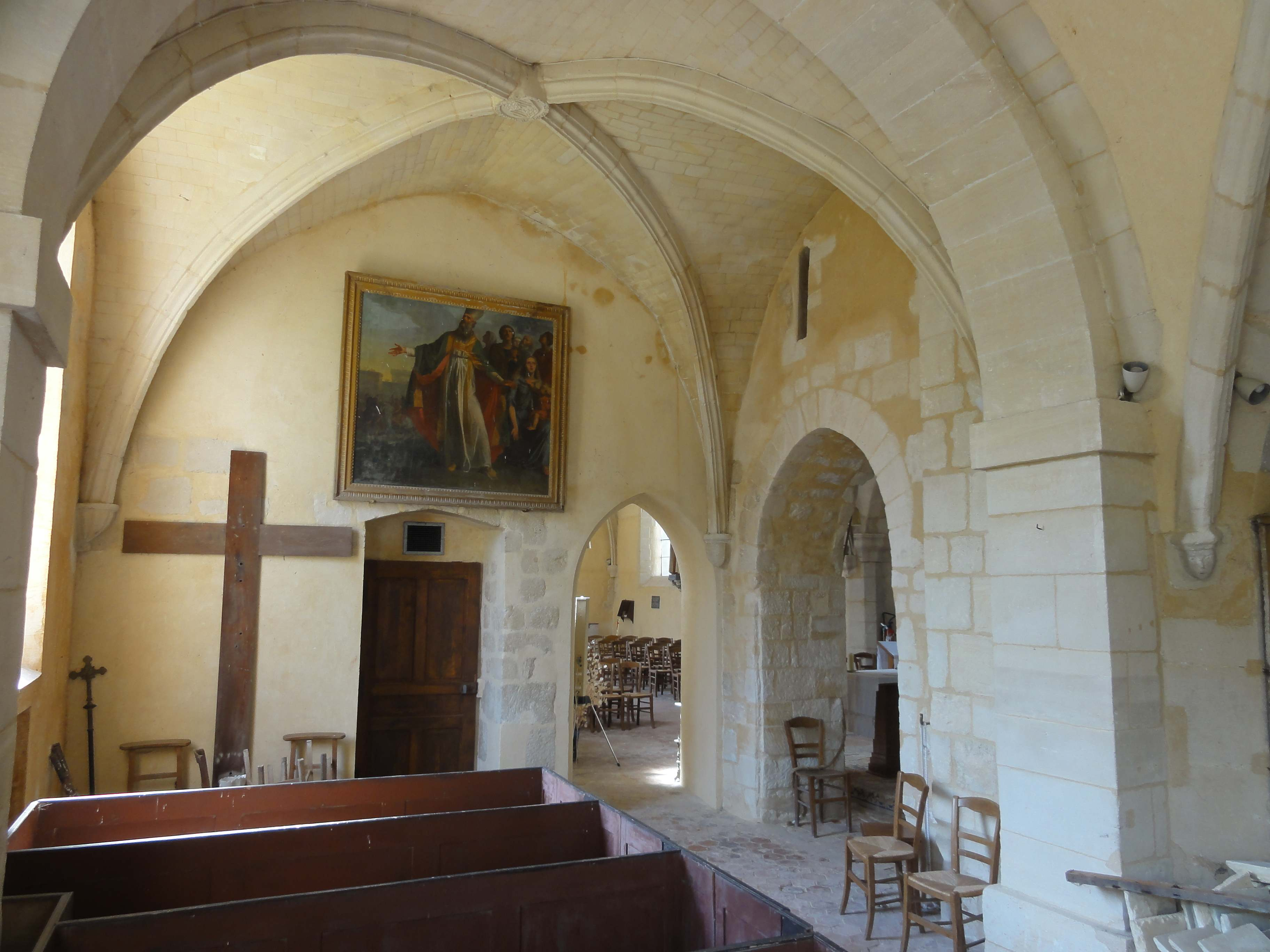
Vue vers le nord-ouest.

### Extérieur

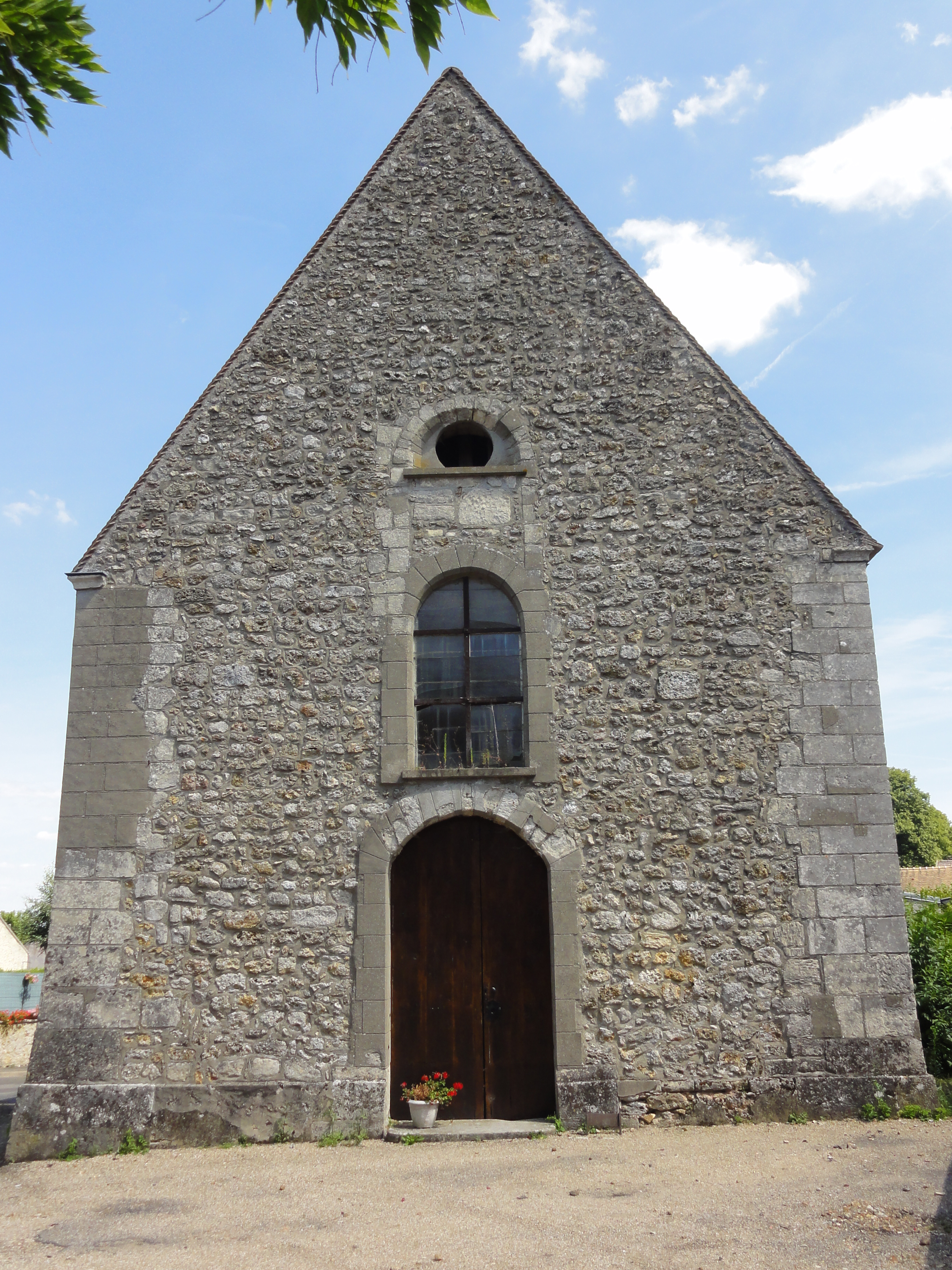
Façade occidentale.

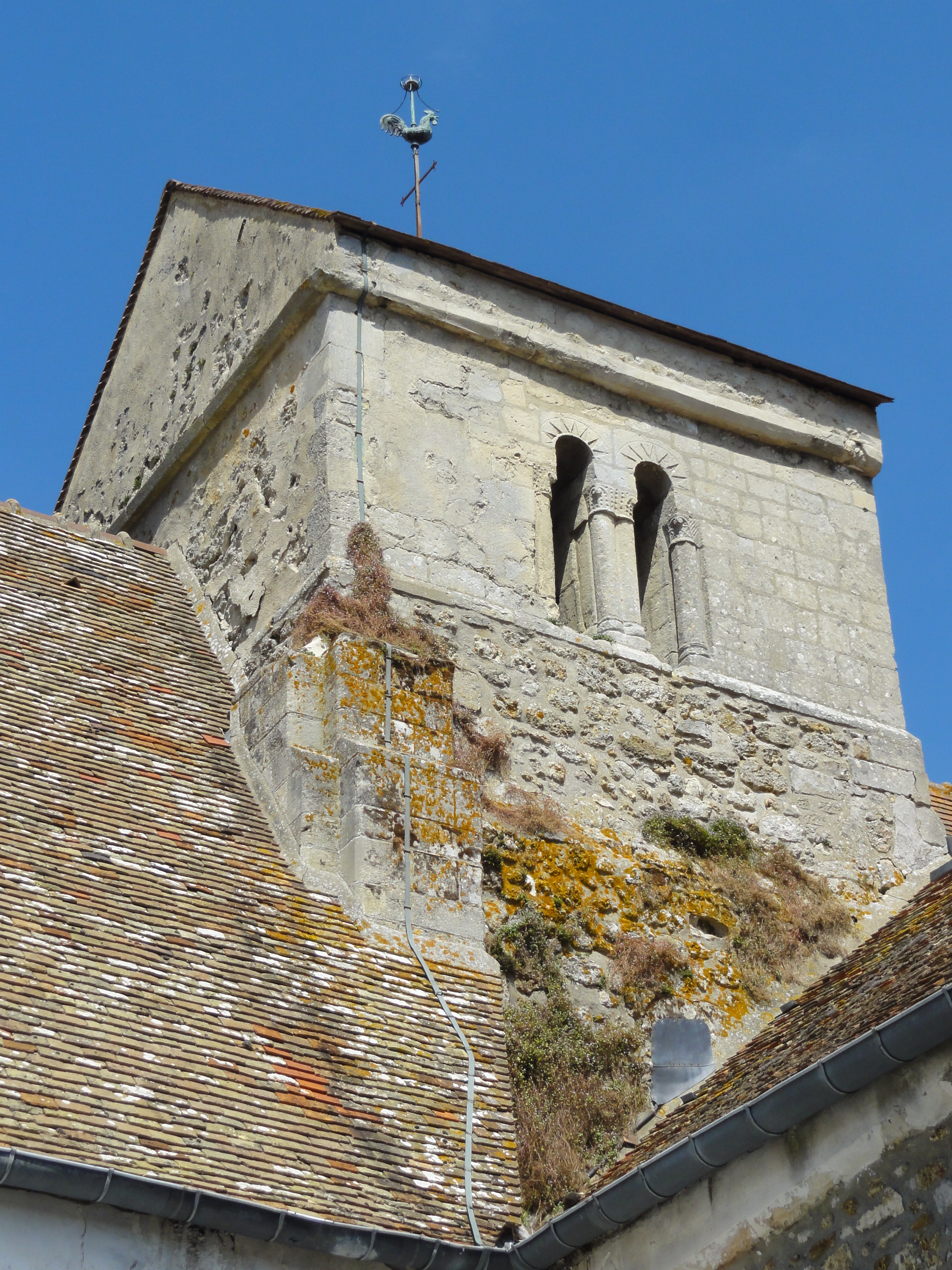
Clocher, côté sud-est.

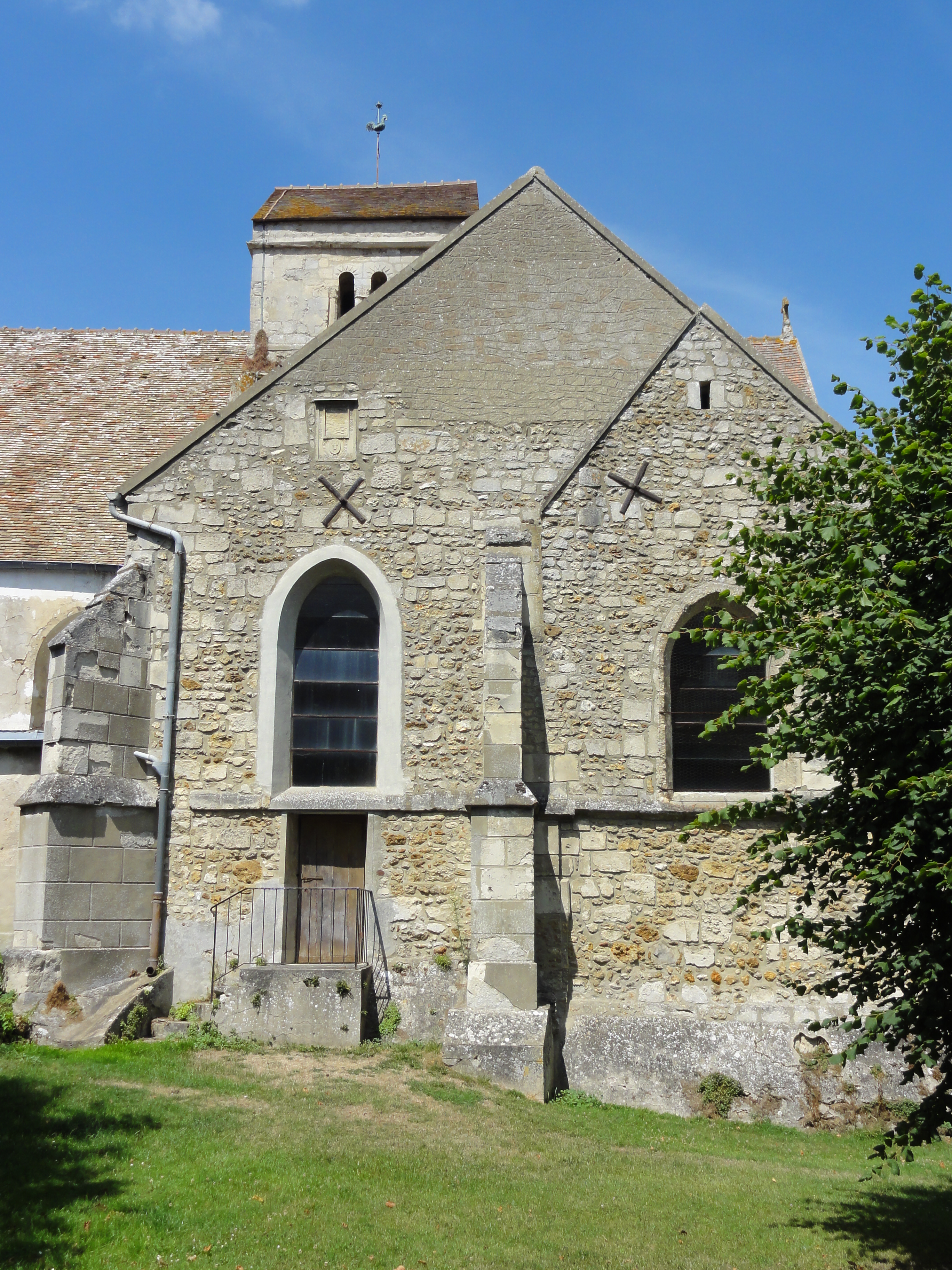
Chapelle latérale sud.

L'église est bâtie, pour l'essentiel, de pierre calcaire provenant des carrières de bonne qualité autour de Wy-dit-Joli-Village. Ce sont des pierres de taille pour les faces latérales de l'étage de beffroi du clocher, les contreforts, les chaînages et les pourtours des baies, et des moellons pour le reste des murs. Ils sont plus petits sur les parties orientales que sur la nef et le clocher romans. Par endroits, l'appareil est enduit, et simulé par des lignes gravées. La façade a été remaniée à l'époque de Louis XIV. Elle est dépourvue de contreforts, mais le parement a été entièrement refait aux angles. Le portail en cintre surbaissé, sans caractère, est surmonté d'une baie en plein cintre moderne, et d'un oculus pris dans une ancienne baie en plein cintre bouchée. Les murs gouttereaux de la nef ne possèdent pas non plus de contreforts. Les seuls éléments intéressants sont ici les baies romanes primitives, très étroites, et sans ébrasement extérieur. Leur linteau monolithique est gravé de claveaux simulés et d'une ligne brisée. Malheureusement, l'enduit dissimule ces détails sur la plupart des baies. Selon Léon Plancouard, l'on trouverait près des baies un appareil en opus spicatum, qui est souvent considéré comme un indice de grande ancienneté.
Le clocher en bâtière comporte deux étages. Le premier étage est flanqué de deux contreforts dissemblables à l'angle sud-ouest. Il n'y a pas de contrefort méridional à l'angle sud-est. Ce constat et le caractère hétérogène des contreforts donnent à penser qu'ils ne reflètent plus la disposition primitive. La baie méridionale du premier étage est partiellement dissimulé par la toiture de la chapelle Saint-Aignan. Elle est en très mauvais état, mais semble s'apparenter aux baies romanes de la nef. Un bandeau mouluré d'un quart-de-rond souligne le début de l'étage de beffroi. Au sud, à l'est et au nord, cet étage est ajouré de deux étroites baies en plein cintre géminées. D'après Léon Plancouard, elles mesurent 150 cm de hauteur, et seulement 30 cm de largeur. Chacune est cantonnée de deux colonnes monolithiques, qui sont munies de bases moulurées, et portent des chapiteaux à volutes d'angle. Plusieurs sont percés de petits trous, comme l'un des chapiteaux à l'intérieur, et d'autres sont décorés de feuillages sillonnées de lignes croisées, et gravés de lignes diagonales rapprochées, comme on les trouve également sur un autre chapiteau à l'intérieur. Les tailloirs sont de simples blocs cubiques. Les gros linteaux monolithiques, échancrés d'un arc en plein cintre, sont gravés de grands dents de scie, à raison de seulement sept à huit par baie. En général, les linteaux monolithiques ne figurent pas sur les étages de beffroi des clochers romans du Vexin, dont les baies sont habituellement beaucoup plus larges. Pierre Coquelle écrit à propos du clocher d'Arthies : « l'antique Arthies, aux ouvertures étranges, qui n'ont point de pareilles dans le pays, leur disposition, leurs longs dents de scie et surtout leurs petites colonnes aux chapiteaux criblés de trous circulaires ». L'auteur insiste encore sur le fait que le clocher d'Arthies « date notoirement du XIe siècle. Le bandeau saillant qui tient lieu de corniche est susceptible de dater des réparations effectués après les dégâts occasionnés par la foudre en 1659. Si le toit actuel n'est plus celui d'origine, les auteurs sont unanimes pour affirmer que le clocher d'Arthies a toujours été coiffé d'une bâtière, et non d'une pyramide de pierre »,.
Les parties orientales sont le fruit de nombreuses reprises. Au sud, le vaste pignon de la chapelle latérale, dédiée à saint Aignan, englobe un petit pignon au niveau de la deuxième travée. Par conséquent, la première travée devait également être muni d'un pignon indépendant, ou bien constitue un ajout postérieur, auquel l'on peut assigner la date de 1605. Sur le grand pignon, à gauche, un cartouche ressemble les deux devises inscrites sur la clé de voûte et l'un des culs-de-lampe de la première travée. Les contreforts, dont ceux flanquant les angles sont obliques, comme fréquemment à partir du milieu du XVIe siècle, et le larmier qui court à la limite des allèges, au sud seulement, devraient également dater de 1605. Au chevet, ce larmier n'existe pas, ce qui indique que ce mur ne provient pas de la même campagne. Le remplage d'un style flamboyant pur de la baie orientale correspond à la fin du XVe ou au premier tiers du XVIe siècle. Ce devrait également être l'époque du petit pignon, et le tracé en tiers-point de la voûte peut s'expliquer par la reprise d'une voûte flamboyante lors de la reconstruction au début du XVIIe siècle.
Quant au pignon du chevet, correspondant au chœur du second quart du XIIe siècle et à la chapelle latérale nord, il est sommé d'une croix en antéfixe, et percé d'une minuscule baie en plein cintre à linteau monolithique. L'on voit encore que le pignon a été agrandi. Les deux contreforts du chœur ne sont pas identiques : à gauche, trois assises séparent la retraite par un glacis du court glacis sommital ; à droite, ce sont seulement deux assises. Cette différence et l'écart inhabituellement court entre les deux glacis donnent à penser que l'état actuel résulte du renforcement après coup des contreforts plats primitifs. Pour venir au chevet de la chapelle latérale nord, dédiée à saint Nicolas, il est exceptionnellement bâti en pierre de taille jusqu'au bandeau mouluré qui marque la naissance du pignon. Il n'y a pas de traces de reprises autour de la baie orientale, qui date de la Renaissance. Au nord, le mur de cette même travée est également en pierre de taille, et doit dater de la même époque (fin XVIe siècle, alors que la voûte, sans la clé et le cul-de-lampe du doubleau, est flamboyante. Comme déjà signalé, les archives de la fabrique témoignent de remaniements à la fin du XVIe siècle, rendus nécessaires par des désordres de structure imputables à l'insuffisance du contrebutement des voûtes. Pourtant, les contreforts du nord sont particulièrement plats, sans doute en raison des contraintes de voirie. Un larmier court à la limite des allèges, tant à l'est qu'au nord. Tant le larmier que les contreforts n'ont probablement pas changé de physionomie depuis la période flamboyante ; l'on note en particulier que deux contreforts orthogonaux épaulent l'angle nord-est, au lieu d'un unique contrefort biais.

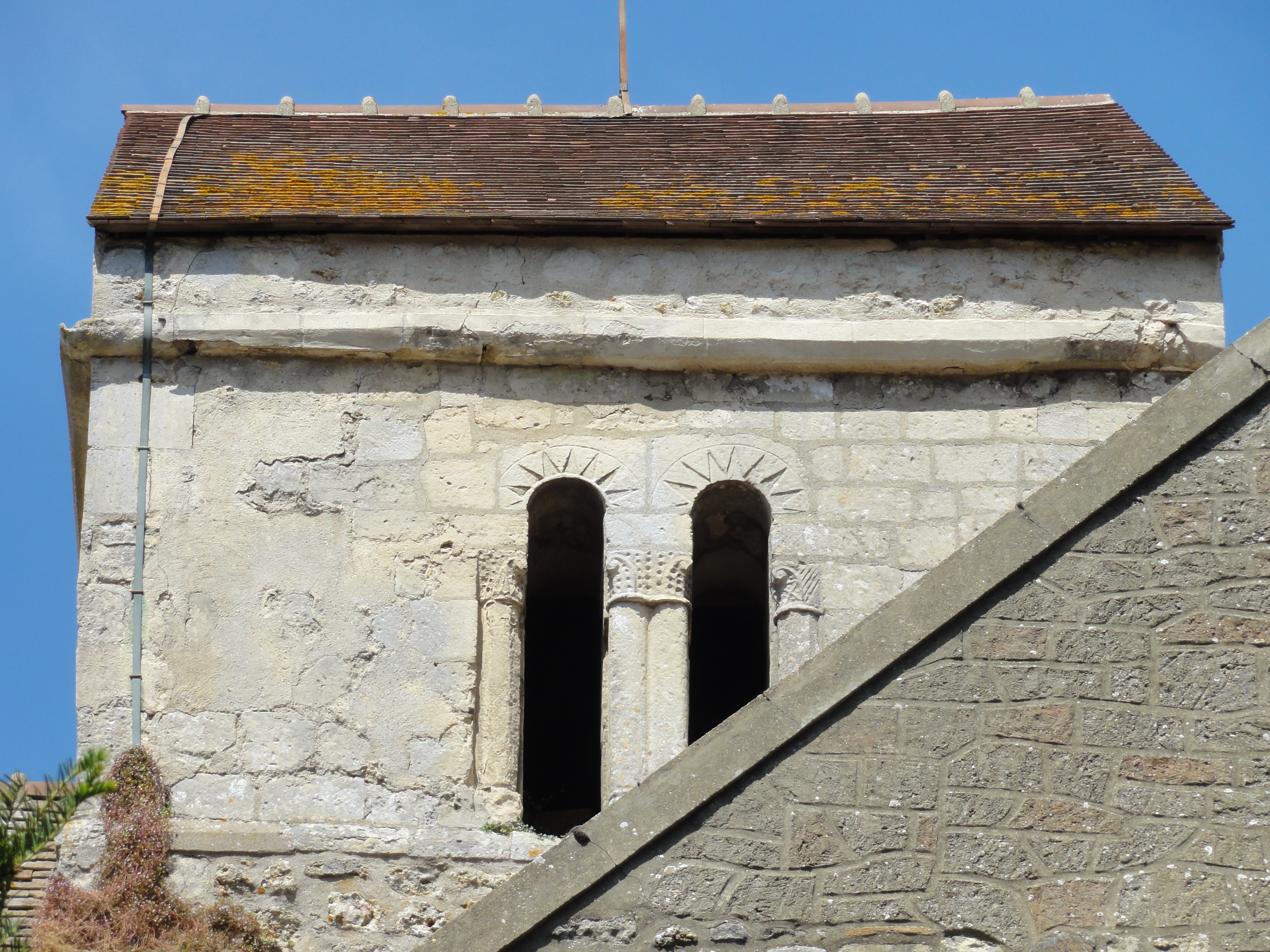
Clocher, étage de beffroi, côté sud.
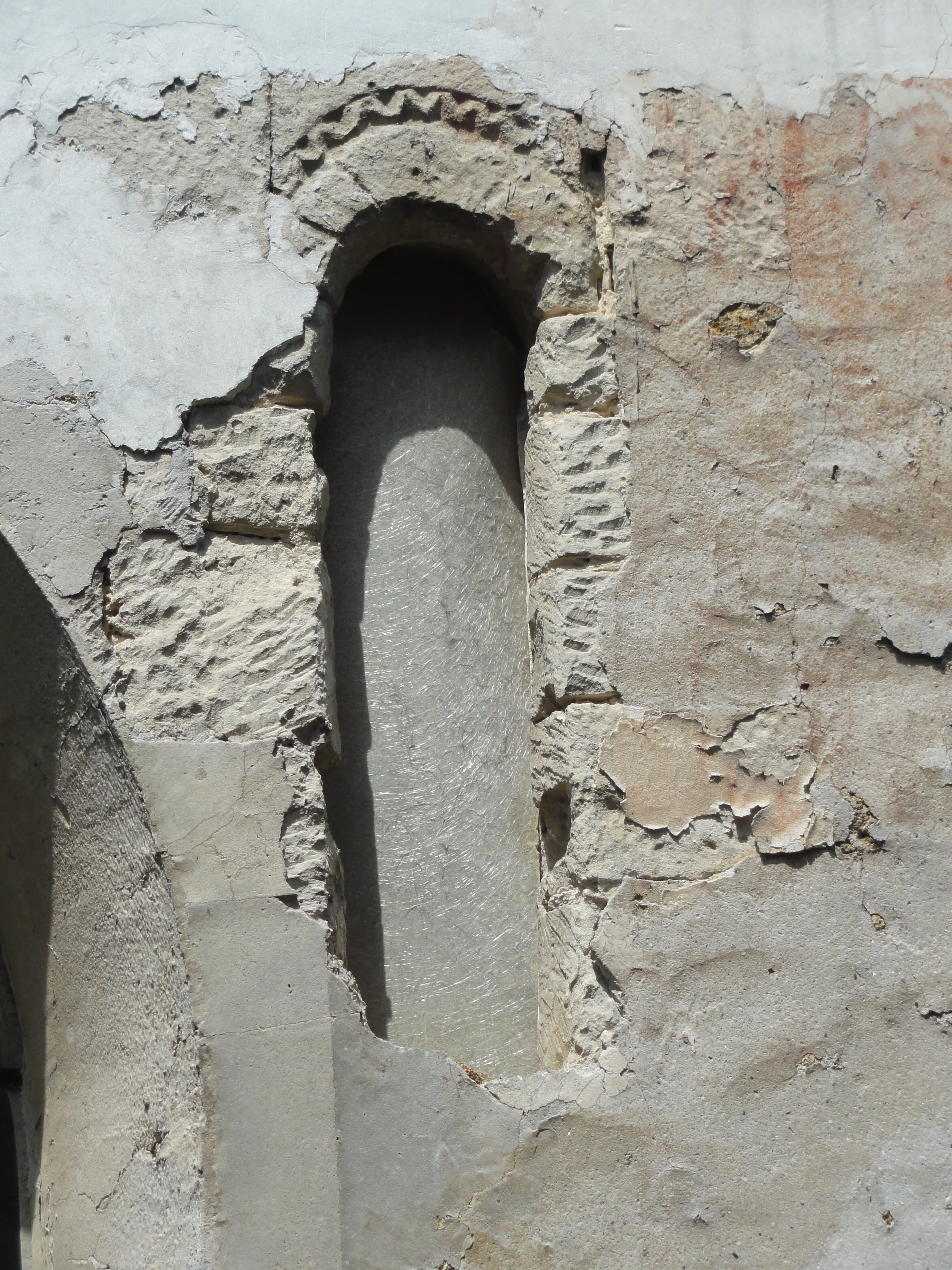
Nef, première baie romane côté sud.
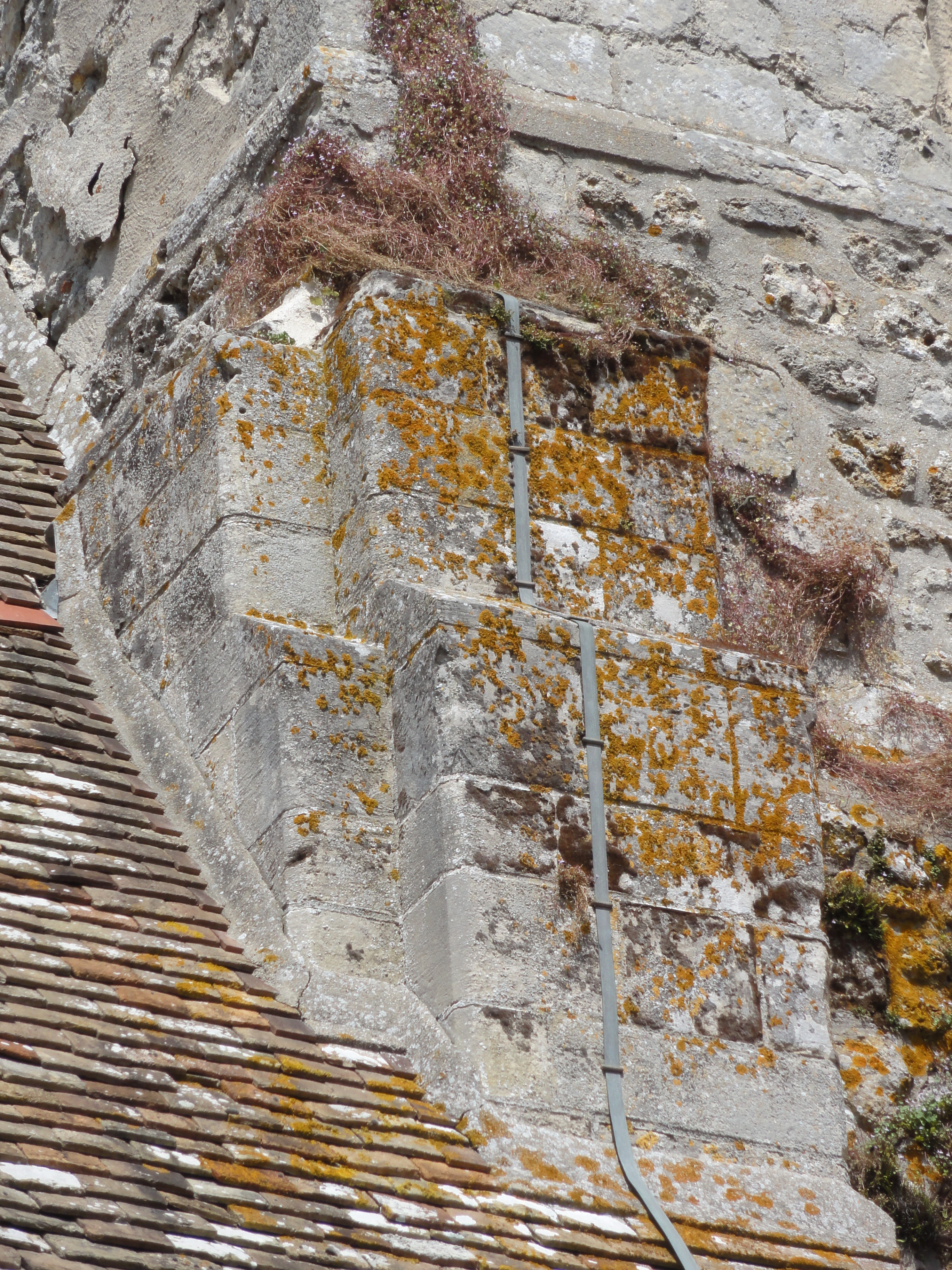
Contreforts à l'angle sud-ouest du clocher.
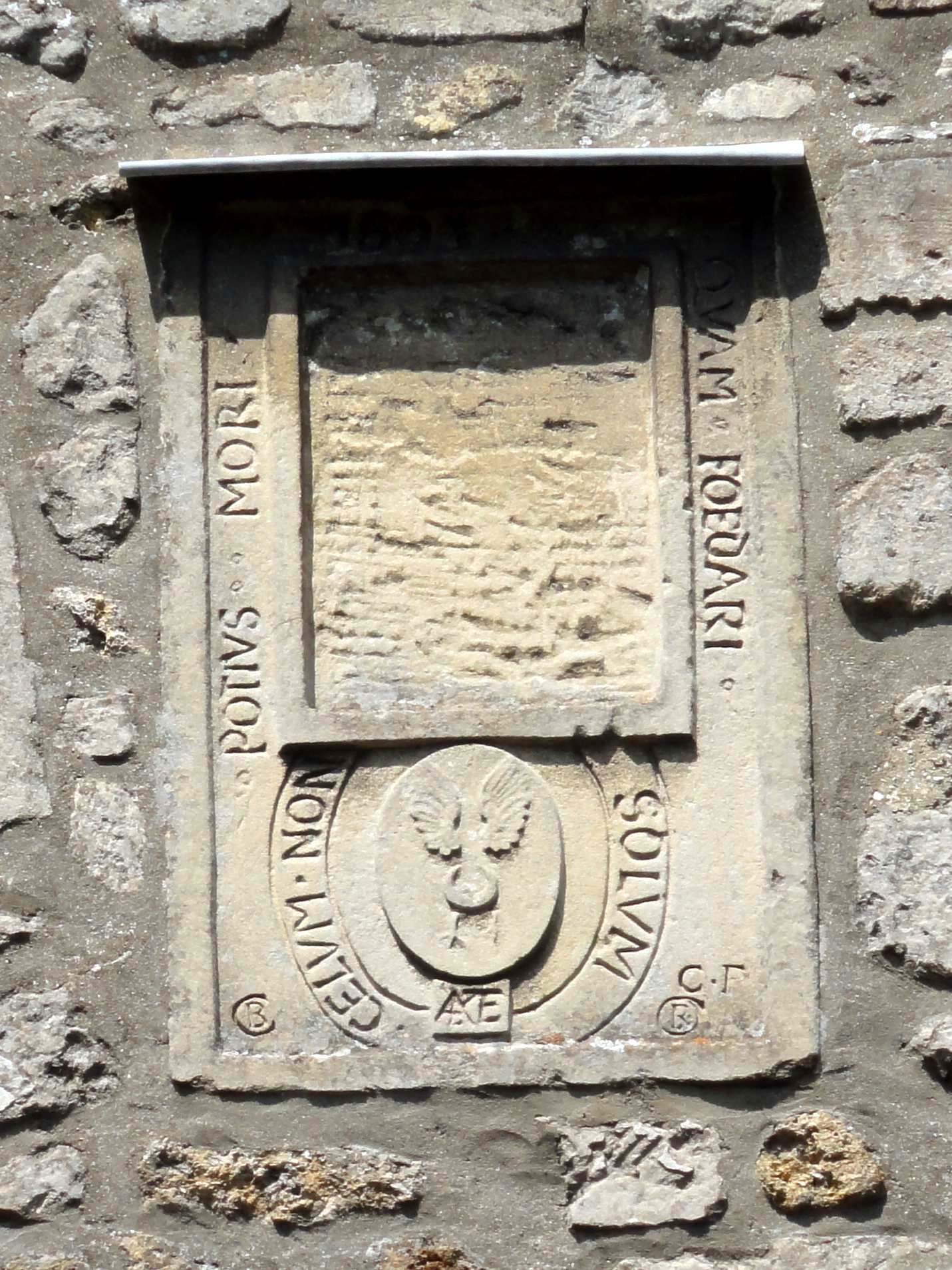
Cartouche sur le pignon du collatéral sud.
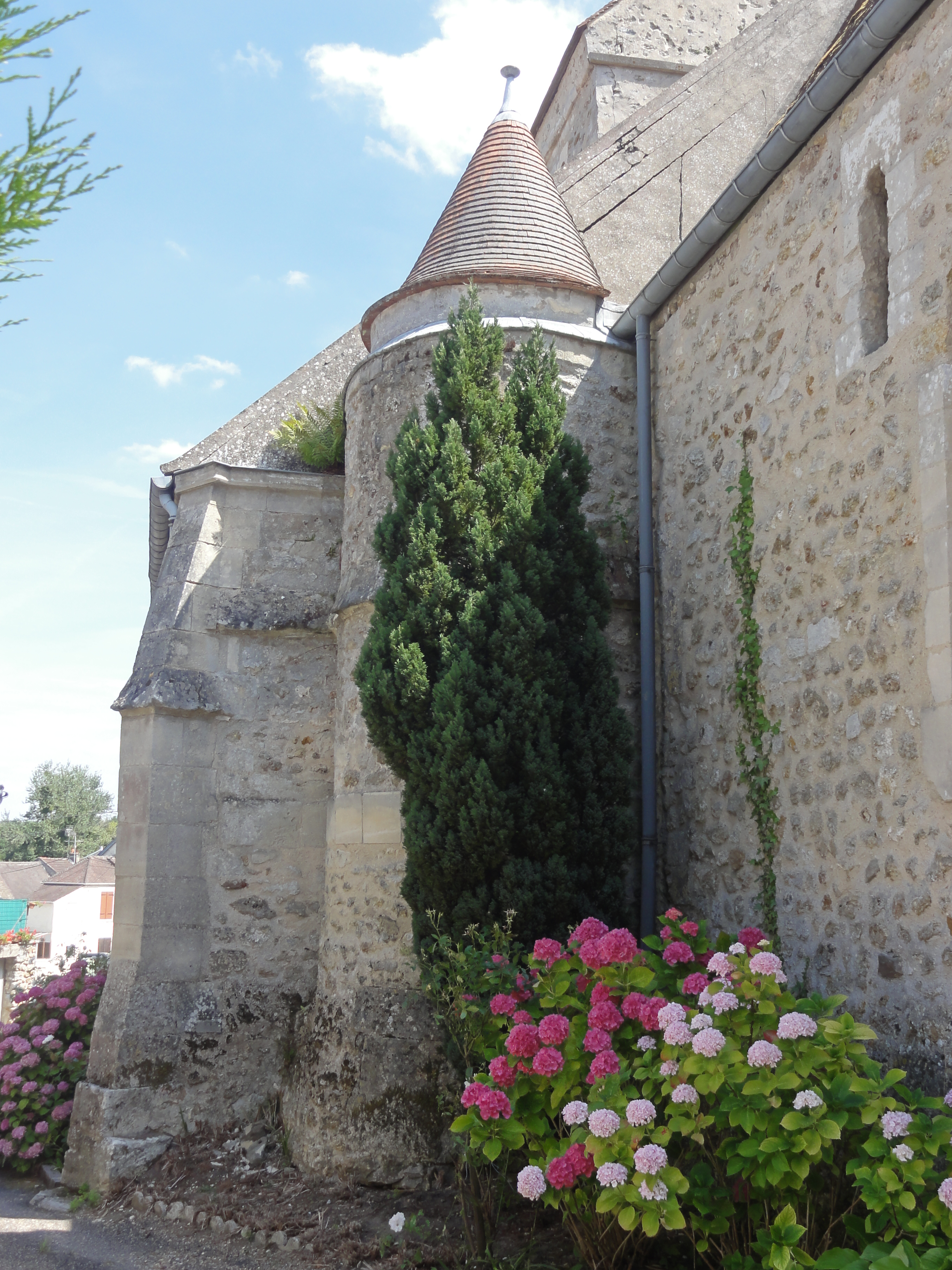
Tourelle d'escalier entre nef et collatéral nord.
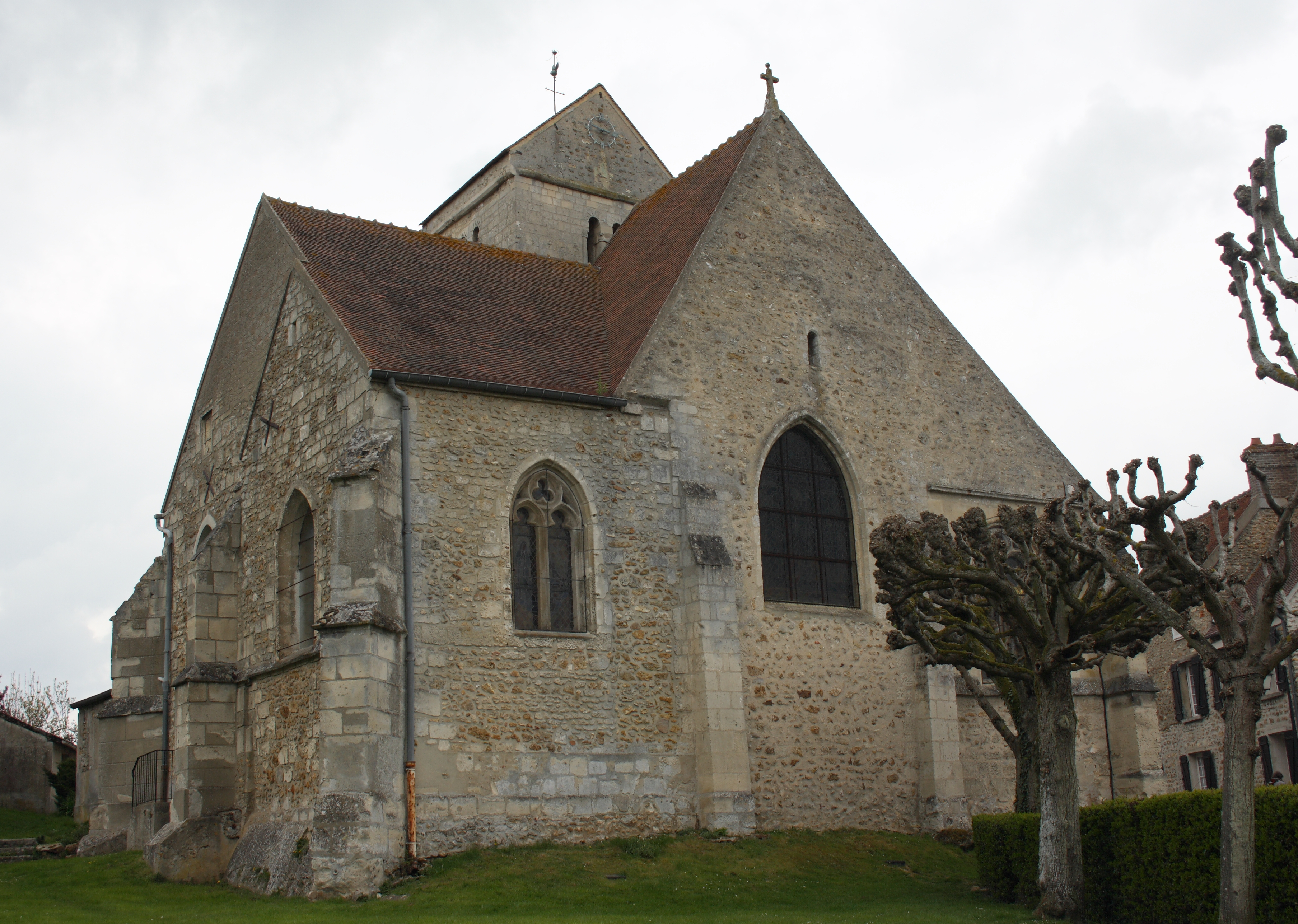
Chevet, vue depuis le sud-est.

## Mobilier

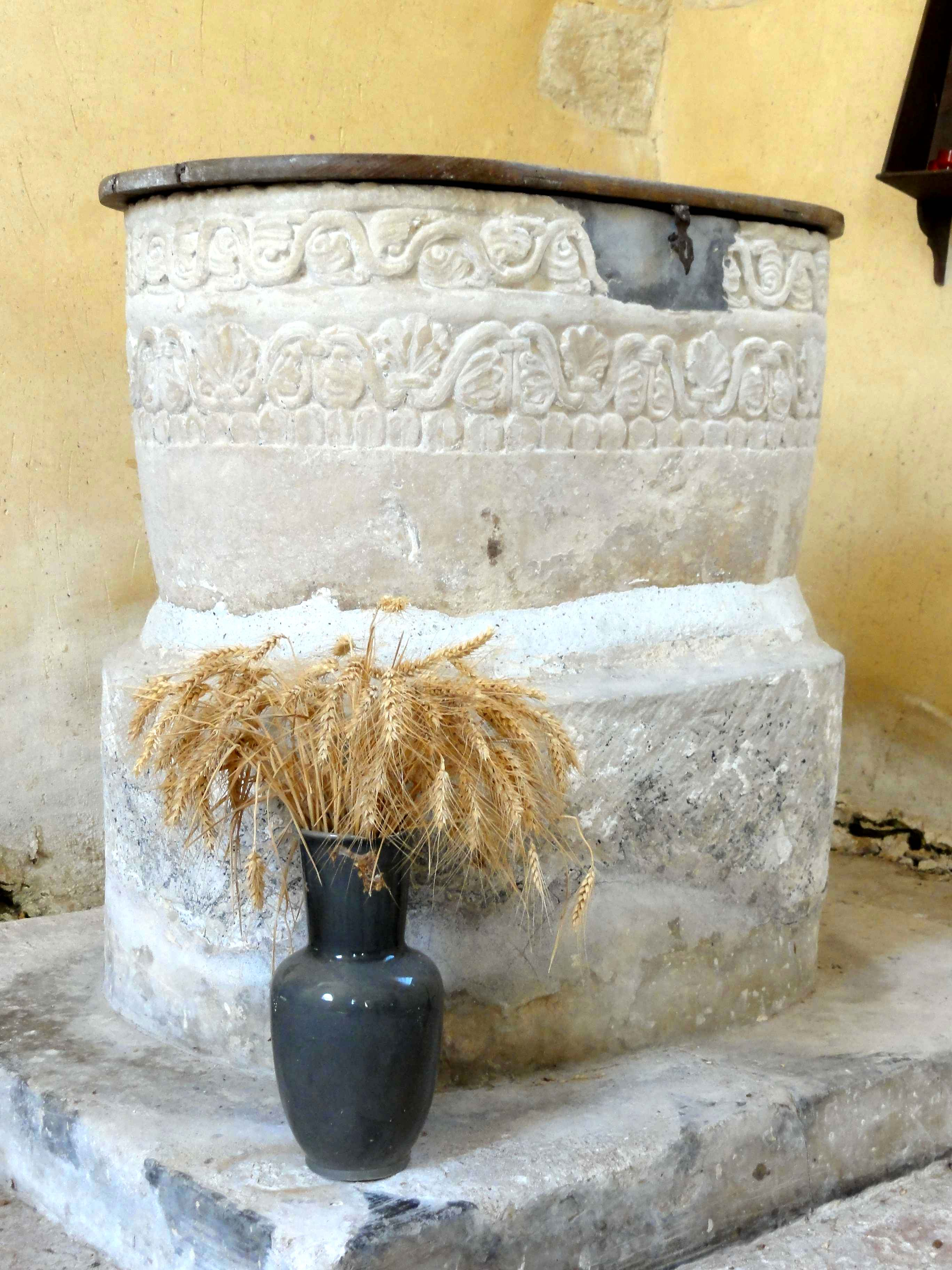
Fonts baptismaux.

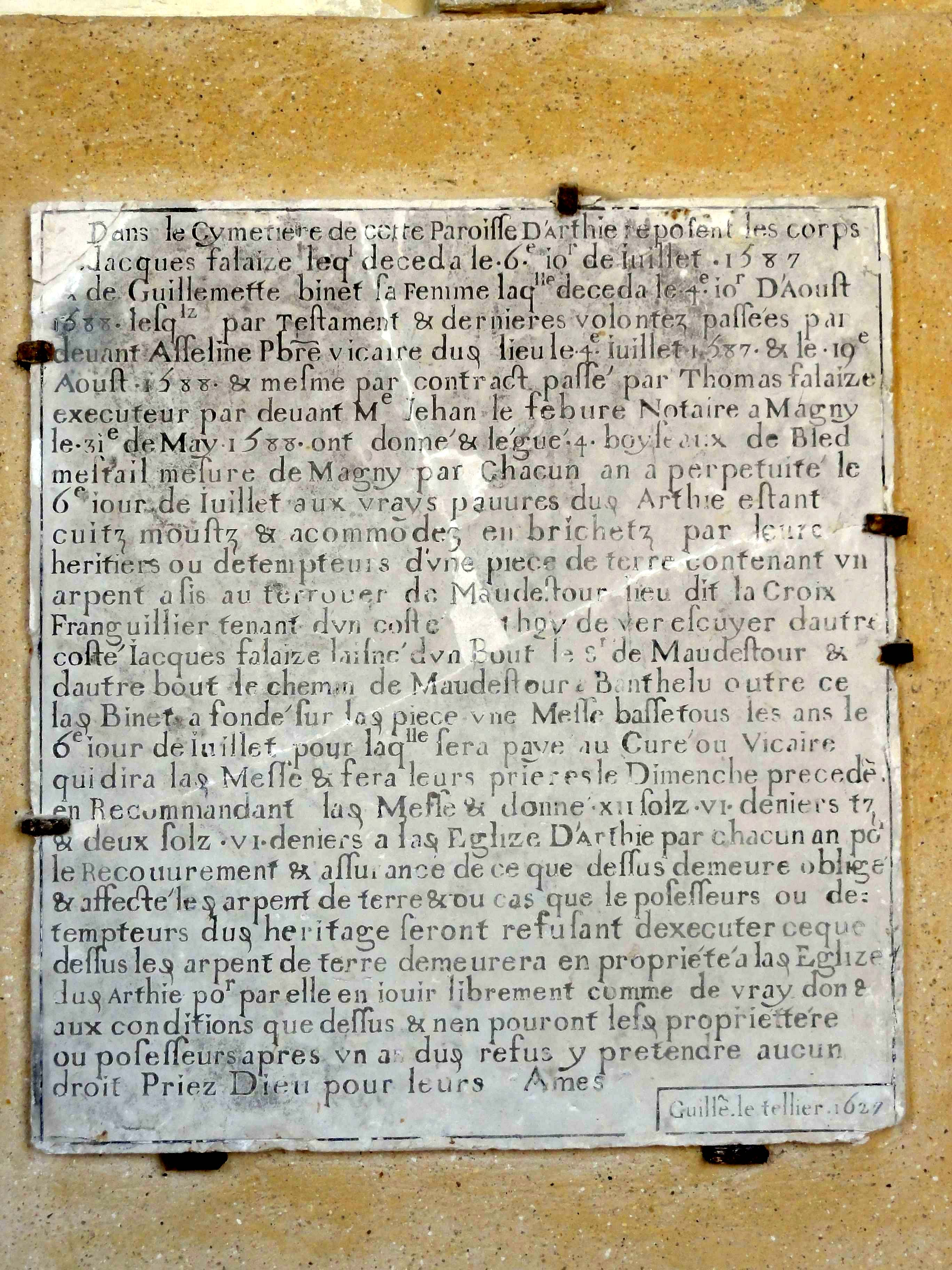
Plaque de fondation de Jacques Falaize et de Guillemette Binet, sa femme, morts en 1587 et 1588.

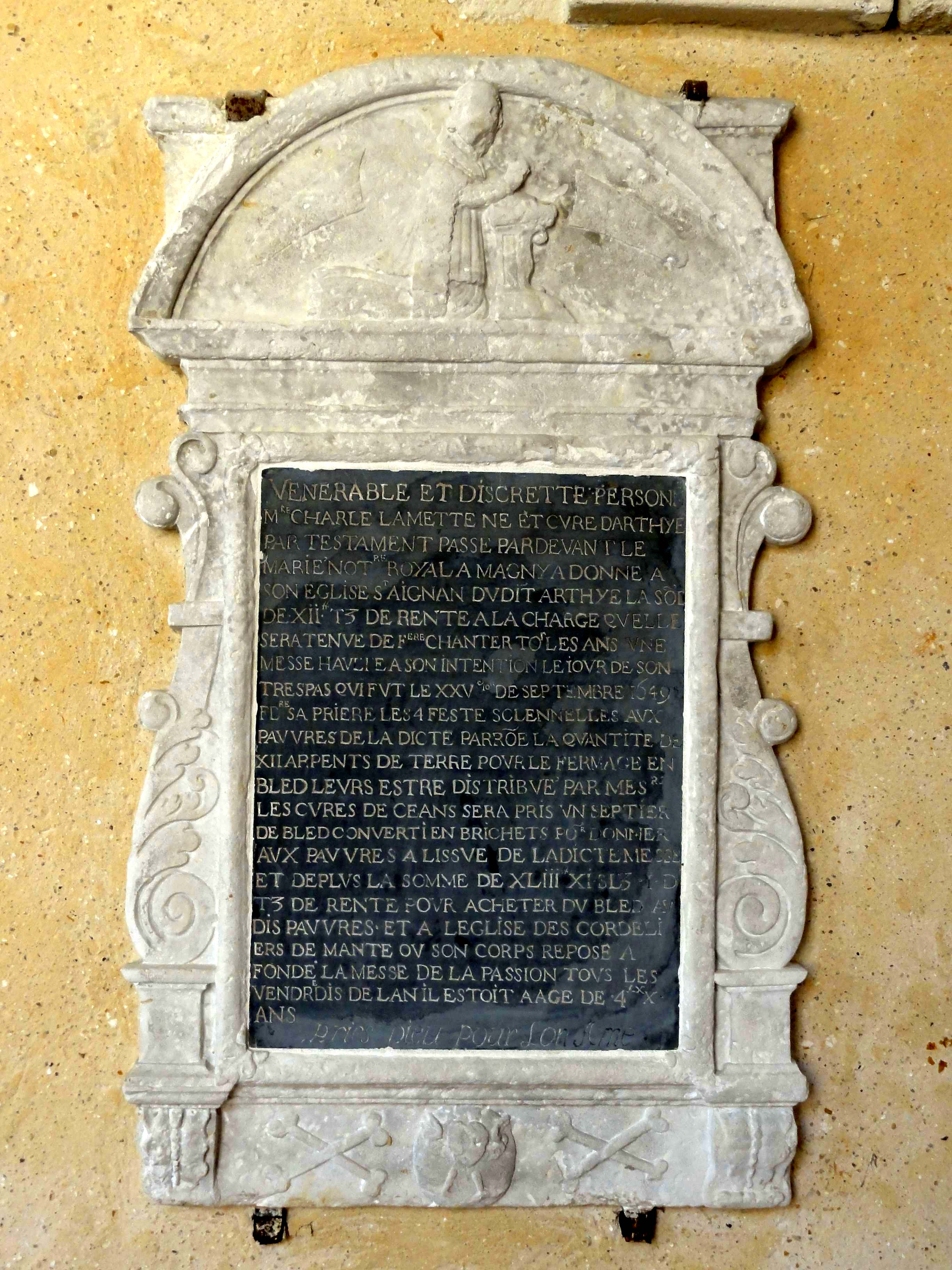
Plaque de fondation de Charles Lamette, curé d'Arthies pendant 54 ans, mort en 1649.

Parmi le mobilier de l'église, un seul élément est classé monument historique au titre objet par arrêté du 12 novembre 1912, en l'occurrence les fonts baptismaux du XIIe siècle. Louis Régnier suppose qu'ils sont contemporains du clocher et de la nef. Ils se composent d'une cuve baptismale à infusion de plan oblong, qui repose directement sur un socle de la même forme, mais de dimensions un peu supérieures. La différence de diamètre est rachetée par un chanfrein. Une grande dalle de pierre calcaire formant une petite estrade entoure le socle. La cuve est la seule partie présentant un intérêt artistique. Elle est ornée de deux frises. La première est constituée d'une ligne ondulée, qui se faufile entre des feuilles arrondies, reliée à la ligne par de courtes tiges. La deuxième frise est une guirlande de palmettes alternativement droites et renversées, à la base de laquelle règne une rangée de petites feuilles ouvertes. La bordure n'est pas moulurée. Dans leur ensemble, les fonts baptismaux mesurent 95 cm de hauteur, 85 cm de longueur et 55 cm de largeur. Ils avaient été recouverts de plusieurs couches d'un enduit jaune, que l'on est parvenu à enlever lors d'une restauration.
Le reste du mobilier est de moindre intérêt, mais de nombreux éléments peuvent être datés grâce à des documents versés aux archives de la fabrique. On peut notamment signaler :
- Une petite cloche en bronze de 1641 porte une inscription en latin tenant sur une seule ligne. Elle contient un chronogramme dont l'addition donne l'année quand elle fut fondue : « PAVLO VERTAEO SVBPRÆSVTLE FVSA MARIÆ ET DE VOTA FVI ROCHUS GROGNART ME FECIT ». Cette cloche s'accompagne d'une deuxième cloche, plus petite, qui ne porte pas d'inscription, et fut acquise en même temps. Un manuscrit de trente-deux pages relate l'historique de leur achat. Il a été transcrit par Léon Plancouard, et permet de savoir que les deux cloches ont été achetés le 29 juin 1806 par le curé, l'abbé Martin, auprès du sieur Pachaut à Pontoise, qui prit en compte la vieille cloche cassée et d'autres pièces de métal récupérés au clocher par un habitant, sous la Révolution[32],[33].
- Les deux seules statues anciennes, placées sur des consoles au revers de la façade, sont censées représenter saint Nicaise et saint Clair du Beauvaisis. Ce dernier est identifié par une légende, que Léon Plancouard qualifie de non-sens, car l'iconographie ne correspondrait pas aux conventions iconographiques pour ce saint[34].
- La chaire à prêcher, d'un style classique très sobre, date des premières décennies du XVIIe siècle, et fut offerte par Gaston Le Bas, doyen rural et curé d'Arthies. L'abat-voix, de plan hexagonal, dispose d'un couronnement formé par six volutes supportant un orbe. Un pot à feu est placé à chaque angle[35].
- Les deux stalles individuelles du chœur datent de la même époque que la chaire, et furent également offertes par Gaston Le Bas[36].
- La clôture du chœur, qui ferme les deux arcades latérales, est de style Renaissance, et devrait être beaucoup plus ancienne. au-dessus d'un soubassement constitué de panneaux à fenestrages, elle est ajourée grâce à des balustres en bois tourné, assez simples, qui supportent des arcatures en plein cintre découpées dans des panneaux de bois. Plus intéressant est la frise de l'entablement, qui présente un entrelacs d'ovales, cercles et carrés enfermant des rosaces, des palmes ou des petits rectangles entourés de feuilles simples. Léon Plancouard écrit : « Il faut signaler en outre que le chœur est recouvert d'un lambris très intéressant ; la boiserie aux feuilles d'acanthe finement découpées qui le sépare des chapelles mériterait de servir de modèle ; plusieurs cathédrales l'envieraient »[37].
- Le maître-autel en forme d'un tombeau galbé date de l'époque de Louis XIV. Il arbore un médaillon contenant un bas-relief, où figure la colombe du Saint-Esprit, entourée de rayons de lumière et de nuées. Assez curieusement, la colombe est représentée en plein vol d'atterrissage[34].
- Le tabernacle en bois partiellement doré pourrait être celui offert par Gaston Le Bas, et valant à l'époque deux cent cinquante livres[35]. Sa porte affiche un bas-relief représentant un ostensoir, et quatre têtes de chérubins aux angles. Deux autres bas-reliefs, sur les faces latérales, sont des compositions décoratives réunissant un cep de vigne, une crosse épiscopale et une mitre. Deux têtes de chérubin se profilent en outre en haut de la face frontale. Le reste du décor est d'inspiration Renaissance : un rang d'oves en haut, un rang de perles en bas, et des rubans entrelacés enfermant des rosaces aux angles.
- Le tableau représentant saint Aignan, peint à l'huile sur toile, mesurait initialement 278 cm de hauteur pour 180 cm de longueur, mais il a été raccourci lorsque l'on voulut en faire un retable en 1855. Comme déjà signalé, la fabrique l'a acheté en novembre 1787 à Duchemin du Coudray, de Paris, pour un prix de trois cent cinquante livres. Le nom pourrait correspondre à un marchand d'art plutôt qu'à l'artiste[37].
- La plaque de fondation de Jacques Falaize et de Guillemette Binet, sa femme, est en pierre, et mesure 68 cm de hauteur pour 67 cm de largeur. Par leur testament passé devant Asseline, vicaire à Arthies, le 4 juillet 1587, les deux époux fondent une messe basse à célébrer le 6 juillet de chaque année. En contrepartie, ils lèguent quatre boisseaux de blé méteil, mesure de Magny, chaque année et à perpétuité, à prendre sur une terre située près de Maudétour, et à distribuer aux vrais pauvres d'Arthies. La plaque est signée Guillaume Tellier, tombier inconnu, et datée de 1627. Elle comporte uniquement l'inscription, toujours bien lisible, et aucun élément décoratif[38].
- La plaque de fondation de Charles Lamette, curé d'Arthies pendant cinquante-quatre ans, est en marbre, et mesure 100 cm de hauteur pour 67 cm de largeur. Elle possède un encadrement décoratif, avec deux pilastres sous la forme de volutes baroques ; un fronton cintré où le défunt est représenté agenouillé devant un prie-Dieu ; et un soubassement, où un cœur ailé est flanqué de deux paires de tibias croisés. Par son testament résumé dans l'inscription de lettres dorées d'un centimètre de hauteur, le prêtre fonde une messe à célébrer chaque année le jour anniversaire de son décès, le 27 septembre 1649. En contrepartie, il laisse douze arpents de terre à sa paroisse, mais aussi la somme importante de 42 000 livres au couvent des Cordeliers de Mantes. Charles Lamette est enterré dans l'église des Cordeliers[39].

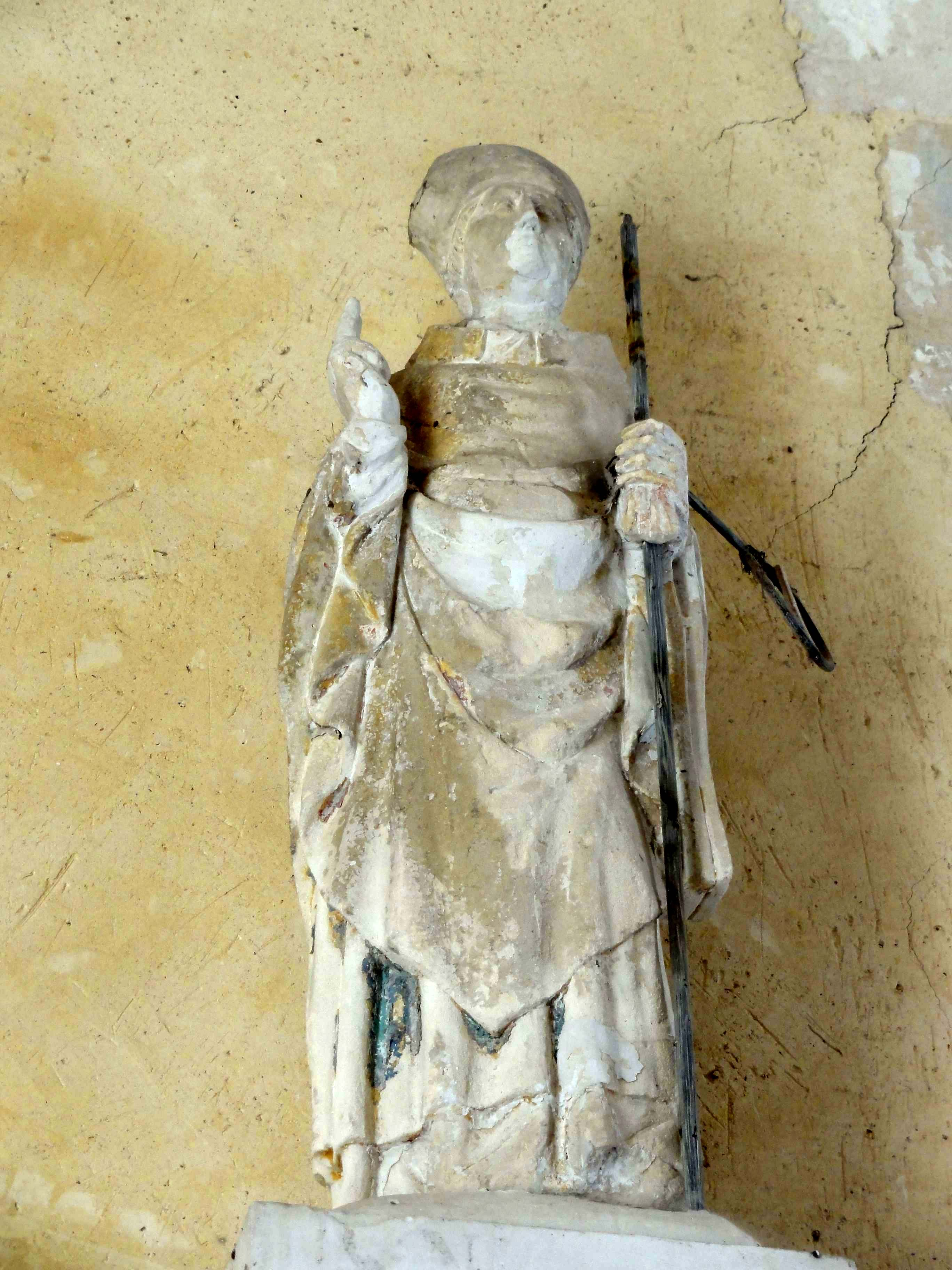
Statue de saint Nicaise.
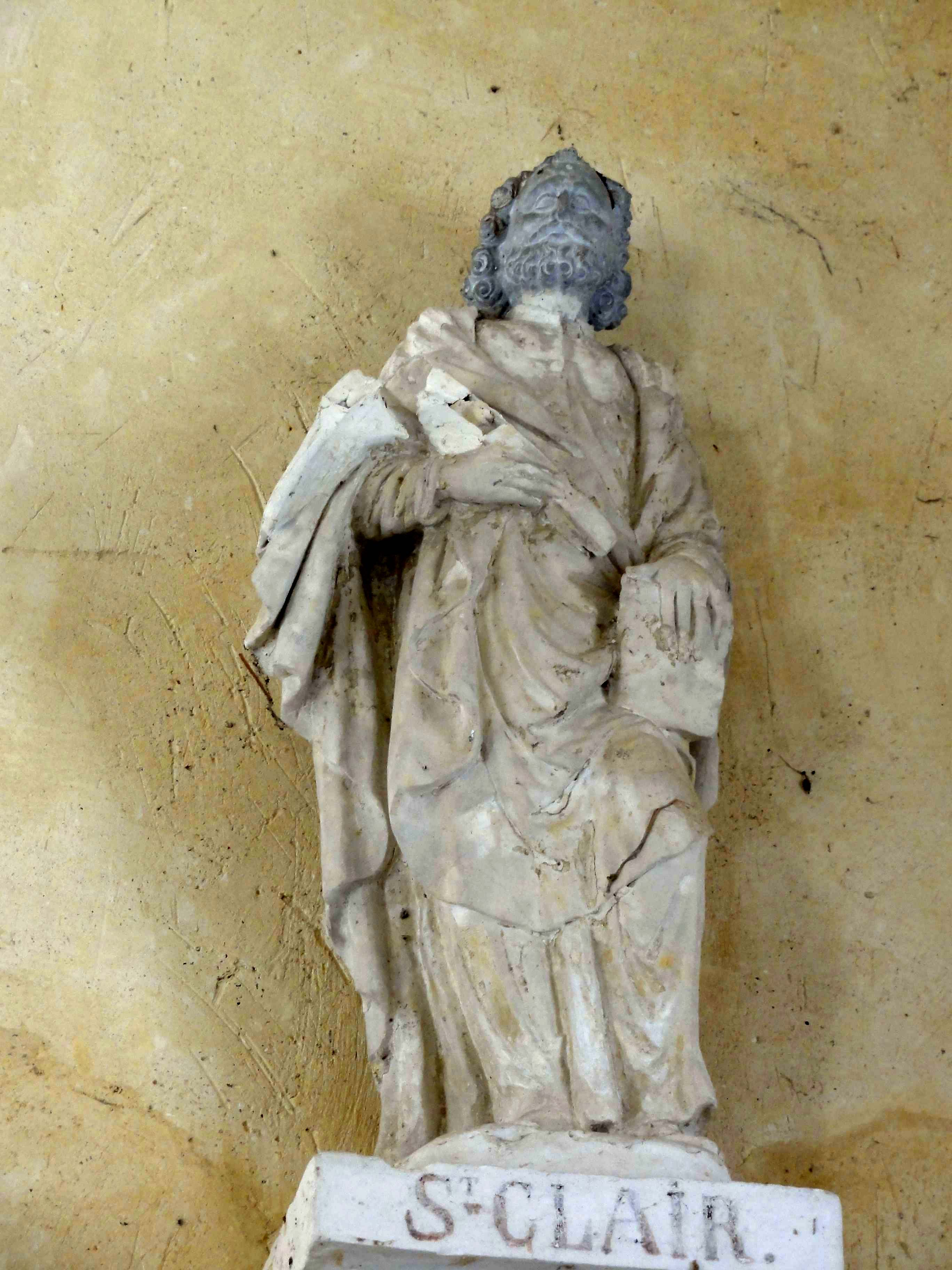
Statue de saint Clair.
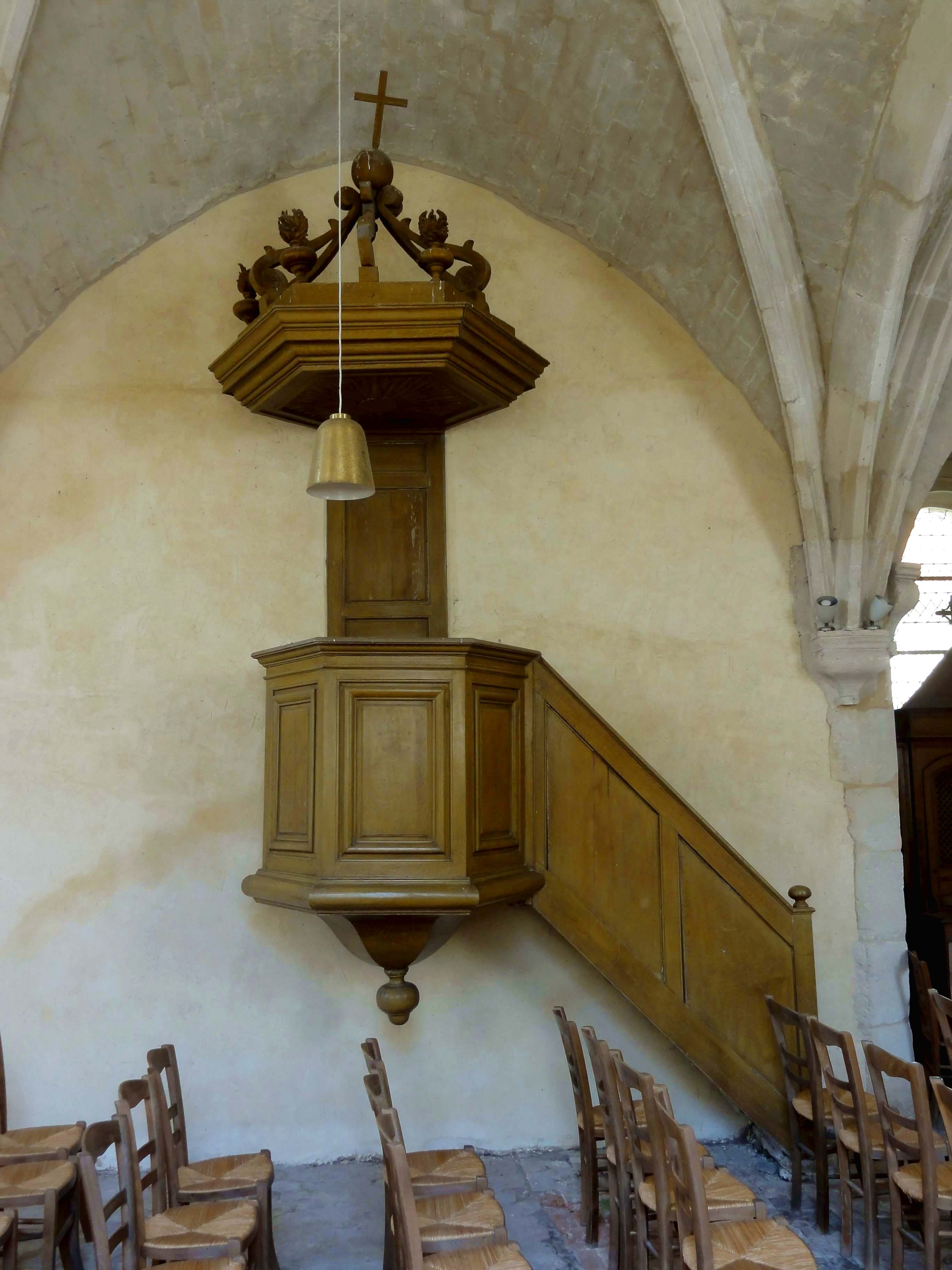
Chaire à prêcher.
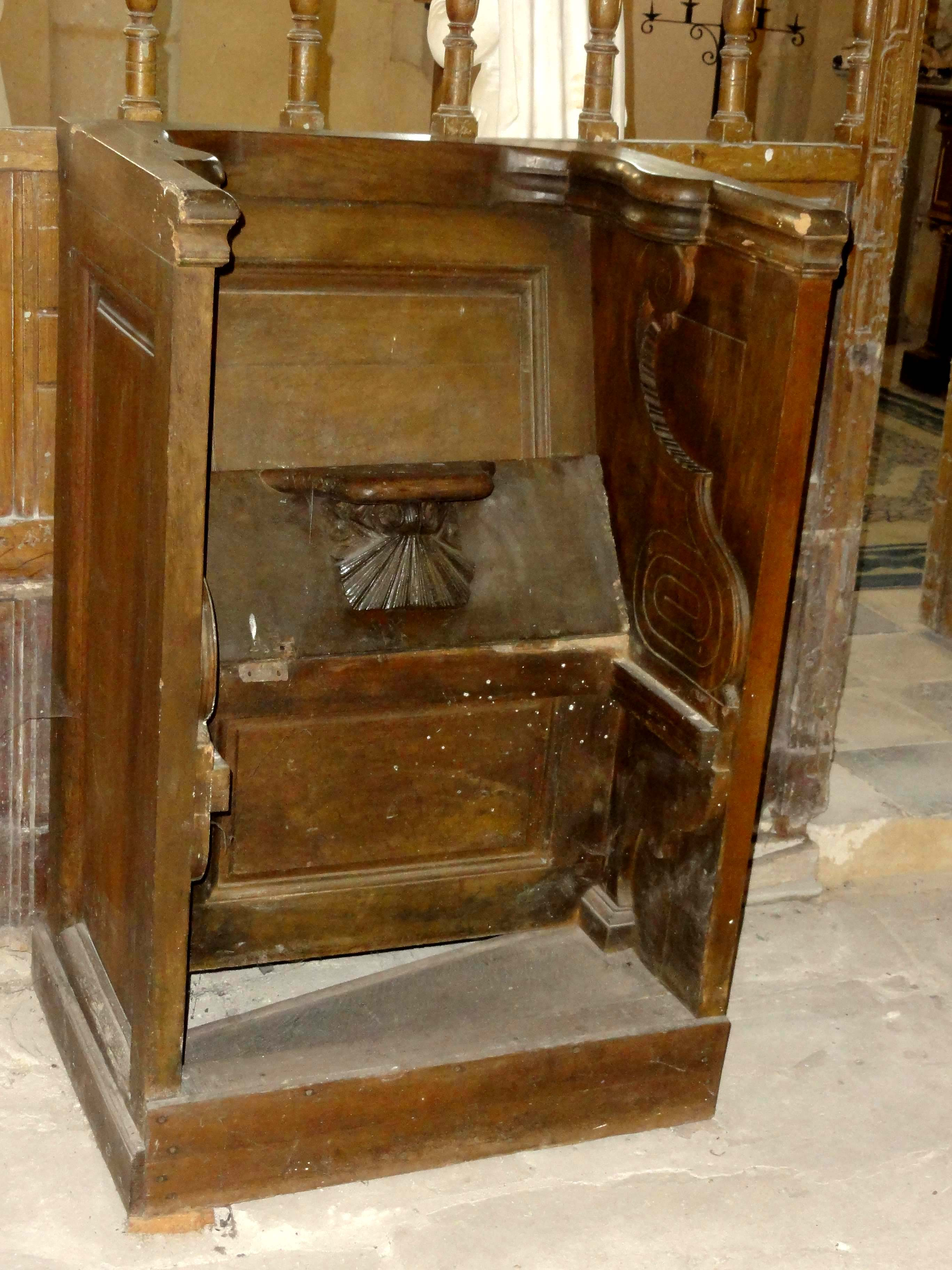
Stalle individuelle.
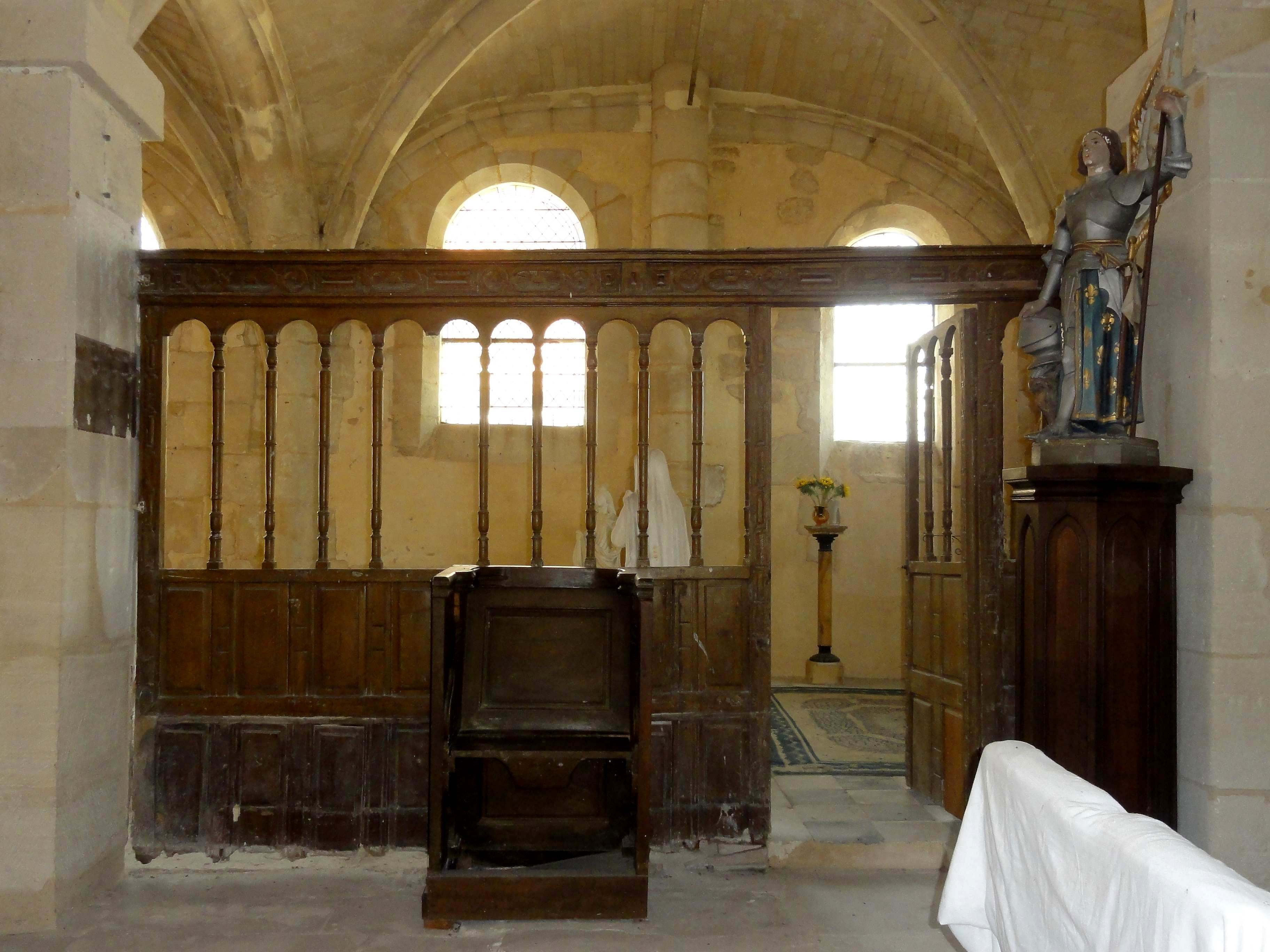
Clôture du chœur.
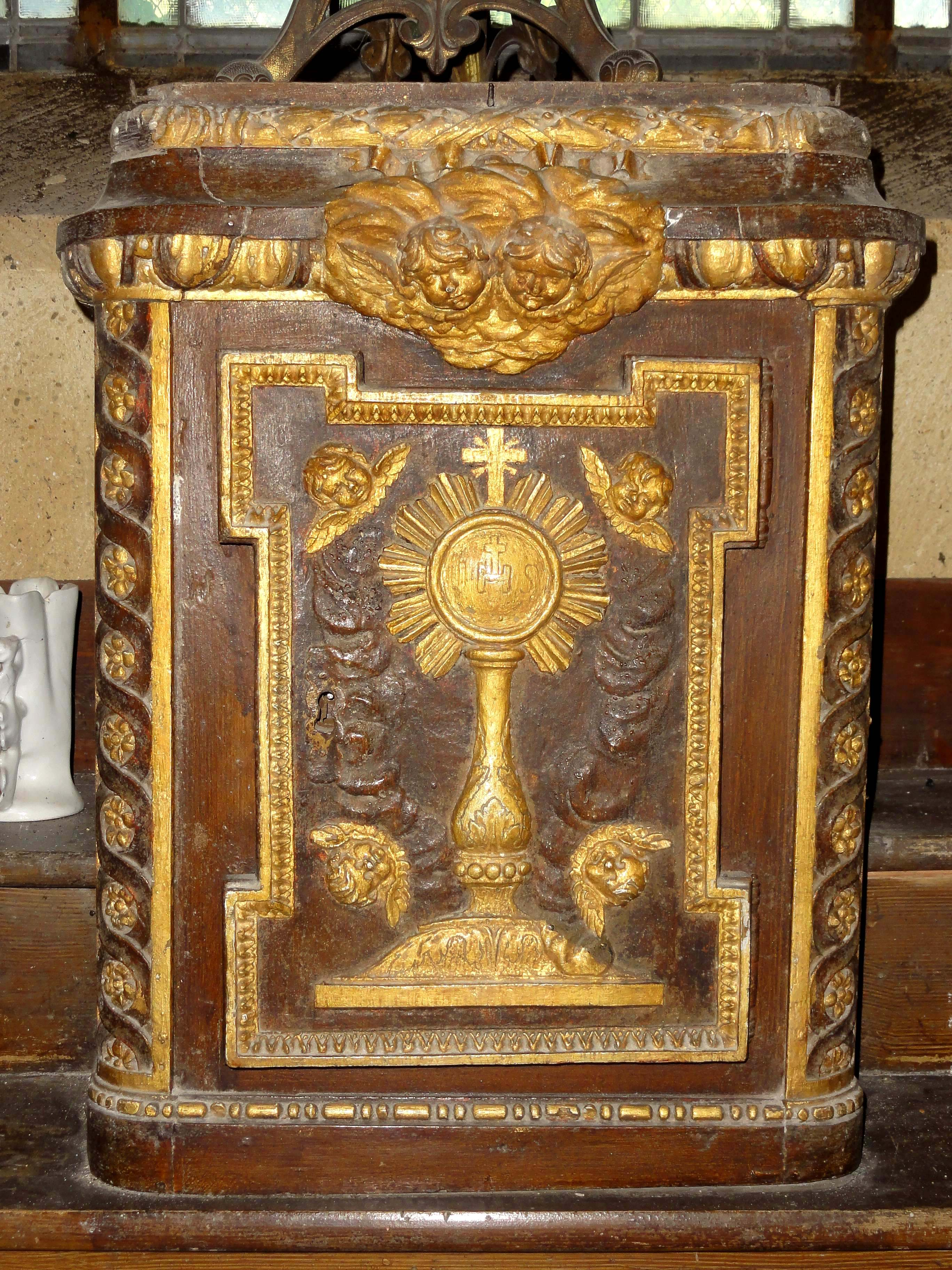
Tabernacle.